# Welfowie

Welfowie (inaczej Gwelfowie, D’Este) – dwie dynastie panujące we Włoszech i Niemczech, ściśle ze sobą spokrewnione.
Pierwsza pochodzenia niemieckiego (Welfowie starsi) rządziła pod nazwą Welfów w krajach niemieckich oraz w Burgundii. Wygasła w połowie XI wieku. Druga dynastia jest pochodzenia włoskiego. Pod przejętą od poprzedniej, wygasłej dynastii, nazwą Welfów (Welfowie młodsi – potomkowie margrabiego Azzo II d’Este i jego pierwszej żony Kunegundy z Welfów) panowała w: Bawarii, Saksonii, potem Brunszwiku i Lüneburgu, a następnie Hanowerze oraz Wielkiej Brytanii (pod nazwą dynastii hanowerskiej).
Przedstawiciele tego rodu trzykrotnie nosili tytuł cesarski:
- Otto IV, od 1198 król niemiecki, a od 1209 r. cesarz (rzymski);
- Iwan VI, cesarz Rosji 1740–1741;
- Wiktoria Hanowerska, od 1837 królowa Wielkiej Brytanii, a od 1877 cesarzowa Indii.

Pod nazwą d’Este (potomkowie margrabiego Azzo II d’Este i jego drugiej żony Garsendy) panowała w krajach włoskich: Ferrarze i Modenie. Wygasła w 1803 r.

## Związki Welfów i d’Este
Welfowie starsi
Welf, hrabia
- A1.Judyta; x. Ludwik I Pobożny, cesarz (syn Karola I Wielkiego)
- A2. Emma; x. Ludwik Niemiecki (syn Ludwika I Pobożnego, patrz wyż.)
- A3. Konrad I Starszy, opat
  - B1. Hugo (zm. 886), opat w Tours
  - B2. Welf I (zm. ok. 860), hr. Alemanii
    - C1. Eticho
      - D1. Henryk
        - E1. Eticho, hr. Bawarii
        - E2. Rudolf I, hrabia
          - F1. Rudolf II (zm. ok. 992)
            - G1. Welf II (zm. 1030), hr. Szwabii
              - H1. Welf III (zm. 1055), ks. Karyntii
              - H2. Kunegunda; x. Azzo II, markiz d’Este (zob. niż.)

  - B2. Hugo, opat, abp Kolonii
  - B3. Konrad II Młodszy (zm. ok. 870), hr. Auxerre
    - C1. Rudolf I (zm. 912), kr. Burgundii 888–937
      - D1. Rudolf II (zm. 937), kr. Burgundii
        - E1. Konrad III Spokojny (zm. 993), kr. Burgundii
          - F1. Rudolf III (zm. 1032), kr. Burgundii

Este i Welfowie młodsi
- Alberto Azzo II (zm. 1097), pan na zamku Este; x.1. Kunegunda, c. Welfa II; x.2. Garsend, c. Hugo de Maine
  - A1. (z pierwszego małżeństwa Azzona z Kunegundą) Welf IV (zm. 1101), ks. Bawarii
    - B1. Welf V (zm. 1120), ks. Bawarii
    - B2. Henryk IX Czarny (zm. 1126), ks. Bawarii
      - C1. Henryk X Pyszny (zm. 1139), ks. Bawarii i Saksonii.
        - D1. Henryk XII Lew (zm. 1195), ks. Bawarii i Saksonii (w 1180 r. pozbawiony obydwu księstw).
          - E1. Henryk I (zm. 1227), hr. Palatynu
          - E2. Otto IV (zm. 1218), kr. niemiecki 1198, ces. 1209
          - E3. Wilhelm starszy (zm.), ks. Lüneburga
            - F1. Otto I Dziecię (zm. 1252), ks. Brunszwiku i Lüneburga
              - potomkowie – rodzina Welfów, panująca w krajach niemieckich Brunszwiku i Lüneburga.

  - A2. (z drugiego małżeństwa Azzo z Garsendą) Fulko I (zm. 1128), markiz d’Este
    - potomkowie – rodzina d’Este panująca we włoskich księstwach Ferrary i Modeny

## Dzieje

### Welfowie starsi
Założycielem rodu był hrabia Welf, żyjący w czasach karolińskich. Pierwszym znaczącym krokiem w karierze były śluby jego córek: Judyty z cesarzem Ludwikiem I Pobożnym, a Emmy z Ludwikiem Niemcem (synem Ludwika Pobożnego z poprzedniego małżeństwa). W drugiej połowie IX wieku ród podzielił się. Młodsza linia, tzw. Rudolfingowie, wywodząca się od Konrada I hr. Auxerre władała królestwem Burgundii w latach 888–1032. Po śmierci ostatniego króla Rudolfa III Próżniaka, królestwo zostało włączone do cesarstwa. Linia starsza wywodząca się od Welfa I, wygasła na ks. Karyntii Welfie III w 1055 r. Jego spadkobiercą został siostrzeniec Welf IV – założyciel drugiej, młodszej dynastii Welfów.

### d’Este

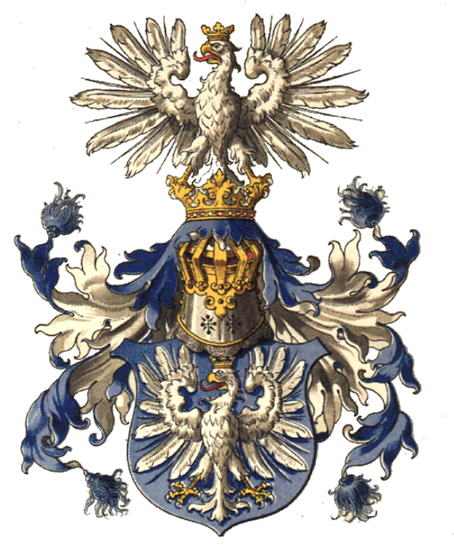
Herb Księstwa Modeny

Początków tego rodu trzeba szukać w niewielkim miasteczku Este, położonym na południe od Padwy. Tam osiedlił się niejaki Alberto Azzo II, który zamek ten obrał na swą siedzibę. Jego przodkowie przywędrowali wraz z wojskiem Karola Wielkiego. W 1035 roku ożenił się z Kunegundą, siostrą karynckiego księcia Welfa III. Gdy ten zmarł bezpotomnie, syn tej pary Welf IV odziedziczył spadek po wuju. Był on założycielem drugiej dynastii Welfów. Po śmierci Kunegundy Albert Azzo II ożenił się po raz wtóry z Garsendą z Maine. Syn, który się urodził z tego związku, Fulko (zm. 1128) odziedziczył po ojcu dobra włoskie.
Potomek Fulka, Azzo VII w 1264 r. przyjął tytuł seniora Ferrary, a w 1288 r. jego wnuk Obizzo II seniora Modeny.
Tytuły książęce otrzymał w XV wieku Borso. W 1452 r. został on uznany przez cesarza Fryderyka III księciem Modeny, a w 1471 r. papież Paweł II nadał mu tytuł księcia Ferrary.
Po wygaśnięciu głównej linii rodu na Alfonsie II w 1597 r. spadkobiercą został jego kuzyn książę Cezary. Papież jednak nie uznał jego praw, ponieważ jego ojciec był bastardem księcia Alfonsa I (żoną Alfonsa I była słynna Lukrecja Borgia, córka papieża Aleksandra VI).
Ostatnim księciem Modeny z rodu d’Este był Herkules III. Utracił on swe księstwo w czasie wojen z rewolucyjną Francją w 1796 r. On sam zmarł w 1803 r. Spadkobiercą został arcyksiążę Ferdynand Karol, mąż Marii Beatrycze, córki Herkulesa. Zapoczątkowali oni nową linie Habsburg-d’Este (dynastia habsbursko-lotaryńska)

### Welfowie młodsi

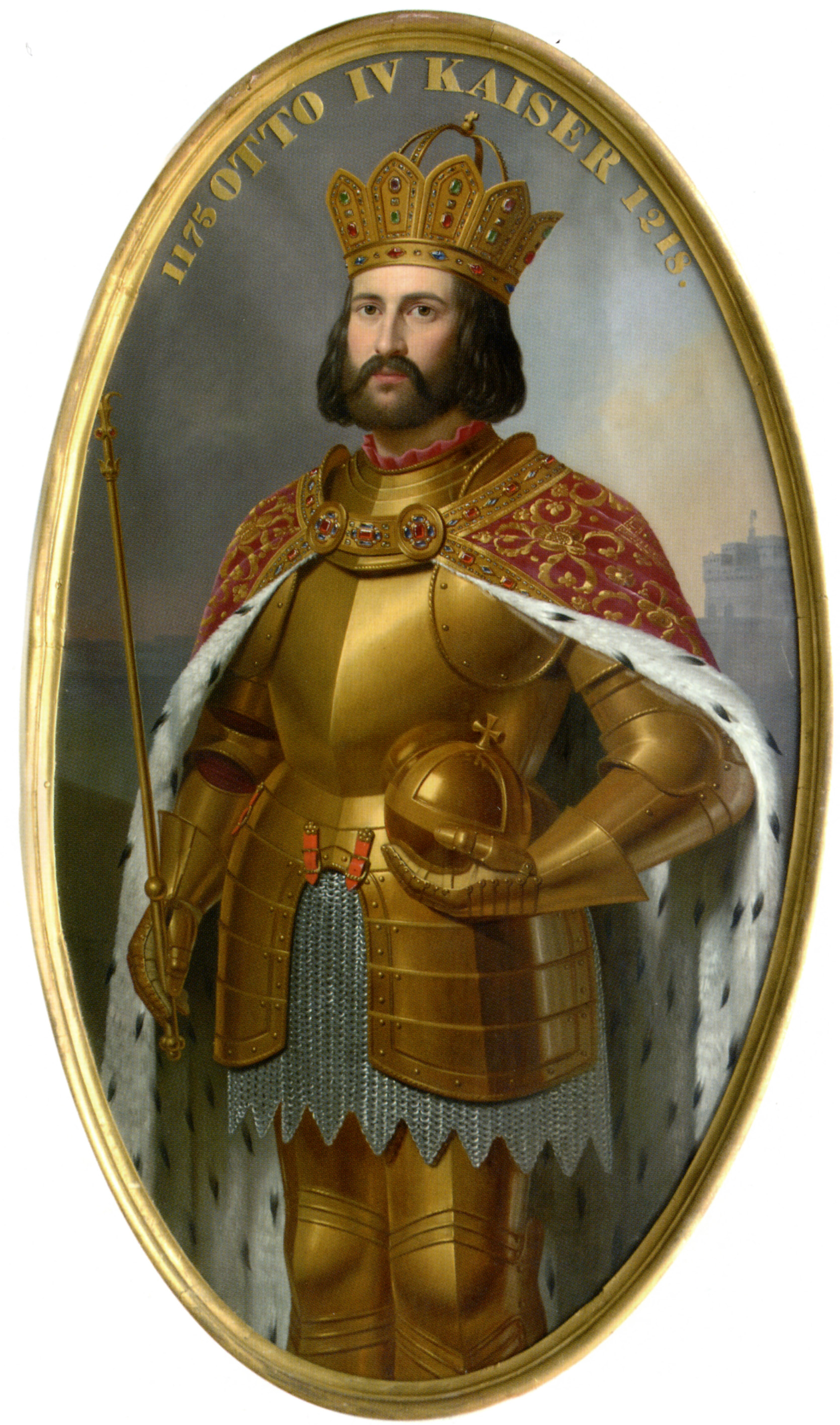
Cesarz rzymsko-niemiecki Otto IV

Welf IV w 1070 r. otrzymał we władanie księstwo Bawarii (jako Welf I). W 1137 r. jego wnuk Henryk X Pyszny otrzymał księstwo Saksonii wraz z ręką Gertrudy córki cesarza Lotara III. Jego syn Henryk Lew stał się jednym z najpotężniejszych władców niemieckich. Jego rywalizacja z Hohenstaufami doprowadziła do utraty przez Henryka Lwa obydwu księstw w 1180 r. (Bawarię otrzymali Witelsbachowie, a Saksonię Askańczycy).
W 1198 r. syn Henryka Lwa, Otto IV Welf został wybrany na antykróla niemieckiego. Po śmierci króla Filipa Szwabskiego (z Hohenstaufów) został jedynym władcą Niemiec, a w 1209 r. koronowano go na cesarza. Zmarł bezpotomnie w 1218 r. jego brat i bratanek o imieniu Henryk władali krótko w Palatynacie. Młodszy brat Wilhelm otrzymał we władanie Lüneburg, a jego syn Otto I Dziecię został w 1235 r. uznany za księcia Brunszwiku i Lüneburga (Brunszwik nadał mu ówczesny cesarz Fryderyk II, w nagrodę, iż nie przystał na propozycję papieża Grzegorza IX aby obwołano go antykrólem).

Herb Księstwa Brunszwiku

Potomkowie Ottona I, dzielili się kilkakrotnie na linie. Stolicami osobnych księstw stawały się najczęściej: Brunszwik, Lüneburg, Wolfenbüttel, później także Celle, Calenberg i Hanower (zob. niż. Podziały terytorialne). Dziejopisarze wyróżniają trzy tzw. wielkie podziały. W 1252 r. po śmierci Ottona I w pierwszym – starym – podziale powstało osobne księstwo Brunszwiku i osobne Lüneburga. Drugi podział – tzw. środkowy – miał miejsce w 1373 r. po śmierci Magnusa II. Powstały wówczas osobne księstwo Lüneburga i Wolfenbüttel. Trzeci podział – tzw. nowy – miał miejsce w 1569 r. gdy dwaj bracia Henryk i Wilhelm podzieli się spadkiem po bracie. Pierwszy osiadł w Dannenbergu, a drugi w Lüneburgu.
Potomek pierwszego August Młodszy odziedziczył w 1634 r. po kuzynie Wolfenbüttel i tytułował się odtąd księciem Brunszwiku-Wolfenbüttel. W 1739 r. prawnuk Antoni Ulryk ożenił się z Elżbietą Anną, siostrzenicą carowej Rosji Anny. Ich syn, w wieku zaledwie 2 miesięcy, został po śmierci carowej ogłoszony carem Iwanem VI, a Elżbieta przejęła regencję. Rok później została odsunięta od władzy, a na tronie carów zasiadła Elżbieta, córka Piotra I Wielkiego. Iwan VI zmarł w 1764 r. zamordowany prawdopodobnie na rozkaz Katarzyny II.
Bratanek Antoniego Ulryka, książę Fryderyk August odziedziczył w 1792 r. śląskie księstwo Oleśnicy. Linia ta wygasła w 1884 r. wraz ze śmiercią ks. Wilhelma.

### Dynastia hanowerska
Potomek Wilhelma ks. Lüneburga, August I Starszy odziedziczył w 1634 r. Kalenberg. Jego bratanek Ernest August skupił władzę na znacznym obszarze wokół Hanoweru i w 1692 otrzymał godność elektora cesarstwa. Poprzez małżeństwo z Zofią (córką Elżbiety Stuart, czyli siostrzenicą króla Anglii i Szkocji – Karola I), przejął prawa do obydwu tronów. Jego syn Jerzy I w wyniku tzw. chwalebnej rewolucji w 1714, po śmierci matki oraz nieco później królowej Anny, został koronowany w Londynie na władcę Zjednoczonego Królestwa Brytyjskiego. Stał się założycielem tzw. dynastii hanowerskiej.
Jerzy III (zm. 1820) został w 1814 ogłoszony królem Hanoweru. Wraz ze śmiercią jego drugiego syna Wilhelma IV w 1837 został zerwana unia brytyjsko-hanowerska. Tron w Londynie odziedziczyła jego bratanica królowa Wiktoria (zm. 1901). Tron w Hanowerze przejął brat Wilhelma, Ernest August.
Syn Ernesta Augusta I, Jerzy V został w 1866 pozbawiony władzy, a ziemie Hanoweru włączono do królestwa Pruskiego. Ernest August III, wnuk Jerzego V i zięć cesarza niemieckiego Wilhelma II w 1913 przejął władzę w księstwie Brunszwiku. Tron utracił w 1918 po rewolucji listopadowej.
Obecnie tytularnym królem Hanoweru jest książę Ernest August V (ur. 1954, mąż księżniczki Karoliny z Monako).

## Podziały terytorialne księstwa Brunszwiku i Lüneburga

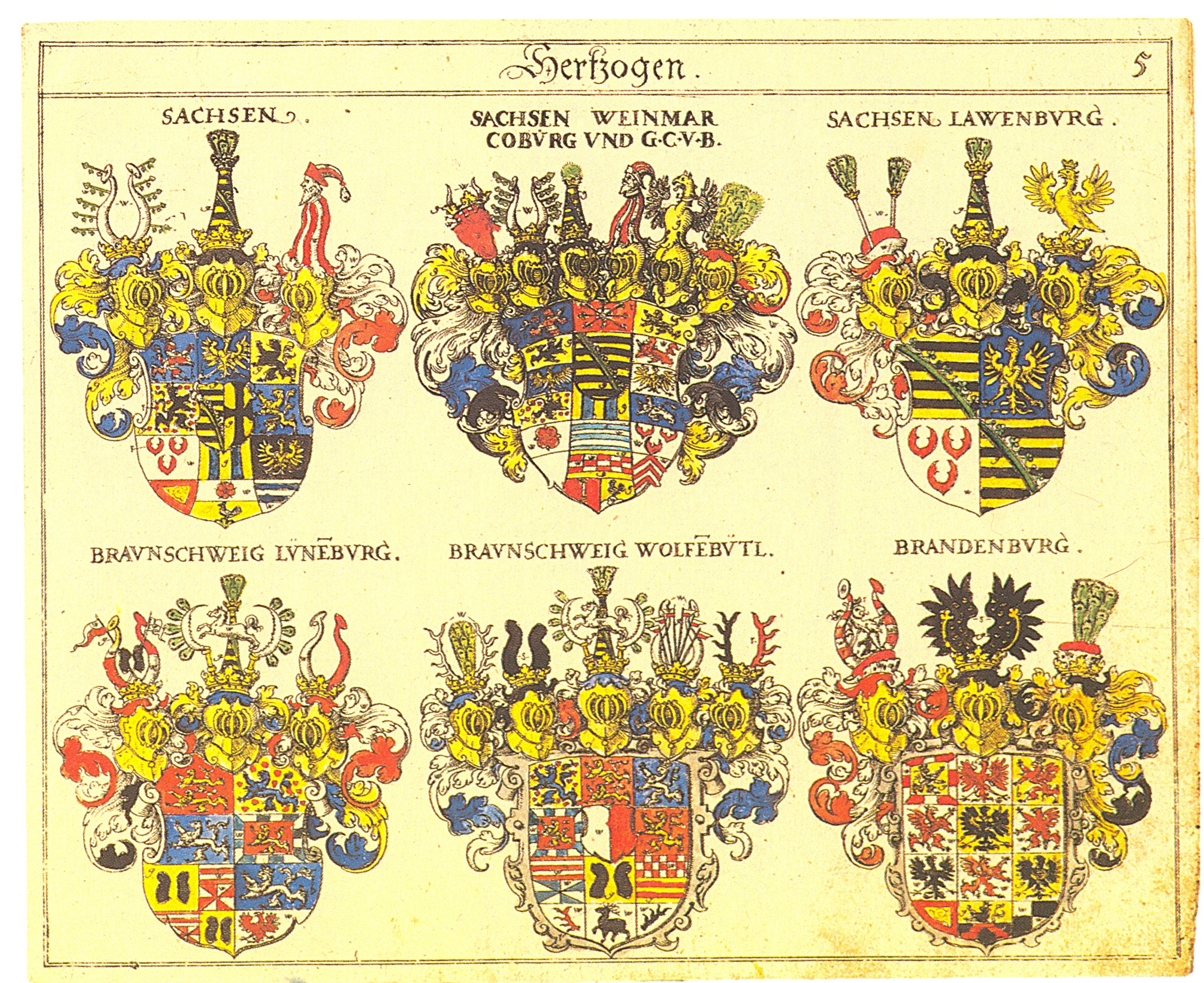
Herby książąt Lüneburg i Wolfenbüttel w herbarzu J. Siebmachera, 1605 – pierwszy i drugi herb z lewej, dolny rząd

- 1252 – podział księstwa Brunszwiku i Lüneburga na osobne księstwa (pierwszy – stary – wielki podział księstwa)
- 1279 – podział księstwa Brunszwiku na księstwo Brunszwiku i księstwo Grubenhagen
- 1322 – podział księstwa Grubenhagen na księstwo Grubenhagen i księstwo Osterode
- 1345 – podział księstwa Brunszwiku na księstwo Brunszwiku-Wolffenbüttel i księstwo Getyngi
- 1369 – zjednoczenie księstwa Lüneburga z księstwem Brunszwiku-Wolffenbüttel
- 1373 – podział księstwa Brunszwiku na księstwo Brunszwiku-Wolffenbüttel i księstwo Lüneburga (drugi – średni – wielki podział księstwa)
- 1435 – zjednoczenie księstwa Getyngi z księstwem Brunszwiku-Wolffenbüttel
- 1495 – Podział księstwa Wolffenbüttel na księstwo Wolffenbüttel i księstwa Calenberg
- 1526 – zjednoczenie Grubenhagen z Osterode
- 1527 – podział księstwa Lüneburga na księstwo Harburga i księstwo Celle
- 1569 – podział księstwa Celle na księstwo Dannenberg i księstwo Celle-Lüneburg (trzeci – nowy – wielki podział księstwa)
- 1584 – zjednoczenie księstwa Calenberg z księstwem Wolffenbüttel
- 1596 – zjednoczenie księstwa Osterode z księstwem Celle-Lüneburg
- 1598 – podział księstwa Dannenbergu na księstwo Dannenbergu i księstwo Hitzacker
- 1634 – wygasła linia z Calenbergu i Wolffenbüttel. Zjednoczenie księstwa Calenbergu z księstwem Lüneburga i zjednoczenie księstwa Wolffenbüttel z księstwem Hitzacker
- 1636 – zjednoczenie księstwa Dannenbergu z księstwem Wolffenbüttel
- 1641 – zjednoczenie księstwa Harburga z księstwem Celle-Lüneburg
- 1641 – podział księstwa Lüneburga na księstwo Celle (primogenitura) i księstwo Calenberrgu i Hanower (sekundogenitura)
- 1666 – podział księstwa Brunszwiku-Wolffenbüttel na księstwo Brunszwiku-Wolffenbüttel i księstwo Bever
- 1689 – włączenie ziem księstwa Saksonii-Lauenburg do księstwa Celle
- 19 grudnia 1698 – podniesienie księstwa Hanoweru i Calenbergu do rangi elektoratu Hanoweru
- 1705 – zjednoczenie księstwa Celle z elektoratem Hanowerem
- 1714 – elektor Hanoweru Jerzy I Ludwik został królem Wielkiej Brytanii (unia personalna)
- 1809 – zjednoczenie księstwa Bever z księstwem Brunszwiku-Wolffenbüttel
- 12 lipca 1815 – podniesienie elektoratu Hanoweru do rangi królestwa
- 1837 – koniec unii personalnej Wielkiej Brytanii (królową został Wiktoria) i Hanoweru (królem został Ernest August I)
- 1866 – zajęcie królestwa Hanoweru przez Prusy
- 1884 – wygasła linia książąt Brunszwiku-Wolffenbüttel – zajęcie księstwa przez Prusy
- 1913 – przekazanie księstwa Brunszwiku Ernestowi Augustowi III z Hanoweru
- 1918 – Rewolucja listopadowa. Republika

## Genealogia

### Dynastia hanowerska
|                                                               |                                                               |                                                               |                                                               |                                                               |                                                               |                                                     |                                                     |                                                      |                                                      |                                                                    |                                                                    |                                                                    |                                                                    |                                                                    |                                                                    |                                                   |                                                   |                                                       |                                                       |                                                       |                                                       |                                                       |                                                       |                                                                 |                                                                 |                                                                 |                                                                 |                                                                 |                                                                 |                                      |                                      | Jerzy Brunszwicki 1582–1641 książę Lüneburg                 | Jerzy Brunszwicki 1582–1641 książę Lüneburg                 | Jerzy Brunszwicki 1582–1641 książę Lüneburg                 | Jerzy Brunszwicki 1582–1641 książę Lüneburg                 | Jerzy Brunszwicki 1582–1641 książę Lüneburg                 | Jerzy Brunszwicki 1582–1641 książę Lüneburg                 |                                                 |                                                 | Anna Eleonora Hessen-Darmstadt 1601–1659    | Anna Eleonora Hessen-Darmstadt 1601–1659    | Anna Eleonora Hessen-Darmstadt 1601–1659    | Anna Eleonora Hessen-Darmstadt 1601–1659    | Anna Eleonora Hessen-Darmstadt 1601–1659              | Anna Eleonora Hessen-Darmstadt 1601–1659              |                                                       |                                                       |                                                       |                                                       |                                                       |                                                       |                                                               |                                                               |                                                               |                                                               |                                                               |                                                               |                                                       |                                                       |                                                       |                                                       |                                            |                                            |                                                 |                                                 |                                                        |                                                        |                                                        |                                                        |                                                        |                                                        |                                                         |                                                         |                                                         |                                                         |                                                         |                                                         |                                    |                                    |                                           |                                           |                                           |                                           |                                                        |                                                        |                                                        |                                                        |                                                        |                                                        |                                                      |                                                      |                                                      |                                                      |                                       |                                       |                               |                               |                                       |                                       |                                       |                                       |                                       |                                       |                                                    |                                                    |                                                         |                                                         |                                                         |                                                         |                                                         |                                                         |                                             |                                             |                                             |                                             |                                             |                                             |                           |                           |                                             |                                             |                                             |                                             |                                             |                                             |                            |                            |                                    |                                    |                                    |                                    |                                    |                                    |                               |                               |                                                       |                                                       |                                                       |                                                       |                                                       |                                                       |                            |                            |                                                         |                                                         |                                                          |                                                          |                                                          |                                                          |                                                          |                                                          |                                           |                                           |                                           |                                           |                                           |                                           |  |  |
|                                                               |                                                               |                                                               |                                                               |                                                               |                                                               |                                                     |                                                     |                                                      |                                                      |                                                                    |                                                                    |                                                                    |                                                                    |                                                                    |                                                                    |                                                   |                                                   |                                                       |                                                       |                                                       |                                                       |                                                       |                                                       |                                                                 |                                                                 |                                                                 |                                                                 |                                                                 |                                                                 |                                      |                                      | Jerzy Brunszwicki 1582–1641 książę Lüneburg                 | Jerzy Brunszwicki 1582–1641 książę Lüneburg                 | Jerzy Brunszwicki 1582–1641 książę Lüneburg                 | Jerzy Brunszwicki 1582–1641 książę Lüneburg                 | Jerzy Brunszwicki 1582–1641 książę Lüneburg                 | Jerzy Brunszwicki 1582–1641 książę Lüneburg                 |                                                 |                                                 | Anna Eleonora Hessen-Darmstadt 1601–1659    | Anna Eleonora Hessen-Darmstadt 1601–1659    | Anna Eleonora Hessen-Darmstadt 1601–1659    | Anna Eleonora Hessen-Darmstadt 1601–1659    | Anna Eleonora Hessen-Darmstadt 1601–1659              | Anna Eleonora Hessen-Darmstadt 1601–1659              |                                                       |                                                       |                                                       |                                                       |                                                       |                                                       |                                                               |                                                               |                                                               |                                                               |                                                               |                                                               |                                                       |                                                       |                                                       |                                                       |                                            |                                            |                                                 |                                                 |                                                        |                                                        |                                                        |                                                        |                                                        |                                                        |                                                         |                                                         |                                                         |                                                         |                                                         |                                                         |                                    |                                    |                                           |                                           |                                           |                                           |                                                        |                                                        |                                                        |                                                        |                                                        |                                                        |                                                      |                                                      |                                                      |                                                      |                                       |                                       |                               |                               |                                       |                                       |                                       |                                       |                                       |                                       |                                                    |                                                    |                                                         |                                                         |                                                         |                                                         |                                                         |                                                         |                                             |                                             |                                             |                                             |                                             |                                             |                           |                           |                                             |                                             |                                             |                                             |                                             |                                             |                            |                            |                                    |                                    |                                    |                                    |                                    |                                    |                               |                               |                                                       |                                                       |                                                       |                                                       |                                                       |                                                       |                            |                            |                                                         |                                                         |                                                          |                                                          |                                                          |                                                          |                                                          |                                                          |                                           |                                           |                                           |                                           |                                           |                                           |  |  |
|                                                               |                                                               |                                                               |                                                               |                                                               |                                                               |                                                     |                                                     |                                                      |                                                      |                                                                    |                                                                    |                                                                    |                                                                    |                                                                    |                                                                    |                                                   |                                                   |                                                       |                                                       |                                                       |                                                       |                                                       |                                                       |                                                                 |                                                                 |                                                                 |                                                                 |                                                                 |                                                                 |                                      |                                      |                                                             |                                                             |                                                             |                                                             |                                                             |                                                             |                                                 |                                                 |                                             |                                             |                                             |                                             |                                                       |                                                       |                                                       |                                                       |                                                       |                                                       |                                                       |                                                       |                                                               |                                                               |                                                               |                                                               |                                                               |                                                               |                                                       |                                                       |                                                       |                                                       |                                            |                                            |                                                 |                                                 |                                                        |                                                        |                                                        |                                                        |                                                        |                                                        |                                                         |                                                         |                                                         |                                                         |                                                         |                                                         |                                    |                                    |                                           |                                           |                                           |                                           |                                                        |                                                        |                                                        |                                                        |                                                        |                                                        |                                                      |                                                      |                                                      |                                                      |                                       |                                       |                               |                               |                                       |                                       |                                       |                                       |                                       |                                       |                                                    |                                                    |                                                         |                                                         |                                                         |                                                         |                                                         |                                                         |                                             |                                             |                                             |                                             |                                             |                                             |                           |                           |                                             |                                             |                                             |                                             |                                             |                                             |                            |                            |                                    |                                    |                                    |                                    |                                    |                                    |                               |                               |                                                       |                                                       |                                                       |                                                       |                                                       |                                                       |                            |                            |                                                         |                                                         |                                                          |                                                          |                                                          |                                                          |                                                          |                                                          |                                           |                                           |                                           |                                           |                                           |                                           |  |  |
|                                                               |                                                               |                                                               |                                                               |                                                               |                                                               |                                                     |                                                     |                                                      |                                                      |                                                                    |                                                                    |                                                                    |                                                                    |                                                                    |                                                                    |                                                   |                                                   |                                                       |                                                       |                                                       |                                                       |                                                       |                                                       |                                                                 |                                                                 |                                                                 |                                                                 |                                                                 |                                                                 |                                      |                                      |                                                             |                                                             |                                                             |                                                             |                                                             |                                                             |                                                 |                                                 |                                             |                                             |                                             |                                             |                                                       |                                                       |                                                       |                                                       |                                                       |                                                       |                                                       |                                                       |                                                               |                                                               |                                                               |                                                               |                                                               |                                                               |                                                       |                                                       |                                                       |                                                       |                                            |                                            |                                                 |                                                 |                                                        |                                                        |                                                        |                                                        |                                                        |                                                        |                                                         |                                                         |                                                         |                                                         |                                                         |                                                         |                                    |                                    |                                           |                                           |                                           |                                           |                                                        |                                                        |                                                        |                                                        |                                                        |                                                        |                                                      |                                                      |                                                      |                                                      |                                       |                                       |                               |                               |                                       |                                       |                                       |                                       |                                       |                                       |                                                    |                                                    |                                                         |                                                         |                                                         |                                                         |                                                         |                                                         |                                             |                                             |                                             |                                             |                                             |                                             |                           |                           |                                             |                                             |                                             |                                             |                                             |                                             |                            |                            |                                    |                                    |                                    |                                    |                                    |                                    |                               |                               |                                                       |                                                       |                                                       |                                                       |                                                       |                                                       |                            |                            |                                                         |                                                         |                                                          |                                                          |                                                          |                                                          |                                                          |                                                          |                                           |                                           |                                           |                                           |                                           |                                           |  |  |
|                                                               |                                                               |                                                               |                                                               | Jerzy Wilhelm Brunszwicki 1624–1705 książę Lüneburg           | Jerzy Wilhelm Brunszwicki 1624–1705 książę Lüneburg           | Jerzy Wilhelm Brunszwicki 1624–1705 książę Lüneburg | Jerzy Wilhelm Brunszwicki 1624–1705 książę Lüneburg | Jerzy Wilhelm Brunszwicki 1624–1705 książę Lüneburg  | Jerzy Wilhelm Brunszwicki 1624–1705 książę Lüneburg  |                                                                    |                                                                    | Eleonora d’Esmier d’Olbreuse 1639–1722                             | Eleonora d’Esmier d’Olbreuse 1639–1722                             | Eleonora d’Esmier d’Olbreuse 1639–1722                             | Eleonora d’Esmier d’Olbreuse 1639–1722                             | Eleonora d’Esmier d’Olbreuse 1639–1722            | Eleonora d’Esmier d’Olbreuse 1639–1722            |                                                       |                                                       | Ernest August Hanowerski 1629–1698 elektor Hanoweru   | Ernest August Hanowerski 1629–1698 elektor Hanoweru   | Ernest August Hanowerski 1629–1698 elektor Hanoweru   | Ernest August Hanowerski 1629–1698 elektor Hanoweru   | Ernest August Hanowerski 1629–1698 elektor Hanoweru             | Ernest August Hanowerski 1629–1698 elektor Hanoweru             |                                                                 |                                                                 | Zofia Dorota Wittelsbach 1630–1714                              | Zofia Dorota Wittelsbach 1630–1714                              | Zofia Dorota Wittelsbach 1630–1714   | Zofia Dorota Wittelsbach 1630–1714   | Zofia Dorota Wittelsbach 1630–1714                          | Zofia Dorota Wittelsbach 1630–1714                          |                                                             |                                                             | Magdalena Brunszwicka ur. i zm. 1629                        | Magdalena Brunszwicka ur. i zm. 1629                        | Magdalena Brunszwicka ur. i zm. 1629            | Magdalena Brunszwicka ur. i zm. 1629            | Magdalena Brunszwicka ur. i zm. 1629        | Magdalena Brunszwicka ur. i zm. 1629        |                                             |                                             | Krystian Ludwik Brunszwicki 1622–1665 książę Lüneburg | Krystian Ludwik Brunszwicki 1622–1665 książę Lüneburg | Krystian Ludwik Brunszwicki 1622–1665 książę Lüneburg | Krystian Ludwik Brunszwicki 1622–1665 książę Lüneburg | Krystian Ludwik Brunszwicki 1622–1665 książę Lüneburg | Krystian Ludwik Brunszwicki 1622–1665 książę Lüneburg |                                                       |                                                       | Dorota ze Szlezwika-Holsztynu-Sonderburg-Glücksburg 1636–1689 | Dorota ze Szlezwika-Holsztynu-Sonderburg-Glücksburg 1636–1689 | Dorota ze Szlezwika-Holsztynu-Sonderburg-Glücksburg 1636–1689 | Dorota ze Szlezwika-Holsztynu-Sonderburg-Glücksburg 1636–1689 | Dorota ze Szlezwika-Holsztynu-Sonderburg-Glücksburg 1636–1689 | Dorota ze Szlezwika-Holsztynu-Sonderburg-Glücksburg 1636–1689 |                                                       |                                                       | Anna Maria Brunszwicka 1630–1636                      | Anna Maria Brunszwicka 1630–1636                      | Anna Maria Brunszwicka 1630–1636           | Anna Maria Brunszwicka 1630–1636           | Anna Maria Brunszwicka 1630–1636                | Anna Maria Brunszwicka 1630–1636                |                                                        |                                                        | Dorota Magdalena Hanowerska 1629–1630                  | Dorota Magdalena Hanowerska 1629–1630                  | Dorota Magdalena Hanowerska 1629–1630                  | Dorota Magdalena Hanowerska 1629–1630                  | Dorota Magdalena Hanowerska 1629–1630                   | Dorota Magdalena Hanowerska 1629–1630                   |                                                         |                                                         | Zofia Amelia Brunszwicka 1628–1685                      | Zofia Amelia Brunszwicka 1628–1685                      | Zofia Amelia Brunszwicka 1628–1685 | Zofia Amelia Brunszwicka 1628–1685 | Zofia Amelia Brunszwicka 1628–1685        | Zofia Amelia Brunszwicka 1628–1685        |                                           |                                           | Fryderyk III Oldenburg 1609–1670 król Danii i Norwegii | Fryderyk III Oldenburg 1609–1670 król Danii i Norwegii | Fryderyk III Oldenburg 1609–1670 król Danii i Norwegii | Fryderyk III Oldenburg 1609–1670 król Danii i Norwegii | Fryderyk III Oldenburg 1609–1670 król Danii i Norwegii | Fryderyk III Oldenburg 1609–1670 król Danii i Norwegii |                                                      |                                                      |                                                      |                                                      |                                       |                                       |                               |                               |                                       |                                       |                                       |                                       |                                       |                                       |                                                    |                                                    |                                                         |                                                         |                                                         |                                                         |                                                         |                                                         |                                             |                                             |                                             |                                             |                                             |                                             |                           |                           |                                             |                                             |                                             |                                             |                                             |                                             |                            |                            |                                    |                                    |                                    |                                    |                                    |                                    |                               |                               |                                                       |                                                       |                                                       |                                                       |                                                       |                                                       |                            |                            |                                                         |                                                         |                                                          |                                                          |                                                          |                                                          |                                                          |                                                          |                                           |                                           |                                           |                                           |                                           |                                           |  |  |
|                                                               |                                                               |                                                               |                                                               | Jerzy Wilhelm Brunszwicki 1624–1705 książę Lüneburg           | Jerzy Wilhelm Brunszwicki 1624–1705 książę Lüneburg           | Jerzy Wilhelm Brunszwicki 1624–1705 książę Lüneburg | Jerzy Wilhelm Brunszwicki 1624–1705 książę Lüneburg | Jerzy Wilhelm Brunszwicki 1624–1705 książę Lüneburg  | Jerzy Wilhelm Brunszwicki 1624–1705 książę Lüneburg  |                                                                    |                                                                    | Eleonora d’Esmier d’Olbreuse 1639–1722                             | Eleonora d’Esmier d’Olbreuse 1639–1722                             | Eleonora d’Esmier d’Olbreuse 1639–1722                             | Eleonora d’Esmier d’Olbreuse 1639–1722                             | Eleonora d’Esmier d’Olbreuse 1639–1722            | Eleonora d’Esmier d’Olbreuse 1639–1722            |                                                       |                                                       | Ernest August Hanowerski 1629–1698 elektor Hanoweru   | Ernest August Hanowerski 1629–1698 elektor Hanoweru   | Ernest August Hanowerski 1629–1698 elektor Hanoweru   | Ernest August Hanowerski 1629–1698 elektor Hanoweru   | Ernest August Hanowerski 1629–1698 elektor Hanoweru             | Ernest August Hanowerski 1629–1698 elektor Hanoweru             |                                                                 |                                                                 | Zofia Dorota Wittelsbach 1630–1714                              | Zofia Dorota Wittelsbach 1630–1714                              | Zofia Dorota Wittelsbach 1630–1714   | Zofia Dorota Wittelsbach 1630–1714   | Zofia Dorota Wittelsbach 1630–1714                          | Zofia Dorota Wittelsbach 1630–1714                          |                                                             |                                                             | Magdalena Brunszwicka ur. i zm. 1629                        | Magdalena Brunszwicka ur. i zm. 1629                        | Magdalena Brunszwicka ur. i zm. 1629            | Magdalena Brunszwicka ur. i zm. 1629            | Magdalena Brunszwicka ur. i zm. 1629        | Magdalena Brunszwicka ur. i zm. 1629        |                                             |                                             | Krystian Ludwik Brunszwicki 1622–1665 książę Lüneburg | Krystian Ludwik Brunszwicki 1622–1665 książę Lüneburg | Krystian Ludwik Brunszwicki 1622–1665 książę Lüneburg | Krystian Ludwik Brunszwicki 1622–1665 książę Lüneburg | Krystian Ludwik Brunszwicki 1622–1665 książę Lüneburg | Krystian Ludwik Brunszwicki 1622–1665 książę Lüneburg |                                                       |                                                       | Dorota ze Szlezwika-Holsztynu-Sonderburg-Glücksburg 1636–1689 | Dorota ze Szlezwika-Holsztynu-Sonderburg-Glücksburg 1636–1689 | Dorota ze Szlezwika-Holsztynu-Sonderburg-Glücksburg 1636–1689 | Dorota ze Szlezwika-Holsztynu-Sonderburg-Glücksburg 1636–1689 | Dorota ze Szlezwika-Holsztynu-Sonderburg-Glücksburg 1636–1689 | Dorota ze Szlezwika-Holsztynu-Sonderburg-Glücksburg 1636–1689 |                                                       |                                                       | Anna Maria Brunszwicka 1630–1636                      | Anna Maria Brunszwicka 1630–1636                      | Anna Maria Brunszwicka 1630–1636           | Anna Maria Brunszwicka 1630–1636           | Anna Maria Brunszwicka 1630–1636                | Anna Maria Brunszwicka 1630–1636                |                                                        |                                                        | Dorota Magdalena Hanowerska 1629–1630                  | Dorota Magdalena Hanowerska 1629–1630                  | Dorota Magdalena Hanowerska 1629–1630                  | Dorota Magdalena Hanowerska 1629–1630                  | Dorota Magdalena Hanowerska 1629–1630                   | Dorota Magdalena Hanowerska 1629–1630                   |                                                         |                                                         | Zofia Amelia Brunszwicka 1628–1685                      | Zofia Amelia Brunszwicka 1628–1685                      | Zofia Amelia Brunszwicka 1628–1685 | Zofia Amelia Brunszwicka 1628–1685 | Zofia Amelia Brunszwicka 1628–1685        | Zofia Amelia Brunszwicka 1628–1685        |                                           |                                           | Fryderyk III Oldenburg 1609–1670 król Danii i Norwegii | Fryderyk III Oldenburg 1609–1670 król Danii i Norwegii | Fryderyk III Oldenburg 1609–1670 król Danii i Norwegii | Fryderyk III Oldenburg 1609–1670 król Danii i Norwegii | Fryderyk III Oldenburg 1609–1670 król Danii i Norwegii | Fryderyk III Oldenburg 1609–1670 król Danii i Norwegii |                                                      |                                                      |                                                      |                                                      |                                       |                                       |                               |                               |                                       |                                       |                                       |                                       |                                       |                                       |                                                    |                                                    |                                                         |                                                         |                                                         |                                                         |                                                         |                                                         |                                             |                                             |                                             |                                             |                                             |                                             |                           |                           |                                             |                                             |                                             |                                             |                                             |                                             |                            |                            |                                    |                                    |                                    |                                    |                                    |                                    |                               |                               |                                                       |                                                       |                                                       |                                                       |                                                       |                                                       |                            |                            |                                                         |                                                         |                                                          |                                                          |                                                          |                                                          |                                                          |                                                          |                                           |                                           |                                           |                                           |                                           |                                           |  |  |
|                                                               |                                                               |                                                               |                                                               |                                                               |                                                               |                                                     |                                                     |                                                      |                                                      |                                                                    |                                                                    |                                                                    |                                                                    |                                                                    |                                                                    |                                                   |                                                   |                                                       |                                                       |                                                       |                                                       |                                                       |                                                       |                                                                 |                                                                 |                                                                 |                                                                 |                                                                 |                                                                 |                                      |                                      |                                                             |                                                             |                                                             |                                                             |                                                             |                                                             |                                                 |                                                 |                                             |                                             |                                             |                                             |                                                       |                                                       |                                                       |                                                       |                                                       |                                                       |                                                       |                                                       |                                                               |                                                               |                                                               |                                                               |                                                               |                                                               |                                                       |                                                       |                                                       |                                                       |                                            |                                            |                                                 |                                                 |                                                        |                                                        |                                                        |                                                        |                                                        |                                                        |                                                         |                                                         |                                                         |                                                         |                                                         |                                                         |                                    |                                    |                                           |                                           |                                           |                                           |                                                        |                                                        |                                                        |                                                        |                                                        |                                                        |                                                      |                                                      |                                                      |                                                      |                                       |                                       |                               |                               |                                       |                                       |                                       |                                       |                                       |                                       |                                                    |                                                    |                                                         |                                                         |                                                         |                                                         |                                                         |                                                         |                                             |                                             |                                             |                                             |                                             |                                             |                           |                           |                                             |                                             |                                             |                                             |                                             |                                             |                            |                            |                                    |                                    |                                    |                                    |                                    |                                    |                               |                               |                                                       |                                                       |                                                       |                                                       |                                                       |                                                       |                            |                            |                                                         |                                                         |                                                          |                                                          |                                                          |                                                          |                                                          |                                                          |                                           |                                           |                                           |                                           |                                           |                                           |  |  |
|                                                               |                                                               |                                                               |                                                               |                                                               |                                                               |                                                     |                                                     |                                                      |                                                      |                                                                    |                                                                    |                                                                    |                                                                    |                                                                    |                                                                    |                                                   |                                                   |                                                       |                                                       |                                                       |                                                       |                                                       |                                                       |                                                                 |                                                                 |                                                                 |                                                                 |                                                                 |                                                                 |                                      |                                      |                                                             |                                                             |                                                             |                                                             |                                                             |                                                             |                                                 |                                                 |                                             |                                             |                                             |                                             |                                                       |                                                       |                                                       |                                                       |                                                       |                                                       |                                                       |                                                       |                                                               |                                                               |                                                               |                                                               |                                                               |                                                               |                                                       |                                                       |                                                       |                                                       |                                            |                                            |                                                 |                                                 |                                                        |                                                        |                                                        |                                                        |                                                        |                                                        |                                                         |                                                         |                                                         |                                                         |                                                         |                                                         |                                    |                                    |                                           |                                           |                                           |                                           |                                                        |                                                        |                                                        |                                                        |                                                        |                                                        |                                                      |                                                      |                                                      |                                                      |                                       |                                       |                               |                               |                                       |                                       |                                       |                                       |                                       |                                       |                                                    |                                                    |                                                         |                                                         |                                                         |                                                         |                                                         |                                                         |                                             |                                             |                                             |                                             |                                             |                                             |                           |                           |                                             |                                             |                                             |                                             |                                             |                                             |                            |                            |                                    |                                    |                                    |                                    |                                    |                                    |                               |                               |                                                       |                                                       |                                                       |                                                       |                                                       |                                                       |                            |                            |                                                         |                                                         |                                                          |                                                          |                                                          |                                                          |                                                          |                                                          |                                           |                                           |                                           |                                           |                                           |                                           |  |  |
| Jerzy I Hanowerski 1660–1727 król Wielkiej Brytanii           | Jerzy I Hanowerski 1660–1727 król Wielkiej Brytanii           | Jerzy I Hanowerski 1660–1727 król Wielkiej Brytanii           | Jerzy I Hanowerski 1660–1727 król Wielkiej Brytanii           | Jerzy I Hanowerski 1660–1727 król Wielkiej Brytanii           | Jerzy I Hanowerski 1660–1727 król Wielkiej Brytanii           |                                                     |                                                     | Zofia Dorota Brunszwicka 1666–1726                   | Zofia Dorota Brunszwicka 1666–1726                   | Zofia Dorota Brunszwicka 1666–1726                                 | Zofia Dorota Brunszwicka 1666–1726                                 | Zofia Dorota Brunszwicka 1666–1726                                 | Zofia Dorota Brunszwicka 1666–1726                                 |                                                                    |                                                                    | Fryderyk August Hanowerski 1661–1691              | Fryderyk August Hanowerski 1661–1691              | Fryderyk August Hanowerski 1661–1691                  | Fryderyk August Hanowerski 1661–1691                  | Fryderyk August Hanowerski 1661–1691                  | Fryderyk August Hanowerski 1661–1691                  |                                                       |                                                       | Maksymilian Hanowerski 1666–1726                                | Maksymilian Hanowerski 1666–1726                                | Maksymilian Hanowerski 1666–1726                                | Maksymilian Hanowerski 1666–1726                                | Maksymilian Hanowerski 1666–1726                                | Maksymilian Hanowerski 1666–1726                                |                                      |                                      | Zofia Charlotta Hanowerska 1668–1705                        | Zofia Charlotta Hanowerska 1668–1705                        | Zofia Charlotta Hanowerska 1668–1705                        | Zofia Charlotta Hanowerska 1668–1705                        | Zofia Charlotta Hanowerska 1668–1705                        | Zofia Charlotta Hanowerska 1668–1705                        |                                                 |                                                 | Fryderyk I Hohenzollern 1657–1713 król Prus | Fryderyk I Hohenzollern 1657–1713 król Prus | Fryderyk I Hohenzollern 1657–1713 król Prus | Fryderyk I Hohenzollern 1657–1713 król Prus | Fryderyk I Hohenzollern 1657–1713 król Prus           | Fryderyk I Hohenzollern 1657–1713 król Prus           |                                                       |                                                       | Karol Filip Hanowerski 1669–1690                      | Karol Filip Hanowerski 1669–1690                      | Karol Filip Hanowerski 1669–1690                      | Karol Filip Hanowerski 1669–1690                      | Karol Filip Hanowerski 1669–1690                              | Karol Filip Hanowerski 1669–1690                              |                                                               |                                                               | Chrystian Henryk Hanowerski 1671–1703                         | Chrystian Henryk Hanowerski 1671–1703                         | Chrystian Henryk Hanowerski 1671–1703                 | Chrystian Henryk Hanowerski 1671–1703                 | Chrystian Henryk Hanowerski 1671–1703                 | Chrystian Henryk Hanowerski 1671–1703                 |                                            |                                            | Ernest August Hanowerski 1674–1728 książę Yorku | Ernest August Hanowerski 1674–1728 książę Yorku | Ernest August Hanowerski 1674–1728 książę Yorku        | Ernest August Hanowerski 1674–1728 książę Yorku        | Ernest August Hanowerski 1674–1728 książę Yorku        | Ernest August Hanowerski 1674–1728 książę Yorku        |                                                        |                                                        |                                                         |                                                         |                                                         |                                                         |                                                         |                                                         |                                    |                                    |                                           |                                           |                                           |                                           |                                                        |                                                        |                                                        |                                                        |                                                        |                                                        |                                                      |                                                      |                                                      |                                                      |                                       |                                       |                               |                               |                                       |                                       |                                       |                                       |                                       |                                       |                                                    |                                                    |                                                         |                                                         |                                                         |                                                         |                                                         |                                                         |                                             |                                             |                                             |                                             |                                             |                                             |                           |                           |                                             |                                             |                                             |                                             |                                             |                                             |                            |                            |                                    |                                    |                                    |                                    |                                    |                                    |                               |                               |                                                       |                                                       |                                                       |                                                       |                                                       |                                                       |                            |                            |                                                         |                                                         |                                                          |                                                          |                                                          |                                                          |                                                          |                                                          |                                           |                                           |                                           |                                           |                                           |                                           |  |  |
| Jerzy I Hanowerski 1660–1727 król Wielkiej Brytanii           | Jerzy I Hanowerski 1660–1727 król Wielkiej Brytanii           | Jerzy I Hanowerski 1660–1727 król Wielkiej Brytanii           | Jerzy I Hanowerski 1660–1727 król Wielkiej Brytanii           | Jerzy I Hanowerski 1660–1727 król Wielkiej Brytanii           | Jerzy I Hanowerski 1660–1727 król Wielkiej Brytanii           |                                                     |                                                     | Zofia Dorota Brunszwicka 1666–1726                   | Zofia Dorota Brunszwicka 1666–1726                   | Zofia Dorota Brunszwicka 1666–1726                                 | Zofia Dorota Brunszwicka 1666–1726                                 | Zofia Dorota Brunszwicka 1666–1726                                 | Zofia Dorota Brunszwicka 1666–1726                                 |                                                                    |                                                                    | Fryderyk August Hanowerski 1661–1691              | Fryderyk August Hanowerski 1661–1691              | Fryderyk August Hanowerski 1661–1691                  | Fryderyk August Hanowerski 1661–1691                  | Fryderyk August Hanowerski 1661–1691                  | Fryderyk August Hanowerski 1661–1691                  |                                                       |                                                       | Maksymilian Hanowerski 1666–1726                                | Maksymilian Hanowerski 1666–1726                                | Maksymilian Hanowerski 1666–1726                                | Maksymilian Hanowerski 1666–1726                                | Maksymilian Hanowerski 1666–1726                                | Maksymilian Hanowerski 1666–1726                                |                                      |                                      | Zofia Charlotta Hanowerska 1668–1705                        | Zofia Charlotta Hanowerska 1668–1705                        | Zofia Charlotta Hanowerska 1668–1705                        | Zofia Charlotta Hanowerska 1668–1705                        | Zofia Charlotta Hanowerska 1668–1705                        | Zofia Charlotta Hanowerska 1668–1705                        |                                                 |                                                 | Fryderyk I Hohenzollern 1657–1713 król Prus | Fryderyk I Hohenzollern 1657–1713 król Prus | Fryderyk I Hohenzollern 1657–1713 król Prus | Fryderyk I Hohenzollern 1657–1713 król Prus | Fryderyk I Hohenzollern 1657–1713 król Prus           | Fryderyk I Hohenzollern 1657–1713 król Prus           |                                                       |                                                       | Karol Filip Hanowerski 1669–1690                      | Karol Filip Hanowerski 1669–1690                      | Karol Filip Hanowerski 1669–1690                      | Karol Filip Hanowerski 1669–1690                      | Karol Filip Hanowerski 1669–1690                              | Karol Filip Hanowerski 1669–1690                              |                                                               |                                                               | Chrystian Henryk Hanowerski 1671–1703                         | Chrystian Henryk Hanowerski 1671–1703                         | Chrystian Henryk Hanowerski 1671–1703                 | Chrystian Henryk Hanowerski 1671–1703                 | Chrystian Henryk Hanowerski 1671–1703                 | Chrystian Henryk Hanowerski 1671–1703                 |                                            |                                            | Ernest August Hanowerski 1674–1728 książę Yorku | Ernest August Hanowerski 1674–1728 książę Yorku | Ernest August Hanowerski 1674–1728 książę Yorku        | Ernest August Hanowerski 1674–1728 książę Yorku        | Ernest August Hanowerski 1674–1728 książę Yorku        | Ernest August Hanowerski 1674–1728 książę Yorku        |                                                        |                                                        |                                                         |                                                         |                                                         |                                                         |                                                         |                                                         |                                    |                                    |                                           |                                           |                                           |                                           |                                                        |                                                        |                                                        |                                                        |                                                        |                                                        |                                                      |                                                      |                                                      |                                                      |                                       |                                       |                               |                               |                                       |                                       |                                       |                                       |                                       |                                       |                                                    |                                                    |                                                         |                                                         |                                                         |                                                         |                                                         |                                                         |                                             |                                             |                                             |                                             |                                             |                                             |                           |                           |                                             |                                             |                                             |                                             |                                             |                                             |                            |                            |                                    |                                    |                                    |                                    |                                    |                                    |                               |                               |                                                       |                                                       |                                                       |                                                       |                                                       |                                                       |                            |                            |                                                         |                                                         |                                                          |                                                          |                                                          |                                                          |                                                          |                                                          |                                           |                                           |                                           |                                           |                                           |                                           |  |  |
|                                                               |                                                               |                                                               |                                                               |                                                               |                                                               |                                                     |                                                     |                                                      |                                                      |                                                                    |                                                                    |                                                                    |                                                                    |                                                                    |                                                                    |                                                   |                                                   |                                                       |                                                       |                                                       |                                                       |                                                       |                                                       |                                                                 |                                                                 |                                                                 |                                                                 |                                                                 |                                                                 |                                      |                                      |                                                             |                                                             |                                                             |                                                             |                                                             |                                                             |                                                 |                                                 |                                             |                                             |                                             |                                             |                                                       |                                                       |                                                       |                                                       |                                                       |                                                       |                                                       |                                                       |                                                               |                                                               |                                                               |                                                               |                                                               |                                                               |                                                       |                                                       |                                                       |                                                       |                                            |                                            |                                                 |                                                 |                                                        |                                                        |                                                        |                                                        |                                                        |                                                        |                                                         |                                                         |                                                         |                                                         |                                                         |                                                         |                                    |                                    |                                           |                                           |                                           |                                           |                                                        |                                                        |                                                        |                                                        |                                                        |                                                        |                                                      |                                                      |                                                      |                                                      |                                       |                                       |                               |                               |                                       |                                       |                                       |                                       |                                       |                                       |                                                    |                                                    |                                                         |                                                         |                                                         |                                                         |                                                         |                                                         |                                             |                                             |                                             |                                             |                                             |                                             |                           |                           |                                             |                                             |                                             |                                             |                                             |                                             |                            |                            |                                    |                                    |                                    |                                    |                                    |                                    |                               |                               |                                                       |                                                       |                                                       |                                                       |                                                       |                                                       |                            |                            |                                                         |                                                         |                                                          |                                                          |                                                          |                                                          |                                                          |                                                          |                                           |                                           |                                           |                                           |                                           |                                           |  |  |
|                                                               |                                                               |                                                               |                                                               |                                                               |                                                               |                                                     |                                                     |                                                      |                                                      |                                                                    |                                                                    |                                                                    |                                                                    |                                                                    |                                                                    |                                                   |                                                   |                                                       |                                                       |                                                       |                                                       |                                                       |                                                       |                                                                 |                                                                 |                                                                 |                                                                 |                                                                 |                                                                 |                                      |                                      |                                                             |                                                             |                                                             |                                                             |                                                             |                                                             |                                                 |                                                 |                                             |                                             |                                             |                                             |                                                       |                                                       |                                                       |                                                       |                                                       |                                                       |                                                       |                                                       |                                                               |                                                               |                                                               |                                                               |                                                               |                                                               |                                                       |                                                       |                                                       |                                                       |                                            |                                            |                                                 |                                                 |                                                        |                                                        |                                                        |                                                        |                                                        |                                                        |                                                         |                                                         |                                                         |                                                         |                                                         |                                                         |                                    |                                    |                                           |                                           |                                           |                                           |                                                        |                                                        |                                                        |                                                        |                                                        |                                                        |                                                      |                                                      |                                                      |                                                      |                                       |                                       |                               |                               |                                       |                                       |                                       |                                       |                                       |                                       |                                                    |                                                    |                                                         |                                                         |                                                         |                                                         |                                                         |                                                         |                                             |                                             |                                             |                                             |                                             |                                             |                           |                           |                                             |                                             |                                             |                                             |                                             |                                             |                            |                            |                                    |                                    |                                    |                                    |                                    |                                    |                               |                               |                                                       |                                                       |                                                       |                                                       |                                                       |                                                       |                            |                            |                                                         |                                                         |                                                          |                                                          |                                                          |                                                          |                                                          |                                                          |                                           |                                           |                                           |                                           |                                           |                                           |  |  |
| Jerzy II Hanowerski 1683–1760 król Wielkiej Brytanii          | Jerzy II Hanowerski 1683–1760 król Wielkiej Brytanii          | Jerzy II Hanowerski 1683–1760 król Wielkiej Brytanii          | Jerzy II Hanowerski 1683–1760 król Wielkiej Brytanii          | Jerzy II Hanowerski 1683–1760 król Wielkiej Brytanii          | Jerzy II Hanowerski 1683–1760 król Wielkiej Brytanii          |                                                     |                                                     | Karolina Brandenburg-Ansbach 1683–1737               | Karolina Brandenburg-Ansbach 1683–1737               | Karolina Brandenburg-Ansbach 1683–1737                             | Karolina Brandenburg-Ansbach 1683–1737                             | Karolina Brandenburg-Ansbach 1683–1737                             | Karolina Brandenburg-Ansbach 1683–1737                             |                                                                    |                                                                    | Zofia Dorota Hanowerska 1687–1757                 | Zofia Dorota Hanowerska 1687–1757                 | Zofia Dorota Hanowerska 1687–1757                     | Zofia Dorota Hanowerska 1687–1757                     | Zofia Dorota Hanowerska 1687–1757                     | Zofia Dorota Hanowerska 1687–1757                     |                                                       |                                                       | Fryderyk Wilhelm I Hohenzollern 1688–1740 król Prus             | Fryderyk Wilhelm I Hohenzollern 1688–1740 król Prus             | Fryderyk Wilhelm I Hohenzollern 1688–1740 król Prus             | Fryderyk Wilhelm I Hohenzollern 1688–1740 król Prus             | Fryderyk Wilhelm I Hohenzollern 1688–1740 król Prus             | Fryderyk Wilhelm I Hohenzollern 1688–1740 król Prus             |                                      |                                      |                                                             |                                                             |                                                             |                                                             |                                                             |                                                             |                                                 |                                                 |                                             |                                             |                                             |                                             |                                                       |                                                       |                                                       |                                                       |                                                       |                                                       |                                                       |                                                       |                                                               |                                                               |                                                               |                                                               |                                                               |                                                               |                                                       |                                                       |                                                       |                                                       |                                            |                                            |                                                 |                                                 |                                                        |                                                        |                                                        |                                                        |                                                        |                                                        |                                                         |                                                         |                                                         |                                                         |                                                         |                                                         |                                    |                                    |                                           |                                           |                                           |                                           |                                                        |                                                        |                                                        |                                                        |                                                        |                                                        |                                                      |                                                      |                                                      |                                                      |                                       |                                       |                               |                               |                                       |                                       |                                       |                                       |                                       |                                       |                                                    |                                                    |                                                         |                                                         |                                                         |                                                         |                                                         |                                                         |                                             |                                             |                                             |                                             |                                             |                                             |                           |                           |                                             |                                             |                                             |                                             |                                             |                                             |                            |                            |                                    |                                    |                                    |                                    |                                    |                                    |                               |                               |                                                       |                                                       |                                                       |                                                       |                                                       |                                                       |                            |                            |                                                         |                                                         |                                                          |                                                          |                                                          |                                                          |                                                          |                                                          |                                           |                                           |                                           |                                           |                                           |                                           |  |  |
| Jerzy II Hanowerski 1683–1760 król Wielkiej Brytanii          | Jerzy II Hanowerski 1683–1760 król Wielkiej Brytanii          | Jerzy II Hanowerski 1683–1760 król Wielkiej Brytanii          | Jerzy II Hanowerski 1683–1760 król Wielkiej Brytanii          | Jerzy II Hanowerski 1683–1760 król Wielkiej Brytanii          | Jerzy II Hanowerski 1683–1760 król Wielkiej Brytanii          |                                                     |                                                     | Karolina Brandenburg-Ansbach 1683–1737               | Karolina Brandenburg-Ansbach 1683–1737               | Karolina Brandenburg-Ansbach 1683–1737                             | Karolina Brandenburg-Ansbach 1683–1737                             | Karolina Brandenburg-Ansbach 1683–1737                             | Karolina Brandenburg-Ansbach 1683–1737                             |                                                                    |                                                                    | Zofia Dorota Hanowerska 1687–1757                 | Zofia Dorota Hanowerska 1687–1757                 | Zofia Dorota Hanowerska 1687–1757                     | Zofia Dorota Hanowerska 1687–1757                     | Zofia Dorota Hanowerska 1687–1757                     | Zofia Dorota Hanowerska 1687–1757                     |                                                       |                                                       | Fryderyk Wilhelm I Hohenzollern 1688–1740 król Prus             | Fryderyk Wilhelm I Hohenzollern 1688–1740 król Prus             | Fryderyk Wilhelm I Hohenzollern 1688–1740 król Prus             | Fryderyk Wilhelm I Hohenzollern 1688–1740 król Prus             | Fryderyk Wilhelm I Hohenzollern 1688–1740 król Prus             | Fryderyk Wilhelm I Hohenzollern 1688–1740 król Prus             |                                      |                                      |                                                             |                                                             |                                                             |                                                             |                                                             |                                                             |                                                 |                                                 |                                             |                                             |                                             |                                             |                                                       |                                                       |                                                       |                                                       |                                                       |                                                       |                                                       |                                                       |                                                               |                                                               |                                                               |                                                               |                                                               |                                                               |                                                       |                                                       |                                                       |                                                       |                                            |                                            |                                                 |                                                 |                                                        |                                                        |                                                        |                                                        |                                                        |                                                        |                                                         |                                                         |                                                         |                                                         |                                                         |                                                         |                                    |                                    |                                           |                                           |                                           |                                           |                                                        |                                                        |                                                        |                                                        |                                                        |                                                        |                                                      |                                                      |                                                      |                                                      |                                       |                                       |                               |                               |                                       |                                       |                                       |                                       |                                       |                                       |                                                    |                                                    |                                                         |                                                         |                                                         |                                                         |                                                         |                                                         |                                             |                                             |                                             |                                             |                                             |                                             |                           |                           |                                             |                                             |                                             |                                             |                                             |                                             |                            |                            |                                    |                                    |                                    |                                    |                                    |                                    |                               |                               |                                                       |                                                       |                                                       |                                                       |                                                       |                                                       |                            |                            |                                                         |                                                         |                                                          |                                                          |                                                          |                                                          |                                                          |                                                          |                                           |                                           |                                           |                                           |                                           |                                           |  |  |
|                                                               |                                                               |                                                               |                                                               |                                                               |                                                               |                                                     |                                                     |                                                      |                                                      |                                                                    |                                                                    |                                                                    |                                                                    |                                                                    |                                                                    |                                                   |                                                   |                                                       |                                                       |                                                       |                                                       |                                                       |                                                       |                                                                 |                                                                 |                                                                 |                                                                 |                                                                 |                                                                 |                                      |                                      |                                                             |                                                             |                                                             |                                                             |                                                             |                                                             |                                                 |                                                 |                                             |                                             |                                             |                                             |                                                       |                                                       |                                                       |                                                       |                                                       |                                                       |                                                       |                                                       |                                                               |                                                               |                                                               |                                                               |                                                               |                                                               |                                                       |                                                       |                                                       |                                                       |                                            |                                            |                                                 |                                                 |                                                        |                                                        |                                                        |                                                        |                                                        |                                                        |                                                         |                                                         |                                                         |                                                         |                                                         |                                                         |                                    |                                    |                                           |                                           |                                           |                                           |                                                        |                                                        |                                                        |                                                        |                                                        |                                                        |                                                      |                                                      |                                                      |                                                      |                                       |                                       |                               |                               |                                       |                                       |                                       |                                       |                                       |                                       |                                                    |                                                    |                                                         |                                                         |                                                         |                                                         |                                                         |                                                         |                                             |                                             |                                             |                                             |                                             |                                             |                           |                           |                                             |                                             |                                             |                                             |                                             |                                             |                            |                            |                                    |                                    |                                    |                                    |                                    |                                    |                               |                               |                                                       |                                                       |                                                       |                                                       |                                                       |                                                       |                            |                            |                                                         |                                                         |                                                          |                                                          |                                                          |                                                          |                                                          |                                                          |                                           |                                           |                                           |                                           |                                           |                                           |  |  |
|                                                               |                                                               |                                                               |                                                               |                                                               |                                                               |                                                     |                                                     |                                                      |                                                      |                                                                    |                                                                    |                                                                    |                                                                    |                                                                    |                                                                    |                                                   |                                                   |                                                       |                                                       |                                                       |                                                       |                                                       |                                                       |                                                                 |                                                                 |                                                                 |                                                                 |                                                                 |                                                                 |                                      |                                      |                                                             |                                                             |                                                             |                                                             |                                                             |                                                             |                                                 |                                                 |                                             |                                             |                                             |                                             |                                                       |                                                       |                                                       |                                                       |                                                       |                                                       |                                                       |                                                       |                                                               |                                                               |                                                               |                                                               |                                                               |                                                               |                                                       |                                                       |                                                       |                                                       |                                            |                                            |                                                 |                                                 |                                                        |                                                        |                                                        |                                                        |                                                        |                                                        |                                                         |                                                         |                                                         |                                                         |                                                         |                                                         |                                    |                                    |                                           |                                           |                                           |                                           |                                                        |                                                        |                                                        |                                                        |                                                        |                                                        |                                                      |                                                      |                                                      |                                                      |                                       |                                       |                               |                               |                                       |                                       |                                       |                                       |                                       |                                       |                                                    |                                                    |                                                         |                                                         |                                                         |                                                         |                                                         |                                                         |                                             |                                             |                                             |                                             |                                             |                                             |                           |                           |                                             |                                             |                                             |                                             |                                             |                                             |                            |                            |                                    |                                    |                                    |                                    |                                    |                                    |                               |                               |                                                       |                                                       |                                                       |                                                       |                                                       |                                                       |                            |                            |                                                         |                                                         |                                                          |                                                          |                                                          |                                                          |                                                          |                                                          |                                           |                                           |                                           |                                           |                                           |                                           |  |  |
| Fryderyk Ludwik Hanowerski 1707–1751, książę Walii            | Fryderyk Ludwik Hanowerski 1707–1751, książę Walii            | Fryderyk Ludwik Hanowerski 1707–1751, książę Walii            | Fryderyk Ludwik Hanowerski 1707–1751, książę Walii            | Fryderyk Ludwik Hanowerski 1707–1751, książę Walii            | Fryderyk Ludwik Hanowerski 1707–1751, książę Walii            |                                                     |                                                     | Augusta z Saksonii-Gothy 1719–1772                   | Augusta z Saksonii-Gothy 1719–1772                   | Augusta z Saksonii-Gothy 1719–1772                                 | Augusta z Saksonii-Gothy 1719–1772                                 | Augusta z Saksonii-Gothy 1719–1772                                 | Augusta z Saksonii-Gothy 1719–1772                                 |                                                                    |                                                                    | Anna Hanowerska 1709–1759                         | Anna Hanowerska 1709–1759                         | Anna Hanowerska 1709–1759                             | Anna Hanowerska 1709–1759                             | Anna Hanowerska 1709–1759                             | Anna Hanowerska 1709–1759                             |                                                       |                                                       | Wilhelm IV Orański 1711–1751 stadhouder Zjednoczonych Prowincji | Wilhelm IV Orański 1711–1751 stadhouder Zjednoczonych Prowincji | Wilhelm IV Orański 1711–1751 stadhouder Zjednoczonych Prowincji | Wilhelm IV Orański 1711–1751 stadhouder Zjednoczonych Prowincji | Wilhelm IV Orański 1711–1751 stadhouder Zjednoczonych Prowincji | Wilhelm IV Orański 1711–1751 stadhouder Zjednoczonych Prowincji |                                      |                                      | Amelia Zofia Hanowerska 1711–1786                           | Amelia Zofia Hanowerska 1711–1786                           | Amelia Zofia Hanowerska 1711–1786                           | Amelia Zofia Hanowerska 1711–1786                           | Amelia Zofia Hanowerska 1711–1786                           | Amelia Zofia Hanowerska 1711–1786                           |                                                 |                                                 | Karolina Elżbieta Hanowerska 1713–1757      | Karolina Elżbieta Hanowerska 1713–1757      | Karolina Elżbieta Hanowerska 1713–1757      | Karolina Elżbieta Hanowerska 1713–1757      | Karolina Elżbieta Hanowerska 1713–1757                | Karolina Elżbieta Hanowerska 1713–1757                |                                                       |                                                       | Jerzy Wilhelm Hanowerski 1717–1718                    | Jerzy Wilhelm Hanowerski 1717–1718                    | Jerzy Wilhelm Hanowerski 1717–1718                    | Jerzy Wilhelm Hanowerski 1717–1718                    | Jerzy Wilhelm Hanowerski 1717–1718                            | Jerzy Wilhelm Hanowerski 1717–1718                            |                                                               |                                                               | Wilhelm August Hanowerski 1721–1765 książę Cumberland         | Wilhelm August Hanowerski 1721–1765 książę Cumberland         | Wilhelm August Hanowerski 1721–1765 książę Cumberland | Wilhelm August Hanowerski 1721–1765 książę Cumberland | Wilhelm August Hanowerski 1721–1765 książę Cumberland | Wilhelm August Hanowerski 1721–1765 książę Cumberland |                                            |                                            | Maria Hanowerska 1723–1772                      | Maria Hanowerska 1723–1772                      | Maria Hanowerska 1723–1772                             | Maria Hanowerska 1723–1772                             | Maria Hanowerska 1723–1772                             | Maria Hanowerska 1723–1772                             |                                                        |                                                        | Fryderyk II Heski 1720–1785 landgraf Hesji              | Fryderyk II Heski 1720–1785 landgraf Hesji              | Fryderyk II Heski 1720–1785 landgraf Hesji              | Fryderyk II Heski 1720–1785 landgraf Hesji              | Fryderyk II Heski 1720–1785 landgraf Hesji              | Fryderyk II Heski 1720–1785 landgraf Hesji              |                                    |                                    | Ludwika Hanowerska 1724–1751              | Ludwika Hanowerska 1724–1751              | Ludwika Hanowerska 1724–1751              | Ludwika Hanowerska 1724–1751              | Ludwika Hanowerska 1724–1751                           | Ludwika Hanowerska 1724–1751                           |                                                        |                                                        | Fryderyk V Oldenburg 1723–1766 król Danii i Norwegii   | Fryderyk V Oldenburg 1723–1766 król Danii i Norwegii   | Fryderyk V Oldenburg 1723–1766 król Danii i Norwegii | Fryderyk V Oldenburg 1723–1766 król Danii i Norwegii | Fryderyk V Oldenburg 1723–1766 król Danii i Norwegii | Fryderyk V Oldenburg 1723–1766 król Danii i Norwegii |                                       |                                       |                               |                               |                                       |                                       |                                       |                                       |                                       |                                       |                                                    |                                                    |                                                         |                                                         |                                                         |                                                         |                                                         |                                                         |                                             |                                             |                                             |                                             |                                             |                                             |                           |                           |                                             |                                             |                                             |                                             |                                             |                                             |                            |                            |                                    |                                    |                                    |                                    |                                    |                                    |                               |                               |                                                       |                                                       |                                                       |                                                       |                                                       |                                                       |                            |                            |                                                         |                                                         |                                                          |                                                          |                                                          |                                                          |                                                          |                                                          |                                           |                                           |                                           |                                           |                                           |                                           |  |  |
| Fryderyk Ludwik Hanowerski 1707–1751, książę Walii            | Fryderyk Ludwik Hanowerski 1707–1751, książę Walii            | Fryderyk Ludwik Hanowerski 1707–1751, książę Walii            | Fryderyk Ludwik Hanowerski 1707–1751, książę Walii            | Fryderyk Ludwik Hanowerski 1707–1751, książę Walii            | Fryderyk Ludwik Hanowerski 1707–1751, książę Walii            |                                                     |                                                     | Augusta z Saksonii-Gothy 1719–1772                   | Augusta z Saksonii-Gothy 1719–1772                   | Augusta z Saksonii-Gothy 1719–1772                                 | Augusta z Saksonii-Gothy 1719–1772                                 | Augusta z Saksonii-Gothy 1719–1772                                 | Augusta z Saksonii-Gothy 1719–1772                                 |                                                                    |                                                                    | Anna Hanowerska 1709–1759                         | Anna Hanowerska 1709–1759                         | Anna Hanowerska 1709–1759                             | Anna Hanowerska 1709–1759                             | Anna Hanowerska 1709–1759                             | Anna Hanowerska 1709–1759                             |                                                       |                                                       | Wilhelm IV Orański 1711–1751 stadhouder Zjednoczonych Prowincji | Wilhelm IV Orański 1711–1751 stadhouder Zjednoczonych Prowincji | Wilhelm IV Orański 1711–1751 stadhouder Zjednoczonych Prowincji | Wilhelm IV Orański 1711–1751 stadhouder Zjednoczonych Prowincji | Wilhelm IV Orański 1711–1751 stadhouder Zjednoczonych Prowincji | Wilhelm IV Orański 1711–1751 stadhouder Zjednoczonych Prowincji |                                      |                                      | Amelia Zofia Hanowerska 1711–1786                           | Amelia Zofia Hanowerska 1711–1786                           | Amelia Zofia Hanowerska 1711–1786                           | Amelia Zofia Hanowerska 1711–1786                           | Amelia Zofia Hanowerska 1711–1786                           | Amelia Zofia Hanowerska 1711–1786                           |                                                 |                                                 | Karolina Elżbieta Hanowerska 1713–1757      | Karolina Elżbieta Hanowerska 1713–1757      | Karolina Elżbieta Hanowerska 1713–1757      | Karolina Elżbieta Hanowerska 1713–1757      | Karolina Elżbieta Hanowerska 1713–1757                | Karolina Elżbieta Hanowerska 1713–1757                |                                                       |                                                       | Jerzy Wilhelm Hanowerski 1717–1718                    | Jerzy Wilhelm Hanowerski 1717–1718                    | Jerzy Wilhelm Hanowerski 1717–1718                    | Jerzy Wilhelm Hanowerski 1717–1718                    | Jerzy Wilhelm Hanowerski 1717–1718                            | Jerzy Wilhelm Hanowerski 1717–1718                            |                                                               |                                                               | Wilhelm August Hanowerski 1721–1765 książę Cumberland         | Wilhelm August Hanowerski 1721–1765 książę Cumberland         | Wilhelm August Hanowerski 1721–1765 książę Cumberland | Wilhelm August Hanowerski 1721–1765 książę Cumberland | Wilhelm August Hanowerski 1721–1765 książę Cumberland | Wilhelm August Hanowerski 1721–1765 książę Cumberland |                                            |                                            | Maria Hanowerska 1723–1772                      | Maria Hanowerska 1723–1772                      | Maria Hanowerska 1723–1772                             | Maria Hanowerska 1723–1772                             | Maria Hanowerska 1723–1772                             | Maria Hanowerska 1723–1772                             |                                                        |                                                        | Fryderyk II Heski 1720–1785 landgraf Hesji              | Fryderyk II Heski 1720–1785 landgraf Hesji              | Fryderyk II Heski 1720–1785 landgraf Hesji              | Fryderyk II Heski 1720–1785 landgraf Hesji              | Fryderyk II Heski 1720–1785 landgraf Hesji              | Fryderyk II Heski 1720–1785 landgraf Hesji              |                                    |                                    | Ludwika Hanowerska 1724–1751              | Ludwika Hanowerska 1724–1751              | Ludwika Hanowerska 1724–1751              | Ludwika Hanowerska 1724–1751              | Ludwika Hanowerska 1724–1751                           | Ludwika Hanowerska 1724–1751                           |                                                        |                                                        | Fryderyk V Oldenburg 1723–1766 król Danii i Norwegii   | Fryderyk V Oldenburg 1723–1766 król Danii i Norwegii   | Fryderyk V Oldenburg 1723–1766 król Danii i Norwegii | Fryderyk V Oldenburg 1723–1766 król Danii i Norwegii | Fryderyk V Oldenburg 1723–1766 król Danii i Norwegii | Fryderyk V Oldenburg 1723–1766 król Danii i Norwegii |                                       |                                       |                               |                               |                                       |                                       |                                       |                                       |                                       |                                       |                                                    |                                                    |                                                         |                                                         |                                                         |                                                         |                                                         |                                                         |                                             |                                             |                                             |                                             |                                             |                                             |                           |                           |                                             |                                             |                                             |                                             |                                             |                                             |                            |                            |                                    |                                    |                                    |                                    |                                    |                                    |                               |                               |                                                       |                                                       |                                                       |                                                       |                                                       |                                                       |                            |                            |                                                         |                                                         |                                                          |                                                          |                                                          |                                                          |                                                          |                                                          |                                           |                                           |                                           |                                           |                                           |                                           |  |  |
|                                                               |                                                               |                                                               |                                                               |                                                               |                                                               |                                                     |                                                     |                                                      |                                                      |                                                                    |                                                                    |                                                                    |                                                                    |                                                                    |                                                                    |                                                   |                                                   |                                                       |                                                       |                                                       |                                                       |                                                       |                                                       |                                                                 |                                                                 |                                                                 |                                                                 |                                                                 |                                                                 |                                      |                                      |                                                             |                                                             |                                                             |                                                             |                                                             |                                                             |                                                 |                                                 |                                             |                                             |                                             |                                             |                                                       |                                                       |                                                       |                                                       |                                                       |                                                       |                                                       |                                                       |                                                               |                                                               |                                                               |                                                               |                                                               |                                                               |                                                       |                                                       |                                                       |                                                       |                                            |                                            |                                                 |                                                 |                                                        |                                                        |                                                        |                                                        |                                                        |                                                        |                                                         |                                                         |                                                         |                                                         |                                                         |                                                         |                                    |                                    |                                           |                                           |                                           |                                           |                                                        |                                                        |                                                        |                                                        |                                                        |                                                        |                                                      |                                                      |                                                      |                                                      |                                       |                                       |                               |                               |                                       |                                       |                                       |                                       |                                       |                                       |                                                    |                                                    |                                                         |                                                         |                                                         |                                                         |                                                         |                                                         |                                             |                                             |                                             |                                             |                                             |                                             |                           |                           |                                             |                                             |                                             |                                             |                                             |                                             |                            |                            |                                    |                                    |                                    |                                    |                                    |                                    |                               |                               |                                                       |                                                       |                                                       |                                                       |                                                       |                                                       |                            |                            |                                                         |                                                         |                                                          |                                                          |                                                          |                                                          |                                                          |                                                          |                                           |                                           |                                           |                                           |                                           |                                           |  |  |
|                                                               |                                                               |                                                               |                                                               |                                                               |                                                               |                                                     |                                                     |                                                      |                                                      |                                                                    |                                                                    |                                                                    |                                                                    |                                                                    |                                                                    |                                                   |                                                   |                                                       |                                                       |                                                       |                                                       |                                                       |                                                       |                                                                 |                                                                 |                                                                 |                                                                 |                                                                 |                                                                 |                                      |                                      |                                                             |                                                             |                                                             |                                                             |                                                             |                                                             |                                                 |                                                 |                                             |                                             |                                             |                                             |                                                       |                                                       |                                                       |                                                       |                                                       |                                                       |                                                       |                                                       |                                                               |                                                               |                                                               |                                                               |                                                               |                                                               |                                                       |                                                       |                                                       |                                                       |                                            |                                            |                                                 |                                                 |                                                        |                                                        |                                                        |                                                        |                                                        |                                                        |                                                         |                                                         |                                                         |                                                         |                                                         |                                                         |                                    |                                    |                                           |                                           |                                           |                                           |                                                        |                                                        |                                                        |                                                        |                                                        |                                                        |                                                      |                                                      |                                                      |                                                      |                                       |                                       |                               |                               |                                       |                                       |                                       |                                       |                                       |                                       |                                                    |                                                    |                                                         |                                                         |                                                         |                                                         |                                                         |                                                         |                                             |                                             |                                             |                                             |                                             |                                             |                           |                           |                                             |                                             |                                             |                                             |                                             |                                             |                            |                            |                                    |                                    |                                    |                                    |                                    |                                    |                               |                               |                                                       |                                                       |                                                       |                                                       |                                                       |                                                       |                            |                            |                                                         |                                                         |                                                          |                                                          |                                                          |                                                          |                                                          |                                                          |                                           |                                           |                                           |                                           |                                           |                                           |  |  |
|                                                               |                                                               |                                                               |                                                               |                                                               |                                                               |                                                     |                                                     |                                                      |                                                      |                                                                    |                                                                    |                                                                    |                                                                    |                                                                    |                                                                    |                                                   |                                                   |                                                       |                                                       |                                                       |                                                       |                                                       |                                                       |                                                                 |                                                                 |                                                                 |                                                                 |                                                                 |                                                                 |                                      |                                      |                                                             |                                                             |                                                             |                                                             |                                                             |                                                             |                                                 |                                                 |                                             |                                             |                                             |                                             |                                                       |                                                       |                                                       |                                                       |                                                       |                                                       |                                                       |                                                       |                                                               |                                                               |                                                               |                                                               |                                                               |                                                               |                                                       |                                                       |                                                       |                                                       |                                            |                                            |                                                 |                                                 |                                                        |                                                        |                                                        |                                                        |                                                        |                                                        |                                                         |                                                         |                                                         |                                                         |                                                         |                                                         |                                    |                                    |                                           |                                           |                                           |                                           |                                                        |                                                        |                                                        |                                                        |                                                        |                                                        |                                                      |                                                      |                                                      |                                                      |                                       |                                       |                               |                               |                                       |                                       |                                       |                                       |                                       |                                       |                                                    |                                                    |                                                         |                                                         |                                                         |                                                         |                                                         |                                                         |                                             |                                             |                                             |                                             |                                             |                                             |                           |                           |                                             |                                             |                                             |                                             |                                             |                                             |                            |                            |                                    |                                    |                                    |                                    |                                    |                                    |                               |                               |                                                       |                                                       |                                                       |                                                       |                                                       |                                                       |                            |                            |                                                         |                                                         |                                                          |                                                          |                                                          |                                                          |                                                          |                                                          |                                           |                                           |                                           |                                           |                                           |                                           |  |  |
|                                                               |                                                               |                                                               |                                                               |                                                               |                                                               |                                                     |                                                     |                                                      |                                                      |                                                                    |                                                                    |                                                                    |                                                                    |                                                                    |                                                                    |                                                   |                                                   |                                                       |                                                       |                                                       |                                                       |                                                       |                                                       |                                                                 |                                                                 |                                                                 |                                                                 |                                                                 |                                                                 |                                      |                                      |                                                             |                                                             |                                                             |                                                             |                                                             |                                                             |                                                 |                                                 |                                             |                                             |                                             |                                             |                                                       |                                                       |                                                       |                                                       |                                                       |                                                       |                                                       |                                                       |                                                               |                                                               |                                                               |                                                               |                                                               |                                                               |                                                       |                                                       |                                                       |                                                       |                                            |                                            |                                                 |                                                 |                                                        |                                                        |                                                        |                                                        |                                                        |                                                        |                                                         |                                                         |                                                         |                                                         |                                                         |                                                         |                                    |                                    |                                           |                                           |                                           |                                           |                                                        |                                                        |                                                        |                                                        |                                                        |                                                        |                                                      |                                                      |                                                      |                                                      |                                       |                                       |                               |                               |                                       |                                       |                                       |                                       |                                       |                                       |                                                    |                                                    |                                                         |                                                         |                                                         |                                                         |                                                         |                                                         |                                             |                                             |                                             |                                             |                                             |                                             |                           |                           |                                             |                                             |                                             |                                             |                                             |                                             |                            |                            |                                    |                                    |                                    |                                    |                                    |                                    |                               |                               |                                                       |                                                       |                                                       |                                                       |                                                       |                                                       |                            |                            |                                                         |                                                         |                                                          |                                                          |                                                          |                                                          |                                                          |                                                          |                                           |                                           |                                           |                                           |                                           |                                           |  |  |
|                                                               |                                                               | Augusta Fryderyka Hanowerska 1737–1813                        | Augusta Fryderyka Hanowerska 1737–1813                        | Augusta Fryderyka Hanowerska 1737–1813                        | Augusta Fryderyka Hanowerska 1737–1813                        | Augusta Fryderyka Hanowerska 1737–1813              | Augusta Fryderyka Hanowerska 1737–1813              |                                                      |                                                      | Karol Wilhelm Brunszwicki 1735–1806 książę Brunszwiku-Wolfenbüttel | Karol Wilhelm Brunszwicki 1735–1806 książę Brunszwiku-Wolfenbüttel | Karol Wilhelm Brunszwicki 1735–1806 książę Brunszwiku-Wolfenbüttel | Karol Wilhelm Brunszwicki 1735–1806 książę Brunszwiku-Wolfenbüttel | Karol Wilhelm Brunszwicki 1735–1806 książę Brunszwiku-Wolfenbüttel | Karol Wilhelm Brunszwicki 1735–1806 książę Brunszwiku-Wolfenbüttel |                                                   |                                                   | Jerzy III Hanowerski 1738–1820 król Wielkiej Brytanii | Jerzy III Hanowerski 1738–1820 król Wielkiej Brytanii | Jerzy III Hanowerski 1738–1820 król Wielkiej Brytanii | Jerzy III Hanowerski 1738–1820 król Wielkiej Brytanii | Jerzy III Hanowerski 1738–1820 król Wielkiej Brytanii | Jerzy III Hanowerski 1738–1820 król Wielkiej Brytanii |                                                                 |                                                                 | Charlotta Mecklenburg-Strelitz                                  | Charlotta Mecklenburg-Strelitz                                  | Charlotta Mecklenburg-Strelitz                                  | Charlotta Mecklenburg-Strelitz                                  | Charlotta Mecklenburg-Strelitz       | Charlotta Mecklenburg-Strelitz       |                                                             |                                                             | Edward August Hanowerski 1739–1767 książę Yorku             | Edward August Hanowerski 1739–1767 książę Yorku             | Edward August Hanowerski 1739–1767 książę Yorku             | Edward August Hanowerski 1739–1767 książę Yorku             | Edward August Hanowerski 1739–1767 książę Yorku | Edward August Hanowerski 1739–1767 książę Yorku |                                             |                                             | Elżbieta Karolina Hanowerska 1740–1759      | Elżbieta Karolina Hanowerska 1740–1759      | Elżbieta Karolina Hanowerska 1740–1759                | Elżbieta Karolina Hanowerska 1740–1759                | Elżbieta Karolina Hanowerska 1740–1759                | Elżbieta Karolina Hanowerska 1740–1759                |                                                       |                                                       | Wilhelm Henryk Hanowerski 1743–1805 książę Gloucester | Wilhelm Henryk Hanowerski 1743–1805 książę Gloucester | Wilhelm Henryk Hanowerski 1743–1805 książę Gloucester         | Wilhelm Henryk Hanowerski 1743–1805 książę Gloucester         | Wilhelm Henryk Hanowerski 1743–1805 książę Gloucester         | Wilhelm Henryk Hanowerski 1743–1805 książę Gloucester         |                                                               |                                                               | Maria Walpole 1736–1807 hrabina Waldegrave            | Maria Walpole 1736–1807 hrabina Waldegrave            | Maria Walpole 1736–1807 hrabina Waldegrave            | Maria Walpole 1736–1807 hrabina Waldegrave            | Maria Walpole 1736–1807 hrabina Waldegrave | Maria Walpole 1736–1807 hrabina Waldegrave |                                                 |                                                 | Henryk Fryderyk Hanowerski 1745–1790 książę Cumberland | Henryk Fryderyk Hanowerski 1745–1790 książę Cumberland | Henryk Fryderyk Hanowerski 1745–1790 książę Cumberland | Henryk Fryderyk Hanowerski 1745–1790 książę Cumberland | Henryk Fryderyk Hanowerski 1745–1790 książę Cumberland | Henryk Fryderyk Hanowerski 1745–1790 książę Cumberland |                                                         |                                                         | Anne Luttrell 1743–1808                                 | Anne Luttrell 1743–1808                                 | Anne Luttrell 1743–1808                                 | Anne Luttrell 1743–1808                                 | Anne Luttrell 1743–1808            | Anne Luttrell 1743–1808            |                                           |                                           | Ludwika Anna Hanowerska 1749–1768         | Ludwika Anna Hanowerska 1749–1768         | Ludwika Anna Hanowerska 1749–1768                      | Ludwika Anna Hanowerska 1749–1768                      | Ludwika Anna Hanowerska 1749–1768                      | Ludwika Anna Hanowerska 1749–1768                      |                                                        |                                                        | Fryderyk Wilhelm Hanowerski 1750–1765                | Fryderyk Wilhelm Hanowerski 1750–1765                | Fryderyk Wilhelm Hanowerski 1750–1765                | Fryderyk Wilhelm Hanowerski 1750–1765                | Fryderyk Wilhelm Hanowerski 1750–1765 | Fryderyk Wilhelm Hanowerski 1750–1765 |                               |                               | Karolina Matylda Hanowerska 1751–1775 | Karolina Matylda Hanowerska 1751–1775 | Karolina Matylda Hanowerska 1751–1775 | Karolina Matylda Hanowerska 1751–1775 | Karolina Matylda Hanowerska 1751–1775 | Karolina Matylda Hanowerska 1751–1775 |                                                    |                                                    | Chrystian VII Oldenburg 1749–1808 król Danii i Norwegii | Chrystian VII Oldenburg 1749–1808 król Danii i Norwegii | Chrystian VII Oldenburg 1749–1808 król Danii i Norwegii | Chrystian VII Oldenburg 1749–1808 król Danii i Norwegii | Chrystian VII Oldenburg 1749–1808 król Danii i Norwegii | Chrystian VII Oldenburg 1749–1808 król Danii i Norwegii |                                             |                                             |                                             |                                             |                                             |                                             |                           |                           |                                             |                                             |                                             |                                             |                                             |                                             |                            |                            |                                    |                                    |                                    |                                    |                                    |                                    |                               |                               |                                                       |                                                       |                                                       |                                                       |                                                       |                                                       |                            |                            |                                                         |                                                         |                                                          |                                                          |                                                          |                                                          |                                                          |                                                          |                                           |                                           |                                           |                                           |                                           |                                           |  |  |
|                                                               |                                                               | Augusta Fryderyka Hanowerska 1737–1813                        | Augusta Fryderyka Hanowerska 1737–1813                        | Augusta Fryderyka Hanowerska 1737–1813                        | Augusta Fryderyka Hanowerska 1737–1813                        | Augusta Fryderyka Hanowerska 1737–1813              | Augusta Fryderyka Hanowerska 1737–1813              |                                                      |                                                      | Karol Wilhelm Brunszwicki 1735–1806 książę Brunszwiku-Wolfenbüttel | Karol Wilhelm Brunszwicki 1735–1806 książę Brunszwiku-Wolfenbüttel | Karol Wilhelm Brunszwicki 1735–1806 książę Brunszwiku-Wolfenbüttel | Karol Wilhelm Brunszwicki 1735–1806 książę Brunszwiku-Wolfenbüttel | Karol Wilhelm Brunszwicki 1735–1806 książę Brunszwiku-Wolfenbüttel | Karol Wilhelm Brunszwicki 1735–1806 książę Brunszwiku-Wolfenbüttel |                                                   |                                                   | Jerzy III Hanowerski 1738–1820 król Wielkiej Brytanii | Jerzy III Hanowerski 1738–1820 król Wielkiej Brytanii | Jerzy III Hanowerski 1738–1820 król Wielkiej Brytanii | Jerzy III Hanowerski 1738–1820 król Wielkiej Brytanii | Jerzy III Hanowerski 1738–1820 król Wielkiej Brytanii | Jerzy III Hanowerski 1738–1820 król Wielkiej Brytanii |                                                                 |                                                                 | Charlotta Mecklenburg-Strelitz                                  | Charlotta Mecklenburg-Strelitz                                  | Charlotta Mecklenburg-Strelitz                                  | Charlotta Mecklenburg-Strelitz                                  | Charlotta Mecklenburg-Strelitz       | Charlotta Mecklenburg-Strelitz       |                                                             |                                                             | Edward August Hanowerski 1739–1767 książę Yorku             | Edward August Hanowerski 1739–1767 książę Yorku             | Edward August Hanowerski 1739–1767 książę Yorku             | Edward August Hanowerski 1739–1767 książę Yorku             | Edward August Hanowerski 1739–1767 książę Yorku | Edward August Hanowerski 1739–1767 książę Yorku |                                             |                                             | Elżbieta Karolina Hanowerska 1740–1759      | Elżbieta Karolina Hanowerska 1740–1759      | Elżbieta Karolina Hanowerska 1740–1759                | Elżbieta Karolina Hanowerska 1740–1759                | Elżbieta Karolina Hanowerska 1740–1759                | Elżbieta Karolina Hanowerska 1740–1759                |                                                       |                                                       | Wilhelm Henryk Hanowerski 1743–1805 książę Gloucester | Wilhelm Henryk Hanowerski 1743–1805 książę Gloucester | Wilhelm Henryk Hanowerski 1743–1805 książę Gloucester         | Wilhelm Henryk Hanowerski 1743–1805 książę Gloucester         | Wilhelm Henryk Hanowerski 1743–1805 książę Gloucester         | Wilhelm Henryk Hanowerski 1743–1805 książę Gloucester         |                                                               |                                                               | Maria Walpole 1736–1807 hrabina Waldegrave            | Maria Walpole 1736–1807 hrabina Waldegrave            | Maria Walpole 1736–1807 hrabina Waldegrave            | Maria Walpole 1736–1807 hrabina Waldegrave            | Maria Walpole 1736–1807 hrabina Waldegrave | Maria Walpole 1736–1807 hrabina Waldegrave |                                                 |                                                 | Henryk Fryderyk Hanowerski 1745–1790 książę Cumberland | Henryk Fryderyk Hanowerski 1745–1790 książę Cumberland | Henryk Fryderyk Hanowerski 1745–1790 książę Cumberland | Henryk Fryderyk Hanowerski 1745–1790 książę Cumberland | Henryk Fryderyk Hanowerski 1745–1790 książę Cumberland | Henryk Fryderyk Hanowerski 1745–1790 książę Cumberland |                                                         |                                                         | Anne Luttrell 1743–1808                                 | Anne Luttrell 1743–1808                                 | Anne Luttrell 1743–1808                                 | Anne Luttrell 1743–1808                                 | Anne Luttrell 1743–1808            | Anne Luttrell 1743–1808            |                                           |                                           | Ludwika Anna Hanowerska 1749–1768         | Ludwika Anna Hanowerska 1749–1768         | Ludwika Anna Hanowerska 1749–1768                      | Ludwika Anna Hanowerska 1749–1768                      | Ludwika Anna Hanowerska 1749–1768                      | Ludwika Anna Hanowerska 1749–1768                      |                                                        |                                                        | Fryderyk Wilhelm Hanowerski 1750–1765                | Fryderyk Wilhelm Hanowerski 1750–1765                | Fryderyk Wilhelm Hanowerski 1750–1765                | Fryderyk Wilhelm Hanowerski 1750–1765                | Fryderyk Wilhelm Hanowerski 1750–1765 | Fryderyk Wilhelm Hanowerski 1750–1765 |                               |                               | Karolina Matylda Hanowerska 1751–1775 | Karolina Matylda Hanowerska 1751–1775 | Karolina Matylda Hanowerska 1751–1775 | Karolina Matylda Hanowerska 1751–1775 | Karolina Matylda Hanowerska 1751–1775 | Karolina Matylda Hanowerska 1751–1775 |                                                    |                                                    | Chrystian VII Oldenburg 1749–1808 król Danii i Norwegii | Chrystian VII Oldenburg 1749–1808 król Danii i Norwegii | Chrystian VII Oldenburg 1749–1808 król Danii i Norwegii | Chrystian VII Oldenburg 1749–1808 król Danii i Norwegii | Chrystian VII Oldenburg 1749–1808 król Danii i Norwegii | Chrystian VII Oldenburg 1749–1808 król Danii i Norwegii |                                             |                                             |                                             |                                             |                                             |                                             |                           |                           |                                             |                                             |                                             |                                             |                                             |                                             |                            |                            |                                    |                                    |                                    |                                    |                                    |                                    |                               |                               |                                                       |                                                       |                                                       |                                                       |                                                       |                                                       |                            |                            |                                                         |                                                         |                                                          |                                                          |                                                          |                                                          |                                                          |                                                          |                                           |                                           |                                           |                                           |                                           |                                           |  |  |
|                                                               |                                                               |                                                               |                                                               |                                                               |                                                               |                                                     |                                                     |                                                      |                                                      |                                                                    |                                                                    |                                                                    |                                                                    |                                                                    |                                                                    |                                                   |                                                   |                                                       |                                                       |                                                       |                                                       |                                                       |                                                       |                                                                 |                                                                 |                                                                 |                                                                 |                                                                 |                                                                 |                                      |                                      |                                                             |                                                             |                                                             |                                                             |                                                             |                                                             |                                                 |                                                 |                                             |                                             |                                             |                                             |                                                       |                                                       |                                                       |                                                       |                                                       |                                                       |                                                       |                                                       |                                                               |                                                               |                                                               |                                                               |                                                               |                                                               |                                                       |                                                       |                                                       |                                                       |                                            |                                            |                                                 |                                                 |                                                        |                                                        |                                                        |                                                        |                                                        |                                                        |                                                         |                                                         |                                                         |                                                         |                                                         |                                                         |                                    |                                    |                                           |                                           |                                           |                                           |                                                        |                                                        |                                                        |                                                        |                                                        |                                                        |                                                      |                                                      |                                                      |                                                      |                                       |                                       |                               |                               |                                       |                                       |                                       |                                       |                                       |                                       |                                                    |                                                    |                                                         |                                                         |                                                         |                                                         |                                                         |                                                         |                                             |                                             |                                             |                                             |                                             |                                             |                           |                           |                                             |                                             |                                             |                                             |                                             |                                             |                            |                            |                                    |                                    |                                    |                                    |                                    |                                    |                               |                               |                                                       |                                                       |                                                       |                                                       |                                                       |                                                       |                            |                            |                                                         |                                                         |                                                          |                                                          |                                                          |                                                          |                                                          |                                                          |                                           |                                           |                                           |                                           |                                           |                                           |  |  |
|                                                               |                                                               |                                                               |                                                               |                                                               |                                                               |                                                     |                                                     |                                                      |                                                      |                                                                    |                                                                    |                                                                    |                                                                    |                                                                    |                                                                    |                                                   |                                                   |                                                       |                                                       |                                                       |                                                       |                                                       |                                                       |                                                                 |                                                                 |                                                                 |                                                                 |                                                                 |                                                                 |                                      |                                      |                                                             |                                                             |                                                             |                                                             |                                                             |                                                             |                                                 |                                                 |                                             |                                             |                                             |                                             |                                                       |                                                       |                                                       |                                                       |                                                       |                                                       |                                                       |                                                       |                                                               |                                                               |                                                               |                                                               |                                                               |                                                               |                                                       |                                                       |                                                       |                                                       |                                            |                                            |                                                 |                                                 |                                                        |                                                        |                                                        |                                                        |                                                        |                                                        |                                                         |                                                         |                                                         |                                                         |                                                         |                                                         |                                    |                                    |                                           |                                           |                                           |                                           |                                                        |                                                        |                                                        |                                                        |                                                        |                                                        |                                                      |                                                      |                                                      |                                                      |                                       |                                       |                               |                               |                                       |                                       |                                       |                                       |                                       |                                       |                                                    |                                                    |                                                         |                                                         |                                                         |                                                         |                                                         |                                                         |                                             |                                             |                                             |                                             |                                             |                                             |                           |                           |                                             |                                             |                                             |                                             |                                             |                                             |                            |                            |                                    |                                    |                                    |                                    |                                    |                                    |                               |                               |                                                       |                                                       |                                                       |                                                       |                                                       |                                                       |                            |                            |                                                         |                                                         |                                                          |                                                          |                                                          |                                                          |                                                          |                                                          |                                           |                                           |                                           |                                           |                                           |                                           |  |  |
|                                                               |                                                               |                                                               |                                                               |                                                               |                                                               |                                                     |                                                     |                                                      |                                                      |                                                                    |                                                                    |                                                                    |                                                                    |                                                                    |                                                                    |                                                   |                                                   |                                                       |                                                       |                                                       |                                                       |                                                       |                                                       |                                                                 |                                                                 |                                                                 |                                                                 |                                                                 |                                                                 |                                      |                                      |                                                             |                                                             |                                                             |                                                             |                                                             |                                                             |                                                 |                                                 |                                             |                                             |                                             |                                             |                                                       |                                                       |                                                       |                                                       |                                                       |                                                       |                                                       |                                                       |                                                               |                                                               |                                                               |                                                               |                                                               |                                                               |                                                       |                                                       |                                                       |                                                       |                                            |                                            |                                                 |                                                 |                                                        |                                                        |                                                        |                                                        |                                                        |                                                        |                                                         |                                                         |                                                         |                                                         |                                                         |                                                         |                                    |                                    |                                           |                                           |                                           |                                           |                                                        |                                                        |                                                        |                                                        |                                                        |                                                        |                                                      |                                                      |                                                      |                                                      |                                       |                                       |                               |                               |                                       |                                       |                                       |                                       |                                       |                                       |                                                    |                                                    |                                                         |                                                         |                                                         |                                                         |                                                         |                                                         |                                             |                                             |                                             |                                             |                                             |                                             |                           |                           |                                             |                                             |                                             |                                             |                                             |                                             |                            |                            |                                    |                                    |                                    |                                    |                                    |                                    |                               |                               |                                                       |                                                       |                                                       |                                                       |                                                       |                                                       |                            |                            |                                                         |                                                         |                                                          |                                                          |                                                          |                                                          |                                                          |                                                          |                                           |                                           |                                           |                                           |                                           |                                           |  |  |
|                                                               |                                                               |                                                               |                                                               |                                                               |                                                               |                                                     |                                                     |                                                      |                                                      |                                                                    |                                                                    |                                                                    |                                                                    |                                                                    |                                                                    |                                                   |                                                   |                                                       |                                                       |                                                       |                                                       |                                                       |                                                       |                                                                 |                                                                 |                                                                 |                                                                 |                                                                 |                                                                 |                                      |                                      |                                                             |                                                             |                                                             |                                                             |                                                             |                                                             |                                                 |                                                 |                                             |                                             |                                             |                                             |                                                       |                                                       |                                                       |                                                       |                                                       |                                                       |                                                       |                                                       |                                                               |                                                               |                                                               |                                                               |                                                               |                                                               |                                                       |                                                       |                                                       |                                                       |                                            |                                            |                                                 |                                                 |                                                        |                                                        |                                                        |                                                        |                                                        |                                                        |                                                         |                                                         |                                                         |                                                         |                                                         |                                                         |                                    |                                    |                                           |                                           |                                           |                                           |                                                        |                                                        |                                                        |                                                        |                                                        |                                                        |                                                      |                                                      |                                                      |                                                      |                                       |                                       |                               |                               |                                       |                                       |                                       |                                       |                                       |                                       |                                                    |                                                    |                                                         |                                                         |                                                         |                                                         |                                                         |                                                         |                                             |                                             |                                             |                                             |                                             |                                             |                           |                           |                                             |                                             |                                             |                                             |                                             |                                             |                            |                            |                                    |                                    |                                    |                                    |                                    |                                    |                               |                               |                                                       |                                                       |                                                       |                                                       |                                                       |                                                       |                            |                            |                                                         |                                                         |                                                          |                                                          |                                                          |                                                          |                                                          |                                                          |                                           |                                           |                                           |                                           |                                           |                                           |  |  |
| Karolina Brunszwicka 1768–1821                                | Karolina Brunszwicka 1768–1821                                | Karolina Brunszwicka 1768–1821                                | Karolina Brunszwicka 1768–1821                                | Karolina Brunszwicka 1768–1821                                | Karolina Brunszwicka 1768–1821                                |                                                     |                                                     | Jerzy IV Hanowerski 1762–1830 król Wielkiej Brytanii | Jerzy IV Hanowerski 1762–1830 król Wielkiej Brytanii | Jerzy IV Hanowerski 1762–1830 król Wielkiej Brytanii               | Jerzy IV Hanowerski 1762–1830 król Wielkiej Brytanii               | Jerzy IV Hanowerski 1762–1830 król Wielkiej Brytanii               | Jerzy IV Hanowerski 1762–1830 król Wielkiej Brytanii               |                                                                    |                                                                    | Fryderyk August Hanowerski 1763–1827 książę Yorku | Fryderyk August Hanowerski 1763–1827 książę Yorku | Fryderyk August Hanowerski 1763–1827 książę Yorku     | Fryderyk August Hanowerski 1763–1827 książę Yorku     | Fryderyk August Hanowerski 1763–1827 książę Yorku     | Fryderyk August Hanowerski 1763–1827 książę Yorku     |                                                       |                                                       | Fryderyka Charlotta Pruska 1767–1820                            | Fryderyka Charlotta Pruska 1767–1820                            | Fryderyka Charlotta Pruska 1767–1820                            | Fryderyka Charlotta Pruska 1767–1820                            | Fryderyka Charlotta Pruska 1767–1820                            | Fryderyka Charlotta Pruska 1767–1820                            |                                      |                                      | Wilhelm IV Hanowerski 1765–1837 król Wielkiej Brytanii      | Wilhelm IV Hanowerski 1765–1837 król Wielkiej Brytanii      | Wilhelm IV Hanowerski 1765–1837 król Wielkiej Brytanii      | Wilhelm IV Hanowerski 1765–1837 król Wielkiej Brytanii      | Wilhelm IV Hanowerski 1765–1837 król Wielkiej Brytanii      | Wilhelm IV Hanowerski 1765–1837 król Wielkiej Brytanii      |                                                 |                                                 | Adelajda z Saksonii-Meiningen 1792–1849     | Adelajda z Saksonii-Meiningen 1792–1849     | Adelajda z Saksonii-Meiningen 1792–1849     | Adelajda z Saksonii-Meiningen 1792–1849     | Adelajda z Saksonii-Meiningen 1792–1849               | Adelajda z Saksonii-Meiningen 1792–1849               |                                                       |                                                       | Charlotta Hanowerska 1766–1828                        | Charlotta Hanowerska 1766–1828                        | Charlotta Hanowerska 1766–1828                        | Charlotta Hanowerska 1766–1828                        | Charlotta Hanowerska 1766–1828                                | Charlotta Hanowerska 1766–1828                                |                                                               |                                                               | Fryderyk I Wirtemberski 1754–1816 król Wirtembergii           | Fryderyk I Wirtemberski 1754–1816 król Wirtembergii           | Fryderyk I Wirtemberski 1754–1816 król Wirtembergii   | Fryderyk I Wirtemberski 1754–1816 król Wirtembergii   | Fryderyk I Wirtemberski 1754–1816 król Wirtembergii   | Fryderyk I Wirtemberski 1754–1816 król Wirtembergii   |                                            |                                            | Edward August Hanowerski 1767–1820 książę Kentu | Edward August Hanowerski 1767–1820 książę Kentu | Edward August Hanowerski 1767–1820 książę Kentu        | Edward August Hanowerski 1767–1820 książę Kentu        | Edward August Hanowerski 1767–1820 książę Kentu        | Edward August Hanowerski 1767–1820 książę Kentu        |                                                        |                                                        | Wiktoria Koburg 1786–1861                               | Wiktoria Koburg 1786–1861                               | Wiktoria Koburg 1786–1861                               | Wiktoria Koburg 1786–1861                               | Wiktoria Koburg 1786–1861                               | Wiktoria Koburg 1786–1861                               |                                    |                                    | Elżbieta Hanowerska 1770–1840             | Elżbieta Hanowerska 1770–1840             | Elżbieta Hanowerska 1770–1840             | Elżbieta Hanowerska 1770–1840             | Elżbieta Hanowerska 1770–1840                          | Elżbieta Hanowerska 1770–1840                          |                                                        |                                                        | Fryderyk VI 1769–1829 landgraf Hessen-Homburg          | Fryderyk VI 1769–1829 landgraf Hessen-Homburg          | Fryderyk VI 1769–1829 landgraf Hessen-Homburg        | Fryderyk VI 1769–1829 landgraf Hessen-Homburg        | Fryderyk VI 1769–1829 landgraf Hessen-Homburg        | Fryderyk VI 1769–1829 landgraf Hessen-Homburg        |                                       |                                       | Augusta Murray 1768–1830      | Augusta Murray 1768–1830      | Augusta Murray 1768–1830              | Augusta Murray 1768–1830              | Augusta Murray 1768–1830              | Augusta Murray 1768–1830              |                                       |                                       | August Fryderyk Hanowerski 1773–1843 książę Sussex | August Fryderyk Hanowerski 1773–1843 książę Sussex | August Fryderyk Hanowerski 1773–1843 książę Sussex      | August Fryderyk Hanowerski 1773–1843 książę Sussex      | August Fryderyk Hanowerski 1773–1843 książę Sussex      | August Fryderyk Hanowerski 1773–1843 książę Sussex      |                                                         |                                                         | Cecylia Underwood 1785–1873                 | Cecylia Underwood 1785–1873                 | Cecylia Underwood 1785–1873                 | Cecylia Underwood 1785–1873                 | Cecylia Underwood 1785–1873                 | Cecylia Underwood 1785–1873                 |                           |                           | Adolf Hanowerski 1774–1850 książę Cambridge | Adolf Hanowerski 1774–1850 książę Cambridge | Adolf Hanowerski 1774–1850 książę Cambridge | Adolf Hanowerski 1774–1850 książę Cambridge | Adolf Hanowerski 1774–1850 książę Cambridge | Adolf Hanowerski 1774–1850 książę Cambridge |                            |                            | Augusta Wilhelmina Heska 1797–1889 | Augusta Wilhelmina Heska 1797–1889 | Augusta Wilhelmina Heska 1797–1889 | Augusta Wilhelmina Heska 1797–1889 | Augusta Wilhelmina Heska 1797–1889 | Augusta Wilhelmina Heska 1797–1889 |                               |                               | Maria Hanowerska 1776–1857                            | Maria Hanowerska 1776–1857                            | Maria Hanowerska 1776–1857                            | Maria Hanowerska 1776–1857                            | Maria Hanowerska 1776–1857                            | Maria Hanowerska 1776–1857                            |                            |                            | Wilhelm Fryderyk Hanowerski 1776–1834 książę Gloucester | Wilhelm Fryderyk Hanowerski 1776–1834 książę Gloucester | Wilhelm Fryderyk Hanowerski 1776–1834 książę Gloucester  | Wilhelm Fryderyk Hanowerski 1776–1834 książę Gloucester  | Wilhelm Fryderyk Hanowerski 1776–1834 książę Gloucester  | Wilhelm Fryderyk Hanowerski 1776–1834 książę Gloucester  |                                                          |                                                          |                                           |                                           |                                           |                                           |                                           |                                           |  |  |
| Karolina Brunszwicka 1768–1821                                | Karolina Brunszwicka 1768–1821                                | Karolina Brunszwicka 1768–1821                                | Karolina Brunszwicka 1768–1821                                | Karolina Brunszwicka 1768–1821                                | Karolina Brunszwicka 1768–1821                                |                                                     |                                                     | Jerzy IV Hanowerski 1762–1830 król Wielkiej Brytanii | Jerzy IV Hanowerski 1762–1830 król Wielkiej Brytanii | Jerzy IV Hanowerski 1762–1830 król Wielkiej Brytanii               | Jerzy IV Hanowerski 1762–1830 król Wielkiej Brytanii               | Jerzy IV Hanowerski 1762–1830 król Wielkiej Brytanii               | Jerzy IV Hanowerski 1762–1830 król Wielkiej Brytanii               |                                                                    |                                                                    | Fryderyk August Hanowerski 1763–1827 książę Yorku | Fryderyk August Hanowerski 1763–1827 książę Yorku | Fryderyk August Hanowerski 1763–1827 książę Yorku     | Fryderyk August Hanowerski 1763–1827 książę Yorku     | Fryderyk August Hanowerski 1763–1827 książę Yorku     | Fryderyk August Hanowerski 1763–1827 książę Yorku     |                                                       |                                                       | Fryderyka Charlotta Pruska 1767–1820                            | Fryderyka Charlotta Pruska 1767–1820                            | Fryderyka Charlotta Pruska 1767–1820                            | Fryderyka Charlotta Pruska 1767–1820                            | Fryderyka Charlotta Pruska 1767–1820                            | Fryderyka Charlotta Pruska 1767–1820                            |                                      |                                      | Wilhelm IV Hanowerski 1765–1837 król Wielkiej Brytanii      | Wilhelm IV Hanowerski 1765–1837 król Wielkiej Brytanii      | Wilhelm IV Hanowerski 1765–1837 król Wielkiej Brytanii      | Wilhelm IV Hanowerski 1765–1837 król Wielkiej Brytanii      | Wilhelm IV Hanowerski 1765–1837 król Wielkiej Brytanii      | Wilhelm IV Hanowerski 1765–1837 król Wielkiej Brytanii      |                                                 |                                                 | Adelajda z Saksonii-Meiningen 1792–1849     | Adelajda z Saksonii-Meiningen 1792–1849     | Adelajda z Saksonii-Meiningen 1792–1849     | Adelajda z Saksonii-Meiningen 1792–1849     | Adelajda z Saksonii-Meiningen 1792–1849               | Adelajda z Saksonii-Meiningen 1792–1849               |                                                       |                                                       | Charlotta Hanowerska 1766–1828                        | Charlotta Hanowerska 1766–1828                        | Charlotta Hanowerska 1766–1828                        | Charlotta Hanowerska 1766–1828                        | Charlotta Hanowerska 1766–1828                                | Charlotta Hanowerska 1766–1828                                |                                                               |                                                               | Fryderyk I Wirtemberski 1754–1816 król Wirtembergii           | Fryderyk I Wirtemberski 1754–1816 król Wirtembergii           | Fryderyk I Wirtemberski 1754–1816 król Wirtembergii   | Fryderyk I Wirtemberski 1754–1816 król Wirtembergii   | Fryderyk I Wirtemberski 1754–1816 król Wirtembergii   | Fryderyk I Wirtemberski 1754–1816 król Wirtembergii   |                                            |                                            | Edward August Hanowerski 1767–1820 książę Kentu | Edward August Hanowerski 1767–1820 książę Kentu | Edward August Hanowerski 1767–1820 książę Kentu        | Edward August Hanowerski 1767–1820 książę Kentu        | Edward August Hanowerski 1767–1820 książę Kentu        | Edward August Hanowerski 1767–1820 książę Kentu        |                                                        |                                                        | Wiktoria Koburg 1786–1861                               | Wiktoria Koburg 1786–1861                               | Wiktoria Koburg 1786–1861                               | Wiktoria Koburg 1786–1861                               | Wiktoria Koburg 1786–1861                               | Wiktoria Koburg 1786–1861                               |                                    |                                    | Elżbieta Hanowerska 1770–1840             | Elżbieta Hanowerska 1770–1840             | Elżbieta Hanowerska 1770–1840             | Elżbieta Hanowerska 1770–1840             | Elżbieta Hanowerska 1770–1840                          | Elżbieta Hanowerska 1770–1840                          |                                                        |                                                        | Fryderyk VI 1769–1829 landgraf Hessen-Homburg          | Fryderyk VI 1769–1829 landgraf Hessen-Homburg          | Fryderyk VI 1769–1829 landgraf Hessen-Homburg        | Fryderyk VI 1769–1829 landgraf Hessen-Homburg        | Fryderyk VI 1769–1829 landgraf Hessen-Homburg        | Fryderyk VI 1769–1829 landgraf Hessen-Homburg        |                                       |                                       | Augusta Murray 1768–1830      | Augusta Murray 1768–1830      | Augusta Murray 1768–1830              | Augusta Murray 1768–1830              | Augusta Murray 1768–1830              | Augusta Murray 1768–1830              |                                       |                                       | August Fryderyk Hanowerski 1773–1843 książę Sussex | August Fryderyk Hanowerski 1773–1843 książę Sussex | August Fryderyk Hanowerski 1773–1843 książę Sussex      | August Fryderyk Hanowerski 1773–1843 książę Sussex      | August Fryderyk Hanowerski 1773–1843 książę Sussex      | August Fryderyk Hanowerski 1773–1843 książę Sussex      |                                                         |                                                         | Cecylia Underwood 1785–1873                 | Cecylia Underwood 1785–1873                 | Cecylia Underwood 1785–1873                 | Cecylia Underwood 1785–1873                 | Cecylia Underwood 1785–1873                 | Cecylia Underwood 1785–1873                 |                           |                           | Adolf Hanowerski 1774–1850 książę Cambridge | Adolf Hanowerski 1774–1850 książę Cambridge | Adolf Hanowerski 1774–1850 książę Cambridge | Adolf Hanowerski 1774–1850 książę Cambridge | Adolf Hanowerski 1774–1850 książę Cambridge | Adolf Hanowerski 1774–1850 książę Cambridge |                            |                            | Augusta Wilhelmina Heska 1797–1889 | Augusta Wilhelmina Heska 1797–1889 | Augusta Wilhelmina Heska 1797–1889 | Augusta Wilhelmina Heska 1797–1889 | Augusta Wilhelmina Heska 1797–1889 | Augusta Wilhelmina Heska 1797–1889 |                               |                               | Maria Hanowerska 1776–1857                            | Maria Hanowerska 1776–1857                            | Maria Hanowerska 1776–1857                            | Maria Hanowerska 1776–1857                            | Maria Hanowerska 1776–1857                            | Maria Hanowerska 1776–1857                            |                            |                            | Wilhelm Fryderyk Hanowerski 1776–1834 książę Gloucester | Wilhelm Fryderyk Hanowerski 1776–1834 książę Gloucester | Wilhelm Fryderyk Hanowerski 1776–1834 książę Gloucester  | Wilhelm Fryderyk Hanowerski 1776–1834 książę Gloucester  | Wilhelm Fryderyk Hanowerski 1776–1834 książę Gloucester  | Wilhelm Fryderyk Hanowerski 1776–1834 książę Gloucester  |                                                          |                                                          |                                           |                                           |                                           |                                           |                                           |                                           |  |  |
|                                                               |                                                               |                                                               |                                                               |                                                               |                                                               |                                                     |                                                     |                                                      |                                                      |                                                                    |                                                                    |                                                                    |                                                                    |                                                                    |                                                                    |                                                   |                                                   |                                                       |                                                       |                                                       |                                                       |                                                       |                                                       |                                                                 |                                                                 |                                                                 |                                                                 |                                                                 |                                                                 |                                      |                                      |                                                             |                                                             |                                                             |                                                             |                                                             |                                                             |                                                 |                                                 |                                             |                                             |                                             |                                             |                                                       |                                                       |                                                       |                                                       |                                                       |                                                       |                                                       |                                                       |                                                               |                                                               |                                                               |                                                               |                                                               |                                                               |                                                       |                                                       |                                                       |                                                       |                                            |                                            |                                                 |                                                 |                                                        |                                                        |                                                        |                                                        |                                                        |                                                        |                                                         |                                                         |                                                         |                                                         |                                                         |                                                         |                                    |                                    |                                           |                                           |                                           |                                           |                                                        |                                                        |                                                        |                                                        |                                                        |                                                        |                                                      |                                                      |                                                      |                                                      |                                       |                                       |                               |                               |                                       |                                       |                                       |                                       |                                       |                                       |                                                    |                                                    |                                                         |                                                         |                                                         |                                                         |                                                         |                                                         |                                             |                                             |                                             |                                             |                                             |                                             |                           |                           |                                             |                                             |                                             |                                             |                                             |                                             |                            |                            |                                    |                                    |                                    |                                    |                                    |                                    |                               |                               |                                                       |                                                       |                                                       |                                                       |                                                       |                                                       |                            |                            |                                                         |                                                         |                                                          |                                                          |                                                          |                                                          |                                                          |                                                          |                                           |                                           |                                           |                                           |                                           |                                           |  |  |
|                                                               |                                                               |                                                               |                                                               |                                                               |                                                               |                                                     |                                                     |                                                      |                                                      |                                                                    |                                                                    |                                                                    |                                                                    |                                                                    |                                                                    |                                                   |                                                   |                                                       |                                                       |                                                       |                                                       |                                                       |                                                       |                                                                 |                                                                 |                                                                 |                                                                 |                                                                 |                                                                 |                                      |                                      |                                                             |                                                             |                                                             |                                                             |                                                             |                                                             |                                                 |                                                 |                                             |                                             |                                             |                                             |                                                       |                                                       |                                                       |                                                       |                                                       |                                                       |                                                       |                                                       |                                                               |                                                               |                                                               |                                                               |                                                               |                                                               |                                                       |                                                       |                                                       |                                                       |                                            |                                            |                                                 |                                                 |                                                        |                                                        |                                                        |                                                        |                                                        |                                                        |                                                         |                                                         |                                                         |                                                         |                                                         |                                                         |                                    |                                    |                                           |                                           |                                           |                                           |                                                        |                                                        |                                                        |                                                        |                                                        |                                                        |                                                      |                                                      |                                                      |                                                      |                                       |                                       |                               |                               |                                       |                                       |                                       |                                       |                                       |                                       |                                                    |                                                    |                                                         |                                                         |                                                         |                                                         |                                                         |                                                         |                                             |                                             |                                             |                                             |                                             |                                             |                           |                           |                                             |                                             |                                             |                                             |                                             |                                             |                            |                            |                                    |                                    |                                    |                                    |                                    |                                    |                               |                               |                                                       |                                                       |                                                       |                                                       |                                                       |                                                       |                            |                            |                                                         |                                                         |                                                          |                                                          |                                                          |                                                          |                                                          |                                                          |                                           |                                           |                                           |                                           |                                           |                                           |  |  |
| Charlotta Augusta Hanowerska 1796–1817                        | Charlotta Augusta Hanowerska 1796–1817                        | Charlotta Augusta Hanowerska 1796–1817                        | Charlotta Augusta Hanowerska 1796–1817                        | Charlotta Augusta Hanowerska 1796–1817                        | Charlotta Augusta Hanowerska 1796–1817                        |                                                     |                                                     | Leopold I Koburg 1790–1865 król Belgów               | Leopold I Koburg 1790–1865 król Belgów               | Leopold I Koburg 1790–1865 król Belgów                             | Leopold I Koburg 1790–1865 król Belgów                             | Leopold I Koburg 1790–1865 król Belgów                             | Leopold I Koburg 1790–1865 król Belgów                             |                                                                    |                                                                    | Ernest August I 1771–1851 król Hanoweru           | Ernest August I 1771–1851 król Hanoweru           | Ernest August I 1771–1851 król Hanoweru               | Ernest August I 1771–1851 król Hanoweru               | Ernest August I 1771–1851 król Hanoweru               | Ernest August I 1771–1851 król Hanoweru               |                                                       |                                                       | Fryderyka Mecklenburg-Strelitz 1778–1841                        | Fryderyka Mecklenburg-Strelitz 1778–1841                        | Fryderyka Mecklenburg-Strelitz 1778–1841                        | Fryderyka Mecklenburg-Strelitz 1778–1841                        | Fryderyka Mecklenburg-Strelitz 1778–1841                        | Fryderyka Mecklenburg-Strelitz 1778–1841                        |                                      |                                      | Augusta Zofia Hanowerska 1768–1840                          | Augusta Zofia Hanowerska 1768–1840                          | Augusta Zofia Hanowerska 1768–1840                          | Augusta Zofia Hanowerska 1768–1840                          | Augusta Zofia Hanowerska 1768–1840                          | Augusta Zofia Hanowerska 1768–1840                          |                                                 |                                                 | Zofia Hanowerska 1777–1848                  | Zofia Hanowerska 1777–1848                  | Zofia Hanowerska 1777–1848                  | Zofia Hanowerska 1777–1848                  | Zofia Hanowerska 1777–1848                            | Zofia Hanowerska 1777–1848                            |                                                       |                                                       | Oktawiusz Hanowerski 1779–1783                        | Oktawiusz Hanowerski 1779–1783                        | Oktawiusz Hanowerski 1779–1783                        | Oktawiusz Hanowerski 1779–1783                        | Oktawiusz Hanowerski 1779–1783                                | Oktawiusz Hanowerski 1779–1783                                |                                                               |                                                               | Alfred Hanowerski 1780–1782                                   | Alfred Hanowerski 1780–1782                                   | Alfred Hanowerski 1780–1782                           | Alfred Hanowerski 1780–1782                           | Alfred Hanowerski 1780–1782                           | Alfred Hanowerski 1780–1782                           |                                            |                                            | Amelia Hanowerska 1783–1810                     | Amelia Hanowerska 1783–1810                     | Amelia Hanowerska 1783–1810                            | Amelia Hanowerska 1783–1810                            | Amelia Hanowerska 1783–1810                            | Amelia Hanowerska 1783–1810                            |                                                        |                                                        | Wiktoria Hanowerska 1819–1901 królowa Wielkiej Brytanii | Wiktoria Hanowerska 1819–1901 królowa Wielkiej Brytanii | Wiktoria Hanowerska 1819–1901 królowa Wielkiej Brytanii | Wiktoria Hanowerska 1819–1901 królowa Wielkiej Brytanii | Wiktoria Hanowerska 1819–1901 królowa Wielkiej Brytanii | Wiktoria Hanowerska 1819–1901 królowa Wielkiej Brytanii |                                    |                                    | Albert Koburg 1819–1861                   | Albert Koburg 1819–1861                   | Albert Koburg 1819–1861                   | Albert Koburg 1819–1861                   | Albert Koburg 1819–1861                                | Albert Koburg 1819–1861                                |                                                        |                                                        | August Fryderyk d’Este 1794–1848                       | August Fryderyk d’Este 1794–1848                       | August Fryderyk d’Este 1794–1848                     | August Fryderyk d’Este 1794–1848                     | August Fryderyk d’Este 1794–1848                     | August Fryderyk d’Este 1794–1848                     |                                       |                                       | Augusta Emma d’Este 1801–1866 | Augusta Emma d’Este 1801–1866 | Augusta Emma d’Este 1801–1866         | Augusta Emma d’Este 1801–1866         | Augusta Emma d’Este 1801–1866         | Augusta Emma d’Este 1801–1866         |                                       |                                       | Thomas Wilde 1782–1855 baron Turo                  | Thomas Wilde 1782–1855 baron Turo                  | Thomas Wilde 1782–1855 baron Turo                       | Thomas Wilde 1782–1855 baron Turo                       | Thomas Wilde 1782–1855 baron Turo                       | Thomas Wilde 1782–1855 baron Turo                       |                                                         |                                                         | Jerzy Hanowerski 1819–1904 książę Cambridge | Jerzy Hanowerski 1819–1904 książę Cambridge | Jerzy Hanowerski 1819–1904 książę Cambridge | Jerzy Hanowerski 1819–1904 książę Cambridge | Jerzy Hanowerski 1819–1904 książę Cambridge | Jerzy Hanowerski 1819–1904 książę Cambridge |                           |                           | Sara Fairbrother 1816–1890                  | Sara Fairbrother 1816–1890                  | Sara Fairbrother 1816–1890                  | Sara Fairbrother 1816–1890                  | Sara Fairbrother 1816–1890                  | Sara Fairbrother 1816–1890                  |                            |                            | Augusta Hanowerska 1822–1916       | Augusta Hanowerska 1822–1916       | Augusta Hanowerska 1822–1916       | Augusta Hanowerska 1822–1916       | Augusta Hanowerska 1822–1916       | Augusta Hanowerska 1822–1916       |                               |                               | Fryderyk Wilhelm 1819–1904 wielki książę Meklemburgii | Fryderyk Wilhelm 1819–1904 wielki książę Meklemburgii | Fryderyk Wilhelm 1819–1904 wielki książę Meklemburgii | Fryderyk Wilhelm 1819–1904 wielki książę Meklemburgii | Fryderyk Wilhelm 1819–1904 wielki książę Meklemburgii | Fryderyk Wilhelm 1819–1904 wielki książę Meklemburgii |                            |                            | Maria Adelajda Hanowerska 1833–1897                     | Maria Adelajda Hanowerska 1833–1897                     | Maria Adelajda Hanowerska 1833–1897                      | Maria Adelajda Hanowerska 1833–1897                      | Maria Adelajda Hanowerska 1833–1897                      | Maria Adelajda Hanowerska 1833–1897                      |                                                          |                                                          | Franciszek Teck 1837–1900 książę von Teck | Franciszek Teck 1837–1900 książę von Teck | Franciszek Teck 1837–1900 książę von Teck | Franciszek Teck 1837–1900 książę von Teck | Franciszek Teck 1837–1900 książę von Teck | Franciszek Teck 1837–1900 książę von Teck |  |  |
| Charlotta Augusta Hanowerska 1796–1817                        | Charlotta Augusta Hanowerska 1796–1817                        | Charlotta Augusta Hanowerska 1796–1817                        | Charlotta Augusta Hanowerska 1796–1817                        | Charlotta Augusta Hanowerska 1796–1817                        | Charlotta Augusta Hanowerska 1796–1817                        |                                                     |                                                     | Leopold I Koburg 1790–1865 król Belgów               | Leopold I Koburg 1790–1865 król Belgów               | Leopold I Koburg 1790–1865 król Belgów                             | Leopold I Koburg 1790–1865 król Belgów                             | Leopold I Koburg 1790–1865 król Belgów                             | Leopold I Koburg 1790–1865 król Belgów                             |                                                                    |                                                                    | Ernest August I 1771–1851 król Hanoweru           | Ernest August I 1771–1851 król Hanoweru           | Ernest August I 1771–1851 król Hanoweru               | Ernest August I 1771–1851 król Hanoweru               | Ernest August I 1771–1851 król Hanoweru               | Ernest August I 1771–1851 król Hanoweru               |                                                       |                                                       | Fryderyka Mecklenburg-Strelitz 1778–1841                        | Fryderyka Mecklenburg-Strelitz 1778–1841                        | Fryderyka Mecklenburg-Strelitz 1778–1841                        | Fryderyka Mecklenburg-Strelitz 1778–1841                        | Fryderyka Mecklenburg-Strelitz 1778–1841                        | Fryderyka Mecklenburg-Strelitz 1778–1841                        |                                      |                                      | Augusta Zofia Hanowerska 1768–1840                          | Augusta Zofia Hanowerska 1768–1840                          | Augusta Zofia Hanowerska 1768–1840                          | Augusta Zofia Hanowerska 1768–1840                          | Augusta Zofia Hanowerska 1768–1840                          | Augusta Zofia Hanowerska 1768–1840                          |                                                 |                                                 | Zofia Hanowerska 1777–1848                  | Zofia Hanowerska 1777–1848                  | Zofia Hanowerska 1777–1848                  | Zofia Hanowerska 1777–1848                  | Zofia Hanowerska 1777–1848                            | Zofia Hanowerska 1777–1848                            |                                                       |                                                       | Oktawiusz Hanowerski 1779–1783                        | Oktawiusz Hanowerski 1779–1783                        | Oktawiusz Hanowerski 1779–1783                        | Oktawiusz Hanowerski 1779–1783                        | Oktawiusz Hanowerski 1779–1783                                | Oktawiusz Hanowerski 1779–1783                                |                                                               |                                                               | Alfred Hanowerski 1780–1782                                   | Alfred Hanowerski 1780–1782                                   | Alfred Hanowerski 1780–1782                           | Alfred Hanowerski 1780–1782                           | Alfred Hanowerski 1780–1782                           | Alfred Hanowerski 1780–1782                           |                                            |                                            | Amelia Hanowerska 1783–1810                     | Amelia Hanowerska 1783–1810                     | Amelia Hanowerska 1783–1810                            | Amelia Hanowerska 1783–1810                            | Amelia Hanowerska 1783–1810                            | Amelia Hanowerska 1783–1810                            |                                                        |                                                        | Wiktoria Hanowerska 1819–1901 królowa Wielkiej Brytanii | Wiktoria Hanowerska 1819–1901 królowa Wielkiej Brytanii | Wiktoria Hanowerska 1819–1901 królowa Wielkiej Brytanii | Wiktoria Hanowerska 1819–1901 królowa Wielkiej Brytanii | Wiktoria Hanowerska 1819–1901 królowa Wielkiej Brytanii | Wiktoria Hanowerska 1819–1901 królowa Wielkiej Brytanii |                                    |                                    | Albert Koburg 1819–1861                   | Albert Koburg 1819–1861                   | Albert Koburg 1819–1861                   | Albert Koburg 1819–1861                   | Albert Koburg 1819–1861                                | Albert Koburg 1819–1861                                |                                                        |                                                        | August Fryderyk d’Este 1794–1848                       | August Fryderyk d’Este 1794–1848                       | August Fryderyk d’Este 1794–1848                     | August Fryderyk d’Este 1794–1848                     | August Fryderyk d’Este 1794–1848                     | August Fryderyk d’Este 1794–1848                     |                                       |                                       | Augusta Emma d’Este 1801–1866 | Augusta Emma d’Este 1801–1866 | Augusta Emma d’Este 1801–1866         | Augusta Emma d’Este 1801–1866         | Augusta Emma d’Este 1801–1866         | Augusta Emma d’Este 1801–1866         |                                       |                                       | Thomas Wilde 1782–1855 baron Turo                  | Thomas Wilde 1782–1855 baron Turo                  | Thomas Wilde 1782–1855 baron Turo                       | Thomas Wilde 1782–1855 baron Turo                       | Thomas Wilde 1782–1855 baron Turo                       | Thomas Wilde 1782–1855 baron Turo                       |                                                         |                                                         | Jerzy Hanowerski 1819–1904 książę Cambridge | Jerzy Hanowerski 1819–1904 książę Cambridge | Jerzy Hanowerski 1819–1904 książę Cambridge | Jerzy Hanowerski 1819–1904 książę Cambridge | Jerzy Hanowerski 1819–1904 książę Cambridge | Jerzy Hanowerski 1819–1904 książę Cambridge |                           |                           | Sara Fairbrother 1816–1890                  | Sara Fairbrother 1816–1890                  | Sara Fairbrother 1816–1890                  | Sara Fairbrother 1816–1890                  | Sara Fairbrother 1816–1890                  | Sara Fairbrother 1816–1890                  |                            |                            | Augusta Hanowerska 1822–1916       | Augusta Hanowerska 1822–1916       | Augusta Hanowerska 1822–1916       | Augusta Hanowerska 1822–1916       | Augusta Hanowerska 1822–1916       | Augusta Hanowerska 1822–1916       |                               |                               | Fryderyk Wilhelm 1819–1904 wielki książę Meklemburgii | Fryderyk Wilhelm 1819–1904 wielki książę Meklemburgii | Fryderyk Wilhelm 1819–1904 wielki książę Meklemburgii | Fryderyk Wilhelm 1819–1904 wielki książę Meklemburgii | Fryderyk Wilhelm 1819–1904 wielki książę Meklemburgii | Fryderyk Wilhelm 1819–1904 wielki książę Meklemburgii |                            |                            | Maria Adelajda Hanowerska 1833–1897                     | Maria Adelajda Hanowerska 1833–1897                     | Maria Adelajda Hanowerska 1833–1897                      | Maria Adelajda Hanowerska 1833–1897                      | Maria Adelajda Hanowerska 1833–1897                      | Maria Adelajda Hanowerska 1833–1897                      |                                                          |                                                          | Franciszek Teck 1837–1900 książę von Teck | Franciszek Teck 1837–1900 książę von Teck | Franciszek Teck 1837–1900 książę von Teck | Franciszek Teck 1837–1900 książę von Teck | Franciszek Teck 1837–1900 książę von Teck | Franciszek Teck 1837–1900 książę von Teck |  |  |
|                                                               |                                                               |                                                               |                                                               |                                                               |                                                               |                                                     |                                                     |                                                      |                                                      |                                                                    |                                                                    |                                                                    |                                                                    |                                                                    |                                                                    |                                                   |                                                   |                                                       |                                                       |                                                       |                                                       |                                                       |                                                       |                                                                 |                                                                 |                                                                 |                                                                 |                                                                 |                                                                 |                                      |                                      |                                                             |                                                             |                                                             |                                                             |                                                             |                                                             |                                                 |                                                 |                                             |                                             |                                             |                                             |                                                       |                                                       |                                                       |                                                       |                                                       |                                                       |                                                       |                                                       |                                                               |                                                               |                                                               |                                                               |                                                               |                                                               |                                                       |                                                       |                                                       |                                                       |                                            |                                            |                                                 |                                                 |                                                        |                                                        |                                                        |                                                        |                                                        |                                                        |                                                         |                                                         |                                                         |                                                         |                                                         |                                                         |                                    |                                    |                                           |                                           |                                           |                                           |                                                        |                                                        |                                                        |                                                        |                                                        |                                                        |                                                      |                                                      |                                                      |                                                      |                                       |                                       |                               |                               |                                       |                                       |                                       |                                       |                                       |                                       |                                                    |                                                    |                                                         |                                                         |                                                         |                                                         |                                                         |                                                         |                                             |                                             |                                             |                                             |                                             |                                             |                           |                           |                                             |                                             |                                             |                                             |                                             |                                             |                            |                            |                                    |                                    |                                    |                                    |                                    |                                    |                               |                               |                                                       |                                                       |                                                       |                                                       |                                                       |                                                       |                            |                            |                                                         |                                                         |                                                          |                                                          |                                                          |                                                          |                                                          |                                                          |                                           |                                           |                                           |                                           |                                           |                                           |  |  |
|                                                               |                                                               |                                                               |                                                               |                                                               |                                                               |                                                     |                                                     |                                                      |                                                      |                                                                    |                                                                    |                                                                    |                                                                    |                                                                    |                                                                    |                                                   |                                                   |                                                       |                                                       | Jerzy V Hanowerski 1819–1878 król Hanoweru            | Jerzy V Hanowerski 1819–1878 król Hanoweru            | Jerzy V Hanowerski 1819–1878 król Hanoweru            | Jerzy V Hanowerski 1819–1878 król Hanoweru            | Jerzy V Hanowerski 1819–1878 król Hanoweru                      | Jerzy V Hanowerski 1819–1878 król Hanoweru                      |                                                                 |                                                                 | Maria z Saksonii-Altenburg 1818–1907                            | Maria z Saksonii-Altenburg 1818–1907                            | Maria z Saksonii-Altenburg 1818–1907 | Maria z Saksonii-Altenburg 1818–1907 | Maria z Saksonii-Altenburg 1818–1907                        | Maria z Saksonii-Altenburg 1818–1907                        |                                                             |                                                             |                                                             |                                                             |                                                 |                                                 |                                             |                                             |                                             |                                             |                                                       |                                                       |                                                       |                                                       |                                                       |                                                       |                                                       |                                                       |                                                               |                                                               |                                                               |                                                               |                                                               |                                                               |                                                       |                                                       |                                                       |                                                       |                                            |                                            |                                                 |                                                 |                                                        |                                                        |                                                        |                                                        |                                                        |                                                        |                                                         |                                                         |                                                         |                                                         | Dynastia z Saksonii-Coburg-Gotha                        | Dynastia z Saksonii-Coburg-Gotha                        | Dynastia z Saksonii-Coburg-Gotha   | Dynastia z Saksonii-Coburg-Gotha   | Dynastia z Saksonii-Coburg-Gotha          | Dynastia z Saksonii-Coburg-Gotha          |                                           |                                           |                                                        |                                                        |                                                        |                                                        |                                                        |                                                        |                                                      |                                                      |                                                      |                                                      |                                       |                                       |                               |                               |                                       |                                       |                                       |                                       |                                       |                                       |                                                    |                                                    |                                                         |                                                         |                                                         |                                                         |                                                         |                                                         |                                             |                                             |                                             |                                             |                                             |                                             |                           |                           |                                             |                                             |                                             |                                             |                                             |                                             |                            |                            |                                    |                                    |                                    |                                    |                                    |                                    |                               |                               |                                                       |                                                       |                                                       |                                                       |                                                       |                                                       |                            |                            |                                                         |                                                         |                                                          |                                                          |                                                          |                                                          |                                                          |                                                          |                                           |                                           |                                           |                                           |                                           |                                           |  |  |
|                                                               |                                                               |                                                               |                                                               |                                                               |                                                               |                                                     |                                                     |                                                      |                                                      |                                                                    |                                                                    |                                                                    |                                                                    |                                                                    |                                                                    |                                                   |                                                   |                                                       |                                                       | Jerzy V Hanowerski 1819–1878 król Hanoweru            | Jerzy V Hanowerski 1819–1878 król Hanoweru            | Jerzy V Hanowerski 1819–1878 król Hanoweru            | Jerzy V Hanowerski 1819–1878 król Hanoweru            | Jerzy V Hanowerski 1819–1878 król Hanoweru                      | Jerzy V Hanowerski 1819–1878 król Hanoweru                      |                                                                 |                                                                 | Maria z Saksonii-Altenburg 1818–1907                            | Maria z Saksonii-Altenburg 1818–1907                            | Maria z Saksonii-Altenburg 1818–1907 | Maria z Saksonii-Altenburg 1818–1907 | Maria z Saksonii-Altenburg 1818–1907                        | Maria z Saksonii-Altenburg 1818–1907                        |                                                             |                                                             |                                                             |                                                             |                                                 |                                                 |                                             |                                             |                                             |                                             |                                                       |                                                       |                                                       |                                                       |                                                       |                                                       |                                                       |                                                       |                                                               |                                                               |                                                               |                                                               |                                                               |                                                               |                                                       |                                                       |                                                       |                                                       |                                            |                                            |                                                 |                                                 |                                                        |                                                        |                                                        |                                                        |                                                        |                                                        |                                                         |                                                         |                                                         |                                                         | Dynastia z Saksonii-Coburg-Gotha                        | Dynastia z Saksonii-Coburg-Gotha                        | Dynastia z Saksonii-Coburg-Gotha   | Dynastia z Saksonii-Coburg-Gotha   | Dynastia z Saksonii-Coburg-Gotha          | Dynastia z Saksonii-Coburg-Gotha          |                                           |                                           |                                                        |                                                        |                                                        |                                                        |                                                        |                                                        |                                                      |                                                      |                                                      |                                                      |                                       |                                       |                               |                               |                                       |                                       |                                       |                                       |                                       |                                       |                                                    |                                                    |                                                         |                                                         |                                                         |                                                         |                                                         |                                                         |                                             |                                             |                                             |                                             |                                             |                                             |                           |                           |                                             |                                             |                                             |                                             |                                             |                                             |                            |                            |                                    |                                    |                                    |                                    |                                    |                                    |                               |                               |                                                       |                                                       |                                                       |                                                       |                                                       |                                                       |                            |                            |                                                         |                                                         |                                                          |                                                          |                                                          |                                                          |                                                          |                                                          |                                           |                                           |                                           |                                           |                                           |                                           |  |  |
|                                                               |                                                               |                                                               |                                                               |                                                               |                                                               |                                                     |                                                     |                                                      |                                                      |                                                                    |                                                                    |                                                                    |                                                                    |                                                                    |                                                                    |                                                   |                                                   |                                                       |                                                       |                                                       |                                                       |                                                       |                                                       |                                                                 |                                                                 |                                                                 |                                                                 |                                                                 |                                                                 |                                      |                                      |                                                             |                                                             |                                                             |                                                             |                                                             |                                                             |                                                 |                                                 |                                             |                                             |                                             |                                             |                                                       |                                                       |                                                       |                                                       |                                                       |                                                       |                                                       |                                                       |                                                               |                                                               |                                                               |                                                               |                                                               |                                                               |                                                       |                                                       |                                                       |                                                       |                                            |                                            |                                                 |                                                 |                                                        |                                                        |                                                        |                                                        |                                                        |                                                        |                                                         |                                                         |                                                         |                                                         |                                                         |                                                         |                                    |                                    |                                           |                                           |                                           |                                           |                                                        |                                                        |                                                        |                                                        |                                                        |                                                        |                                                      |                                                      |                                                      |                                                      |                                       |                                       |                               |                               |                                       |                                       |                                       |                                       |                                       |                                       |                                                    |                                                    |                                                         |                                                         |                                                         |                                                         |                                                         |                                                         |                                             |                                             |                                             |                                             |                                             |                                             |                           |                           |                                             |                                             |                                             |                                             |                                             |                                             |                            |                            |                                    |                                    |                                    |                                    |                                    |                                    |                               |                               |                                                       |                                                       |                                                       |                                                       |                                                       |                                                       |                            |                            |                                                         |                                                         |                                                          |                                                          |                                                          |                                                          |                                                          |                                                          |                                           |                                           |                                           |                                           |                                           |                                           |  |  |
|                                                               |                                                               |                                                               |                                                               |                                                               |                                                               |                                                     |                                                     |                                                      |                                                      |                                                                    |                                                                    |                                                                    |                                                                    |                                                                    |                                                                    |                                                   |                                                   |                                                       |                                                       |                                                       |                                                       |                                                       |                                                       |                                                                 |                                                                 |                                                                 |                                                                 |                                                                 |                                                                 |                                      |                                      |                                                             |                                                             |                                                             |                                                             |                                                             |                                                             |                                                 |                                                 |                                             |                                             |                                             |                                             |                                                       |                                                       |                                                       |                                                       |                                                       |                                                       |                                                       |                                                       |                                                               |                                                               |                                                               |                                                               |                                                               |                                                               |                                                       |                                                       |                                                       |                                                       |                                            |                                            |                                                 |                                                 |                                                        |                                                        |                                                        |                                                        |                                                        |                                                        |                                                         |                                                         |                                                         |                                                         |                                                         |                                                         |                                    |                                    |                                           |                                           |                                           |                                           |                                                        |                                                        |                                                        |                                                        |                                                        |                                                        |                                                      |                                                      |                                                      |                                                      |                                       |                                       |                               |                               |                                       |                                       |                                       |                                       |                                       |                                       |                                                    |                                                    |                                                         |                                                         |                                                         |                                                         |                                                         |                                                         |                                             |                                             |                                             |                                             |                                             |                                             |                           |                           |                                             |                                             |                                             |                                             |                                             |                                             |                            |                            |                                    |                                    |                                    |                                    |                                    |                                    |                               |                               |                                                       |                                                       |                                                       |                                                       |                                                       |                                                       |                            |                            |                                                         |                                                         |                                                          |                                                          |                                                          |                                                          |                                                          |                                                          |                                           |                                           |                                           |                                           |                                           |                                           |  |  |
|                                                               |                                                               |                                                               |                                                               |                                                               |                                                               |                                                     |                                                     | Ernest August 1845–1923                              | Ernest August 1845–1923                              | Ernest August 1845–1923                                            | Ernest August 1845–1923                                            | Ernest August 1845–1923                                            | Ernest August 1845–1923                                            |                                                                    |                                                                    | Thyra Duńska 1853–1933                            | Thyra Duńska 1853–1933                            | Thyra Duńska 1853–1933                                | Thyra Duńska 1853–1933                                | Thyra Duńska 1853–1933                                | Thyra Duńska 1853–1933                                |                                                       |                                                       | Fryderyka Hanowerska 1848–1926                                  | Fryderyka Hanowerska 1848–1926                                  | Fryderyka Hanowerska 1848–1926                                  | Fryderyka Hanowerska 1848–1926                                  | Fryderyka Hanowerska 1848–1926                                  | Fryderyka Hanowerska 1848–1926                                  |                                      |                                      | Alfons 1843–1932 baron von Pawel-Rammingen                  | Alfons 1843–1932 baron von Pawel-Rammingen                  | Alfons 1843–1932 baron von Pawel-Rammingen                  | Alfons 1843–1932 baron von Pawel-Rammingen                  | Alfons 1843–1932 baron von Pawel-Rammingen                  | Alfons 1843–1932 baron von Pawel-Rammingen                  |                                                 |                                                 | Maria Hanowerska 1849–1904                  | Maria Hanowerska 1849–1904                  | Maria Hanowerska 1849–1904                  | Maria Hanowerska 1849–1904                  | Maria Hanowerska 1849–1904                            | Maria Hanowerska 1849–1904                            |                                                       |                                                       |                                                       |                                                       |                                                       |                                                       |                                                               |                                                               |                                                               |                                                               |                                                               |                                                               |                                                       |                                                       |                                                       |                                                       |                                            |                                            |                                                 |                                                 |                                                        |                                                        |                                                        |                                                        |                                                        |                                                        |                                                         |                                                         |                                                         |                                                         |                                                         |                                                         |                                    |                                    |                                           |                                           |                                           |                                           |                                                        |                                                        |                                                        |                                                        |                                                        |                                                        |                                                      |                                                      |                                                      |                                                      |                                       |                                       |                               |                               |                                       |                                       |                                       |                                       |                                       |                                       |                                                    |                                                    |                                                         |                                                         |                                                         |                                                         |                                                         |                                                         |                                             |                                             |                                             |                                             |                                             |                                             |                           |                           |                                             |                                             |                                             |                                             |                                             |                                             |                            |                            |                                    |                                    |                                    |                                    |                                    |                                    |                               |                               |                                                       |                                                       |                                                       |                                                       |                                                       |                                                       |                            |                            |                                                         |                                                         |                                                          |                                                          |                                                          |                                                          |                                                          |                                                          |                                           |                                           |                                           |                                           |                                           |                                           |  |  |
|                                                               |                                                               |                                                               |                                                               |                                                               |                                                               |                                                     |                                                     | Ernest August 1845–1923                              | Ernest August 1845–1923                              | Ernest August 1845–1923                                            | Ernest August 1845–1923                                            | Ernest August 1845–1923                                            | Ernest August 1845–1923                                            |                                                                    |                                                                    | Thyra Duńska 1853–1933                            | Thyra Duńska 1853–1933                            | Thyra Duńska 1853–1933                                | Thyra Duńska 1853–1933                                | Thyra Duńska 1853–1933                                | Thyra Duńska 1853–1933                                |                                                       |                                                       | Fryderyka Hanowerska 1848–1926                                  | Fryderyka Hanowerska 1848–1926                                  | Fryderyka Hanowerska 1848–1926                                  | Fryderyka Hanowerska 1848–1926                                  | Fryderyka Hanowerska 1848–1926                                  | Fryderyka Hanowerska 1848–1926                                  |                                      |                                      | Alfons 1843–1932 baron von Pawel-Rammingen                  | Alfons 1843–1932 baron von Pawel-Rammingen                  | Alfons 1843–1932 baron von Pawel-Rammingen                  | Alfons 1843–1932 baron von Pawel-Rammingen                  | Alfons 1843–1932 baron von Pawel-Rammingen                  | Alfons 1843–1932 baron von Pawel-Rammingen                  |                                                 |                                                 | Maria Hanowerska 1849–1904                  | Maria Hanowerska 1849–1904                  | Maria Hanowerska 1849–1904                  | Maria Hanowerska 1849–1904                  | Maria Hanowerska 1849–1904                            | Maria Hanowerska 1849–1904                            |                                                       |                                                       |                                                       |                                                       |                                                       |                                                       |                                                               |                                                               |                                                               |                                                               |                                                               |                                                               |                                                       |                                                       |                                                       |                                                       |                                            |                                            |                                                 |                                                 |                                                        |                                                        |                                                        |                                                        |                                                        |                                                        |                                                         |                                                         |                                                         |                                                         |                                                         |                                                         |                                    |                                    |                                           |                                           |                                           |                                           |                                                        |                                                        |                                                        |                                                        |                                                        |                                                        |                                                      |                                                      |                                                      |                                                      |                                       |                                       |                               |                               |                                       |                                       |                                       |                                       |                                       |                                       |                                                    |                                                    |                                                         |                                                         |                                                         |                                                         |                                                         |                                                         |                                             |                                             |                                             |                                             |                                             |                                             |                           |                           |                                             |                                             |                                             |                                             |                                             |                                             |                            |                            |                                    |                                    |                                    |                                    |                                    |                                    |                               |                               |                                                       |                                                       |                                                       |                                                       |                                                       |                                                       |                            |                            |                                                         |                                                         |                                                          |                                                          |                                                          |                                                          |                                                          |                                                          |                                           |                                           |                                           |                                           |                                           |                                           |  |  |
|                                                               |                                                               |                                                               |                                                               |                                                               |                                                               |                                                     |                                                     |                                                      |                                                      |                                                                    |                                                                    |                                                                    |                                                                    |                                                                    |                                                                    |                                                   |                                                   |                                                       |                                                       |                                                       |                                                       |                                                       |                                                       |                                                                 |                                                                 |                                                                 |                                                                 |                                                                 |                                                                 |                                      |                                      |                                                             |                                                             |                                                             |                                                             |                                                             |                                                             |                                                 |                                                 |                                             |                                             |                                             |                                             |                                                       |                                                       |                                                       |                                                       |                                                       |                                                       |                                                       |                                                       |                                                               |                                                               |                                                               |                                                               |                                                               |                                                               |                                                       |                                                       |                                                       |                                                       |                                            |                                            |                                                 |                                                 |                                                        |                                                        |                                                        |                                                        |                                                        |                                                        |                                                         |                                                         |                                                         |                                                         |                                                         |                                                         |                                    |                                    |                                           |                                           |                                           |                                           |                                                        |                                                        |                                                        |                                                        |                                                        |                                                        |                                                      |                                                      |                                                      |                                                      |                                       |                                       |                               |                               |                                       |                                       |                                       |                                       |                                       |                                       |                                                    |                                                    |                                                         |                                                         |                                                         |                                                         |                                                         |                                                         |                                             |                                             |                                             |                                             |                                             |                                             |                           |                           |                                             |                                             |                                             |                                             |                                             |                                             |                            |                            |                                    |                                    |                                    |                                    |                                    |                                    |                               |                               |                                                       |                                                       |                                                       |                                                       |                                                       |                                                       |                            |                            |                                                         |                                                         |                                                          |                                                          |                                                          |                                                          |                                                          |                                                          |                                           |                                           |                                           |                                           |                                           |                                           |  |  |
|                                                               |                                                               |                                                               |                                                               |                                                               |                                                               |                                                     |                                                     |                                                      |                                                      |                                                                    |                                                                    |                                                                    |                                                                    |                                                                    |                                                                    |                                                   |                                                   |                                                       |                                                       |                                                       |                                                       |                                                       |                                                       |                                                                 |                                                                 |                                                                 |                                                                 |                                                                 |                                                                 |                                      |                                      |                                                             |                                                             |                                                             |                                                             |                                                             |                                                             |                                                 |                                                 |                                             |                                             |                                             |                                             |                                                       |                                                       |                                                       |                                                       |                                                       |                                                       |                                                       |                                                       |                                                               |                                                               |                                                               |                                                               |                                                               |                                                               |                                                       |                                                       |                                                       |                                                       |                                            |                                            |                                                 |                                                 |                                                        |                                                        |                                                        |                                                        |                                                        |                                                        |                                                         |                                                         |                                                         |                                                         |                                                         |                                                         |                                    |                                    |                                           |                                           |                                           |                                           |                                                        |                                                        |                                                        |                                                        |                                                        |                                                        |                                                      |                                                      |                                                      |                                                      |                                       |                                       |                               |                               |                                       |                                       |                                       |                                       |                                       |                                       |                                                    |                                                    |                                                         |                                                         |                                                         |                                                         |                                                         |                                                         |                                             |                                             |                                             |                                             |                                             |                                             |                           |                           |                                             |                                             |                                             |                                             |                                             |                                             |                            |                            |                                    |                                    |                                    |                                    |                                    |                                    |                               |                               |                                                       |                                                       |                                                       |                                                       |                                                       |                                                       |                            |                            |                                                         |                                                         |                                                          |                                                          |                                                          |                                                          |                                                          |                                                          |                                           |                                           |                                           |                                           |                                           |                                           |  |  |
| Maria Ludwika Hanowerska 1879–1948                            | Maria Ludwika Hanowerska 1879–1948                            | Maria Ludwika Hanowerska 1879–1948                            | Maria Ludwika Hanowerska 1879–1948                            | Maria Ludwika Hanowerska 1879–1948                            | Maria Ludwika Hanowerska 1879–1948                            |                                                     |                                                     | Maksymilian Badeński 1867–1929 kanclerz Rzeszy       | Maksymilian Badeński 1867–1929 kanclerz Rzeszy       | Maksymilian Badeński 1867–1929 kanclerz Rzeszy                     | Maksymilian Badeński 1867–1929 kanclerz Rzeszy                     | Maksymilian Badeński 1867–1929 kanclerz Rzeszy                     | Maksymilian Badeński 1867–1929 kanclerz Rzeszy                     |                                                                    |                                                                    | Jerzy Wilhelm Hanowerski 1880–1912                | Jerzy Wilhelm Hanowerski 1880–1912                | Jerzy Wilhelm Hanowerski 1880–1912                    | Jerzy Wilhelm Hanowerski 1880–1912                    | Jerzy Wilhelm Hanowerski 1880–1912                    | Jerzy Wilhelm Hanowerski 1880–1912                    |                                                       |                                                       | Aleksandra Hanowerska 1882–1963                                 | Aleksandra Hanowerska 1882–1963                                 | Aleksandra Hanowerska 1882–1963                                 | Aleksandra Hanowerska 1882–1963                                 | Aleksandra Hanowerska 1882–1963                                 | Aleksandra Hanowerska 1882–1963                                 |                                      |                                      | Fryderyk Franciszek IV 1882–1945 wielki książę Meklemburgii | Fryderyk Franciszek IV 1882–1945 wielki książę Meklemburgii | Fryderyk Franciszek IV 1882–1945 wielki książę Meklemburgii | Fryderyk Franciszek IV 1882–1945 wielki książę Meklemburgii | Fryderyk Franciszek IV 1882–1945 wielki książę Meklemburgii | Fryderyk Franciszek IV 1882–1945 wielki książę Meklemburgii |                                                 |                                                 | Olga Hanowerska 1884–1958                   | Olga Hanowerska 1884–1958                   | Olga Hanowerska 1884–1958                   | Olga Hanowerska 1884–1958                   | Olga Hanowerska 1884–1958                             | Olga Hanowerska 1884–1958                             |                                                       |                                                       | Chrystian Hanowerski 1885–1901                        | Chrystian Hanowerski 1885–1901                        | Chrystian Hanowerski 1885–1901                        | Chrystian Hanowerski 1885–1901                        | Chrystian Hanowerski 1885–1901                                | Chrystian Hanowerski 1885–1901                                |                                                               |                                                               | Ernest August Hanowerski 1887–1953 książę Brunszwiku          | Ernest August Hanowerski 1887–1953 książę Brunszwiku          | Ernest August Hanowerski 1887–1953 książę Brunszwiku  | Ernest August Hanowerski 1887–1953 książę Brunszwiku  | Ernest August Hanowerski 1887–1953 książę Brunszwiku  | Ernest August Hanowerski 1887–1953 książę Brunszwiku  |                                            |                                            | Wiktoria Luiza Pruska 1892–1980                 | Wiktoria Luiza Pruska 1892–1980                 | Wiktoria Luiza Pruska 1892–1980                        | Wiktoria Luiza Pruska 1892–1980                        | Wiktoria Luiza Pruska 1892–1980                        | Wiktoria Luiza Pruska 1892–1980                        |                                                        |                                                        |                                                         |                                                         |                                                         |                                                         |                                                         |                                                         |                                    |                                    |                                           |                                           |                                           |                                           |                                                        |                                                        |                                                        |                                                        |                                                        |                                                        |                                                      |                                                      |                                                      |                                                      |                                       |                                       |                               |                               |                                       |                                       |                                       |                                       |                                       |                                       |                                                    |                                                    |                                                         |                                                         |                                                         |                                                         |                                                         |                                                         |                                             |                                             |                                             |                                             |                                             |                                             |                           |                           |                                             |                                             |                                             |                                             |                                             |                                             |                            |                            |                                    |                                    |                                    |                                    |                                    |                                    |                               |                               |                                                       |                                                       |                                                       |                                                       |                                                       |                                                       |                            |                            |                                                         |                                                         |                                                          |                                                          |                                                          |                                                          |                                                          |                                                          |                                           |                                           |                                           |                                           |                                           |                                           |  |  |
| Maria Ludwika Hanowerska 1879–1948                            | Maria Ludwika Hanowerska 1879–1948                            | Maria Ludwika Hanowerska 1879–1948                            | Maria Ludwika Hanowerska 1879–1948                            | Maria Ludwika Hanowerska 1879–1948                            | Maria Ludwika Hanowerska 1879–1948                            |                                                     |                                                     | Maksymilian Badeński 1867–1929 kanclerz Rzeszy       | Maksymilian Badeński 1867–1929 kanclerz Rzeszy       | Maksymilian Badeński 1867–1929 kanclerz Rzeszy                     | Maksymilian Badeński 1867–1929 kanclerz Rzeszy                     | Maksymilian Badeński 1867–1929 kanclerz Rzeszy                     | Maksymilian Badeński 1867–1929 kanclerz Rzeszy                     |                                                                    |                                                                    | Jerzy Wilhelm Hanowerski 1880–1912                | Jerzy Wilhelm Hanowerski 1880–1912                | Jerzy Wilhelm Hanowerski 1880–1912                    | Jerzy Wilhelm Hanowerski 1880–1912                    | Jerzy Wilhelm Hanowerski 1880–1912                    | Jerzy Wilhelm Hanowerski 1880–1912                    |                                                       |                                                       | Aleksandra Hanowerska 1882–1963                                 | Aleksandra Hanowerska 1882–1963                                 | Aleksandra Hanowerska 1882–1963                                 | Aleksandra Hanowerska 1882–1963                                 | Aleksandra Hanowerska 1882–1963                                 | Aleksandra Hanowerska 1882–1963                                 |                                      |                                      | Fryderyk Franciszek IV 1882–1945 wielki książę Meklemburgii | Fryderyk Franciszek IV 1882–1945 wielki książę Meklemburgii | Fryderyk Franciszek IV 1882–1945 wielki książę Meklemburgii | Fryderyk Franciszek IV 1882–1945 wielki książę Meklemburgii | Fryderyk Franciszek IV 1882–1945 wielki książę Meklemburgii | Fryderyk Franciszek IV 1882–1945 wielki książę Meklemburgii |                                                 |                                                 | Olga Hanowerska 1884–1958                   | Olga Hanowerska 1884–1958                   | Olga Hanowerska 1884–1958                   | Olga Hanowerska 1884–1958                   | Olga Hanowerska 1884–1958                             | Olga Hanowerska 1884–1958                             |                                                       |                                                       | Chrystian Hanowerski 1885–1901                        | Chrystian Hanowerski 1885–1901                        | Chrystian Hanowerski 1885–1901                        | Chrystian Hanowerski 1885–1901                        | Chrystian Hanowerski 1885–1901                                | Chrystian Hanowerski 1885–1901                                |                                                               |                                                               | Ernest August Hanowerski 1887–1953 książę Brunszwiku          | Ernest August Hanowerski 1887–1953 książę Brunszwiku          | Ernest August Hanowerski 1887–1953 książę Brunszwiku  | Ernest August Hanowerski 1887–1953 książę Brunszwiku  | Ernest August Hanowerski 1887–1953 książę Brunszwiku  | Ernest August Hanowerski 1887–1953 książę Brunszwiku  |                                            |                                            | Wiktoria Luiza Pruska 1892–1980                 | Wiktoria Luiza Pruska 1892–1980                 | Wiktoria Luiza Pruska 1892–1980                        | Wiktoria Luiza Pruska 1892–1980                        | Wiktoria Luiza Pruska 1892–1980                        | Wiktoria Luiza Pruska 1892–1980                        |                                                        |                                                        |                                                         |                                                         |                                                         |                                                         |                                                         |                                                         |                                    |                                    |                                           |                                           |                                           |                                           |                                                        |                                                        |                                                        |                                                        |                                                        |                                                        |                                                      |                                                      |                                                      |                                                      |                                       |                                       |                               |                               |                                       |                                       |                                       |                                       |                                       |                                       |                                                    |                                                    |                                                         |                                                         |                                                         |                                                         |                                                         |                                                         |                                             |                                             |                                             |                                             |                                             |                                             |                           |                           |                                             |                                             |                                             |                                             |                                             |                                             |                            |                            |                                    |                                    |                                    |                                    |                                    |                                    |                               |                               |                                                       |                                                       |                                                       |                                                       |                                                       |                                                       |                            |                            |                                                         |                                                         |                                                          |                                                          |                                                          |                                                          |                                                          |                                                          |                                           |                                           |                                           |                                           |                                           |                                           |  |  |
|                                                               |                                                               |                                                               |                                                               |                                                               |                                                               |                                                     |                                                     |                                                      |                                                      |                                                                    |                                                                    |                                                                    |                                                                    |                                                                    |                                                                    |                                                   |                                                   |                                                       |                                                       |                                                       |                                                       |                                                       |                                                       |                                                                 |                                                                 |                                                                 |                                                                 |                                                                 |                                                                 |                                      |                                      |                                                             |                                                             |                                                             |                                                             |                                                             |                                                             |                                                 |                                                 |                                             |                                             |                                             |                                             |                                                       |                                                       |                                                       |                                                       |                                                       |                                                       |                                                       |                                                       |                                                               |                                                               |                                                               |                                                               |                                                               |                                                               |                                                       |                                                       |                                                       |                                                       |                                            |                                            |                                                 |                                                 |                                                        |                                                        |                                                        |                                                        |                                                        |                                                        |                                                         |                                                         |                                                         |                                                         |                                                         |                                                         |                                    |                                    |                                           |                                           |                                           |                                           |                                                        |                                                        |                                                        |                                                        |                                                        |                                                        |                                                      |                                                      |                                                      |                                                      |                                       |                                       |                               |                               |                                       |                                       |                                       |                                       |                                       |                                       |                                                    |                                                    |                                                         |                                                         |                                                         |                                                         |                                                         |                                                         |                                             |                                             |                                             |                                             |                                             |                                             |                           |                           |                                             |                                             |                                             |                                             |                                             |                                             |                            |                            |                                    |                                    |                                    |                                    |                                    |                                    |                               |                               |                                                       |                                                       |                                                       |                                                       |                                                       |                                                       |                            |                            |                                                         |                                                         |                                                          |                                                          |                                                          |                                                          |                                                          |                                                          |                                           |                                           |                                           |                                           |                                           |                                           |  |  |
|                                                               |                                                               |                                                               |                                                               |                                                               |                                                               |                                                     |                                                     |                                                      |                                                      |                                                                    |                                                                    |                                                                    |                                                                    |                                                                    |                                                                    |                                                   |                                                   |                                                       |                                                       |                                                       |                                                       |                                                       |                                                       |                                                                 |                                                                 |                                                                 |                                                                 |                                                                 |                                                                 |                                      |                                      |                                                             |                                                             |                                                             |                                                             |                                                             |                                                             |                                                 |                                                 |                                             |                                             |                                             |                                             |                                                       |                                                       |                                                       |                                                       |                                                       |                                                       |                                                       |                                                       |                                                               |                                                               |                                                               |                                                               |                                                               |                                                               |                                                       |                                                       |                                                       |                                                       |                                            |                                            |                                                 |                                                 |                                                        |                                                        |                                                        |                                                        |                                                        |                                                        |                                                         |                                                         |                                                         |                                                         |                                                         |                                                         |                                    |                                    |                                           |                                           |                                           |                                           |                                                        |                                                        |                                                        |                                                        |                                                        |                                                        |                                                      |                                                      |                                                      |                                                      |                                       |                                       |                               |                               |                                       |                                       |                                       |                                       |                                       |                                       |                                                    |                                                    |                                                         |                                                         |                                                         |                                                         |                                                         |                                                         |                                             |                                             |                                             |                                             |                                             |                                             |                           |                           |                                             |                                             |                                             |                                             |                                             |                                             |                            |                            |                                    |                                    |                                    |                                    |                                    |                                    |                               |                               |                                                       |                                                       |                                                       |                                                       |                                                       |                                                       |                            |                            |                                                         |                                                         |                                                          |                                                          |                                                          |                                                          |                                                          |                                                          |                                           |                                           |                                           |                                           |                                           |                                           |  |  |
| Ortrud ze Szlezwika-Holsztynu-Sonderburg-Glücksburg 1925–1980 | Ortrud ze Szlezwika-Holsztynu-Sonderburg-Glücksburg 1925–1980 | Ortrud ze Szlezwika-Holsztynu-Sonderburg-Glücksburg 1925–1980 | Ortrud ze Szlezwika-Holsztynu-Sonderburg-Glücksburg 1925–1980 | Ortrud ze Szlezwika-Holsztynu-Sonderburg-Glücksburg 1925–1980 | Ortrud ze Szlezwika-Holsztynu-Sonderburg-Glücksburg 1925–1980 |                                                     |                                                     | Ernest August Hanowerski 1914–1987                   | Ernest August Hanowerski 1914–1987                   | Ernest August Hanowerski 1914–1987                                 | Ernest August Hanowerski 1914–1987                                 | Ernest August Hanowerski 1914–1987                                 | Ernest August Hanowerski 1914–1987                                 |                                                                    |                                                                    | Monika Solms-Laubach ur. 1929                     | Monika Solms-Laubach ur. 1929                     | Monika Solms-Laubach ur. 1929                         | Monika Solms-Laubach ur. 1929                         | Monika Solms-Laubach ur. 1929                         | Monika Solms-Laubach ur. 1929                         |                                                       |                                                       | Jerzy Wilhelm Hanowerski 1915–2006                              | Jerzy Wilhelm Hanowerski 1915–2006                              | Jerzy Wilhelm Hanowerski 1915–2006                              | Jerzy Wilhelm Hanowerski 1915–2006                              | Jerzy Wilhelm Hanowerski 1915–2006                              | Jerzy Wilhelm Hanowerski 1915–2006                              |                                      |                                      | Zofia Grecka 1914–2001                                      | Zofia Grecka 1914–2001                                      | Zofia Grecka 1914–2001                                      | Zofia Grecka 1914–2001                                      | Zofia Grecka 1914–2001                                      | Zofia Grecka 1914–2001                                      |                                                 |                                                 | Fryderyka Hanowerska 1917–1981              | Fryderyka Hanowerska 1917–1981              | Fryderyka Hanowerska 1917–1981              | Fryderyka Hanowerska 1917–1981              | Fryderyka Hanowerska 1917–1981                        | Fryderyka Hanowerska 1917–1981                        |                                                       |                                                       | Paweł I Grecki 1901–1964 król Grecji                  | Paweł I Grecki 1901–1964 król Grecji                  | Paweł I Grecki 1901–1964 król Grecji                  | Paweł I Grecki 1901–1964 król Grecji                  | Paweł I Grecki 1901–1964 król Grecji                          | Paweł I Grecki 1901–1964 król Grecji                          |                                                               |                                                               | Chrystian Hanowerski 1919–1981                                | Chrystian Hanowerski 1919–1981                                | Chrystian Hanowerski 1919–1981                        | Chrystian Hanowerski 1919–1981                        | Chrystian Hanowerski 1919–1981                        | Chrystian Hanowerski 1919–1981                        |                                            |                                            | Mireille Dutry ur. 1946                         | Mireille Dutry ur. 1946                         | Mireille Dutry ur. 1946                                | Mireille Dutry ur. 1946                                | Mireille Dutry ur. 1946                                | Mireille Dutry ur. 1946                                |                                                        |                                                        | Welf Henryk Hanowerski 1923–1997                        | Welf Henryk Hanowerski 1923–1997                        | Welf Henryk Hanowerski 1923–1997                        | Welf Henryk Hanowerski 1923–1997                        | Welf Henryk Hanowerski 1923–1997                        | Welf Henryk Hanowerski 1923–1997                        |                                    |                                    | Aleksandra Isenburg und Büdingen ur. 1937 | Aleksandra Isenburg und Büdingen ur. 1937 | Aleksandra Isenburg und Büdingen ur. 1937 | Aleksandra Isenburg und Büdingen ur. 1937 | Aleksandra Isenburg und Büdingen ur. 1937              | Aleksandra Isenburg und Büdingen ur. 1937              |                                                        |                                                        |                                                        |                                                        |                                                      |                                                      |                                                      |                                                      |                                       |                                       |                               |                               |                                       |                                       |                                       |                                       |                                       |                                       |                                                    |                                                    |                                                         |                                                         |                                                         |                                                         |                                                         |                                                         |                                             |                                             |                                             |                                             |                                             |                                             |                           |                           |                                             |                                             |                                             |                                             |                                             |                                             |                            |                            |                                    |                                    |                                    |                                    |                                    |                                    |                               |                               |                                                       |                                                       |                                                       |                                                       |                                                       |                                                       |                            |                            |                                                         |                                                         |                                                          |                                                          |                                                          |                                                          |                                                          |                                                          |                                           |                                           |                                           |                                           |                                           |                                           |  |  |
| Ortrud ze Szlezwika-Holsztynu-Sonderburg-Glücksburg 1925–1980 | Ortrud ze Szlezwika-Holsztynu-Sonderburg-Glücksburg 1925–1980 | Ortrud ze Szlezwika-Holsztynu-Sonderburg-Glücksburg 1925–1980 | Ortrud ze Szlezwika-Holsztynu-Sonderburg-Glücksburg 1925–1980 | Ortrud ze Szlezwika-Holsztynu-Sonderburg-Glücksburg 1925–1980 | Ortrud ze Szlezwika-Holsztynu-Sonderburg-Glücksburg 1925–1980 |                                                     |                                                     | Ernest August Hanowerski 1914–1987                   | Ernest August Hanowerski 1914–1987                   | Ernest August Hanowerski 1914–1987                                 | Ernest August Hanowerski 1914–1987                                 | Ernest August Hanowerski 1914–1987                                 | Ernest August Hanowerski 1914–1987                                 |                                                                    |                                                                    | Monika Solms-Laubach ur. 1929                     | Monika Solms-Laubach ur. 1929                     | Monika Solms-Laubach ur. 1929                         | Monika Solms-Laubach ur. 1929                         | Monika Solms-Laubach ur. 1929                         | Monika Solms-Laubach ur. 1929                         |                                                       |                                                       | Jerzy Wilhelm Hanowerski 1915–2006                              | Jerzy Wilhelm Hanowerski 1915–2006                              | Jerzy Wilhelm Hanowerski 1915–2006                              | Jerzy Wilhelm Hanowerski 1915–2006                              | Jerzy Wilhelm Hanowerski 1915–2006                              | Jerzy Wilhelm Hanowerski 1915–2006                              |                                      |                                      | Zofia Grecka 1914–2001                                      | Zofia Grecka 1914–2001                                      | Zofia Grecka 1914–2001                                      | Zofia Grecka 1914–2001                                      | Zofia Grecka 1914–2001                                      | Zofia Grecka 1914–2001                                      |                                                 |                                                 | Fryderyka Hanowerska 1917–1981              | Fryderyka Hanowerska 1917–1981              | Fryderyka Hanowerska 1917–1981              | Fryderyka Hanowerska 1917–1981              | Fryderyka Hanowerska 1917–1981                        | Fryderyka Hanowerska 1917–1981                        |                                                       |                                                       | Paweł I Grecki 1901–1964 król Grecji                  | Paweł I Grecki 1901–1964 król Grecji                  | Paweł I Grecki 1901–1964 król Grecji                  | Paweł I Grecki 1901–1964 król Grecji                  | Paweł I Grecki 1901–1964 król Grecji                          | Paweł I Grecki 1901–1964 król Grecji                          |                                                               |                                                               | Chrystian Hanowerski 1919–1981                                | Chrystian Hanowerski 1919–1981                                | Chrystian Hanowerski 1919–1981                        | Chrystian Hanowerski 1919–1981                        | Chrystian Hanowerski 1919–1981                        | Chrystian Hanowerski 1919–1981                        |                                            |                                            | Mireille Dutry ur. 1946                         | Mireille Dutry ur. 1946                         | Mireille Dutry ur. 1946                                | Mireille Dutry ur. 1946                                | Mireille Dutry ur. 1946                                | Mireille Dutry ur. 1946                                |                                                        |                                                        | Welf Henryk Hanowerski 1923–1997                        | Welf Henryk Hanowerski 1923–1997                        | Welf Henryk Hanowerski 1923–1997                        | Welf Henryk Hanowerski 1923–1997                        | Welf Henryk Hanowerski 1923–1997                        | Welf Henryk Hanowerski 1923–1997                        |                                    |                                    | Aleksandra Isenburg und Büdingen ur. 1937 | Aleksandra Isenburg und Büdingen ur. 1937 | Aleksandra Isenburg und Büdingen ur. 1937 | Aleksandra Isenburg und Büdingen ur. 1937 | Aleksandra Isenburg und Büdingen ur. 1937              | Aleksandra Isenburg und Büdingen ur. 1937              |                                                        |                                                        |                                                        |                                                        |                                                      |                                                      |                                                      |                                                      |                                       |                                       |                               |                               |                                       |                                       |                                       |                                       |                                       |                                       |                                                    |                                                    |                                                         |                                                         |                                                         |                                                         |                                                         |                                                         |                                             |                                             |                                             |                                             |                                             |                                             |                           |                           |                                             |                                             |                                             |                                             |                                             |                                             |                            |                            |                                    |                                    |                                    |                                    |                                    |                                    |                               |                               |                                                       |                                                       |                                                       |                                                       |                                                       |                                                       |                            |                            |                                                         |                                                         |                                                          |                                                          |                                                          |                                                          |                                                          |                                                          |                                           |                                           |                                           |                                           |                                           |                                           |  |  |
|                                                               |                                                               |                                                               |                                                               |                                                               |                                                               |                                                     |                                                     |                                                      |                                                      |                                                                    |                                                                    |                                                                    |                                                                    |                                                                    |                                                                    |                                                   |                                                   |                                                       |                                                       |                                                       |                                                       |                                                       |                                                       |                                                                 |                                                                 |                                                                 |                                                                 |                                                                 |                                                                 |                                      |                                      |                                                             |                                                             |                                                             |                                                             |                                                             |                                                             |                                                 |                                                 |                                             |                                             |                                             |                                             |                                                       |                                                       |                                                       |                                                       |                                                       |                                                       |                                                       |                                                       |                                                               |                                                               |                                                               |                                                               |                                                               |                                                               |                                                       |                                                       |                                                       |                                                       |                                            |                                            |                                                 |                                                 |                                                        |                                                        |                                                        |                                                        |                                                        |                                                        |                                                         |                                                         |                                                         |                                                         |                                                         |                                                         |                                    |                                    |                                           |                                           |                                           |                                           |                                                        |                                                        |                                                        |                                                        |                                                        |                                                        |                                                      |                                                      |                                                      |                                                      |                                       |                                       |                               |                               |                                       |                                       |                                       |                                       |                                       |                                       |                                                    |                                                    |                                                         |                                                         |                                                         |                                                         |                                                         |                                                         |                                             |                                             |                                             |                                             |                                             |                                             |                           |                           |                                             |                                             |                                             |                                             |                                             |                                             |                            |                            |                                    |                                    |                                    |                                    |                                    |                                    |                               |                               |                                                       |                                                       |                                                       |                                                       |                                                       |                                                       |                            |                            |                                                         |                                                         |                                                          |                                                          |                                                          |                                                          |                                                          |                                                          |                                           |                                           |                                           |                                           |                                           |                                           |  |  |
|                                                               |                                                               |                                                               |                                                               |                                                               |                                                               |                                                     |                                                     |                                                      |                                                      |                                                                    |                                                                    |                                                                    |                                                                    |                                                                    |                                                                    |                                                   |                                                   |                                                       |                                                       |                                                       |                                                       |                                                       |                                                       |                                                                 |                                                                 |                                                                 |                                                                 |                                                                 |                                                                 |                                      |                                      |                                                             |                                                             |                                                             |                                                             |                                                             |                                                             |                                                 |                                                 |                                             |                                             |                                             |                                             |                                                       |                                                       |                                                       |                                                       |                                                       |                                                       |                                                       |                                                       |                                                               |                                                               |                                                               |                                                               |                                                               |                                                               |                                                       |                                                       |                                                       |                                                       |                                            |                                            |                                                 |                                                 |                                                        |                                                        |                                                        |                                                        |                                                        |                                                        |                                                         |                                                         |                                                         |                                                         |                                                         |                                                         |                                    |                                    |                                           |                                           |                                           |                                           |                                                        |                                                        |                                                        |                                                        |                                                        |                                                        |                                                      |                                                      |                                                      |                                                      |                                       |                                       |                               |                               |                                       |                                       |                                       |                                       |                                       |                                       |                                                    |                                                    |                                                         |                                                         |                                                         |                                                         |                                                         |                                                         |                                             |                                             |                                             |                                             |                                             |                                             |                           |                           |                                             |                                             |                                             |                                             |                                             |                                             |                            |                            |                                    |                                    |                                    |                                    |                                    |                                    |                               |                               |                                                       |                                                       |                                                       |                                                       |                                                       |                                                       |                            |                            |                                                         |                                                         |                                                          |                                                          |                                                          |                                                          |                                                          |                                                          |                                           |                                           |                                           |                                           |                                           |                                           |  |  |
|                                                               |                                                               |                                                               |                                                               |                                                               |                                                               |                                                     |                                                     |                                                      |                                                      |                                                                    |                                                                    |                                                                    |                                                                    |                                                                    |                                                                    |                                                   |                                                   |                                                       |                                                       |                                                       |                                                       |                                                       |                                                       |                                                                 |                                                                 |                                                                 |                                                                 |                                                                 |                                                                 |                                      |                                      |                                                             |                                                             |                                                             |                                                             |                                                             |                                                             |                                                 |                                                 |                                             |                                             |                                             |                                             |                                                       |                                                       |                                                       |                                                       |                                                       |                                                       |                                                       |                                                       |                                                               |                                                               |                                                               |                                                               |                                                               |                                                               |                                                       |                                                       |                                                       |                                                       |                                            |                                            |                                                 |                                                 |                                                        |                                                        |                                                        |                                                        |                                                        |                                                        |                                                         |                                                         |                                                         |                                                         |                                                         |                                                         |                                    |                                    |                                           |                                           |                                           |                                           |                                                        |                                                        |                                                        |                                                        |                                                        |                                                        |                                                      |                                                      |                                                      |                                                      |                                       |                                       |                               |                               |                                       |                                       |                                       |                                       |                                       |                                       |                                                    |                                                    |                                                         |                                                         |                                                         |                                                         |                                                         |                                                         |                                             |                                             |                                             |                                             |                                             |                                             |                           |                           |                                             |                                             |                                             |                                             |                                             |                                             |                            |                            |                                    |                                    |                                    |                                    |                                    |                                    |                               |                               |                                                       |                                                       |                                                       |                                                       |                                                       |                                                       |                            |                            |                                                         |                                                         |                                                          |                                                          |                                                          |                                                          |                                                          |                                                          |                                           |                                           |                                           |                                           |                                           |                                           |  |  |
|                                                               |                                                               |                                                               |                                                               |                                                               |                                                               |                                                     |                                                     |                                                      |                                                      |                                                                    |                                                                    |                                                                    |                                                                    |                                                                    |                                                                    |                                                   |                                                   |                                                       |                                                       |                                                       |                                                       |                                                       |                                                       |                                                                 |                                                                 |                                                                 |                                                                 |                                                                 |                                                                 |                                      |                                      |                                                             |                                                             |                                                             |                                                             |                                                             |                                                             |                                                 |                                                 |                                             |                                             |                                             |                                             |                                                       |                                                       |                                                       |                                                       |                                                       |                                                       |                                                       |                                                       |                                                               |                                                               |                                                               |                                                               |                                                               |                                                               |                                                       |                                                       |                                                       |                                                       |                                            |                                            |                                                 |                                                 |                                                        |                                                        |                                                        |                                                        |                                                        |                                                        |                                                         |                                                         |                                                         |                                                         |                                                         |                                                         |                                    |                                    |                                           |                                           |                                           |                                           |                                                        |                                                        |                                                        |                                                        |                                                        |                                                        |                                                      |                                                      |                                                      |                                                      |                                       |                                       |                               |                               |                                       |                                       |                                       |                                       |                                       |                                       |                                                    |                                                    |                                                         |                                                         |                                                         |                                                         |                                                         |                                                         |                                             |                                             |                                             |                                             |                                             |                                             |                           |                           |                                             |                                             |                                             |                                             |                                             |                                             |                            |                            |                                    |                                    |                                    |                                    |                                    |                                    |                               |                               |                                                       |                                                       |                                                       |                                                       |                                                       |                                                       |                            |                            |                                                         |                                                         |                                                          |                                                          |                                                          |                                                          |                                                          |                                                          |                                           |                                           |                                           |                                           |                                           |                                           |  |  |
|                                                               |                                                               |                                                               |                                                               |                                                               |                                                               |                                                     |                                                     |                                                      |                                                      |                                                                    |                                                                    |                                                                    |                                                                    |                                                                    |                                                                    |                                                   |                                                   |                                                       |                                                       |                                                       |                                                       |                                                       |                                                       |                                                                 |                                                                 |                                                                 |                                                                 |                                                                 |                                                                 |                                      |                                      |                                                             |                                                             |                                                             |                                                             |                                                             |                                                             |                                                 |                                                 |                                             |                                             |                                             |                                             |                                                       |                                                       |                                                       |                                                       |                                                       |                                                       |                                                       |                                                       |                                                               |                                                               |                                                               |                                                               |                                                               |                                                               |                                                       |                                                       |                                                       |                                                       |                                            |                                            |                                                 |                                                 |                                                        |                                                        |                                                        |                                                        |                                                        |                                                        |                                                         |                                                         |                                                         |                                                         |                                                         |                                                         |                                    |                                    |                                           |                                           |                                           |                                           |                                                        |                                                        |                                                        |                                                        |                                                        |                                                        |                                                      |                                                      |                                                      |                                                      |                                       |                                       |                               |                               |                                       |                                       |                                       |                                       |                                       |                                       |                                                    |                                                    |                                                         |                                                         |                                                         |                                                         |                                                         |                                                         |                                             |                                             |                                             |                                             |                                             |                                             |                           |                           |                                             |                                             |                                             |                                             |                                             |                                             |                            |                            |                                    |                                    |                                    |                                    |                                    |                                    |                               |                               |                                                       |                                                       |                                                       |                                                       |                                                       |                                                       |                            |                            |                                                         |                                                         |                                                          |                                                          |                                                          |                                                          |                                                          |                                                          |                                           |                                           |                                           |                                           |                                           |                                           |  |  |
|                                                               |                                                               |                                                               |                                                               |                                                               |                                                               |                                                     |                                                     |                                                      |                                                      |                                                                    |                                                                    |                                                                    |                                                                    |                                                                    |                                                                    |                                                   |                                                   |                                                       |                                                       |                                                       |                                                       |                                                       |                                                       |                                                                 |                                                                 |                                                                 |                                                                 |                                                                 |                                                                 |                                      |                                      |                                                             |                                                             |                                                             |                                                             |                                                             |                                                             |                                                 |                                                 |                                             |                                             |                                             |                                             |                                                       |                                                       |                                                       |                                                       |                                                       |                                                       |                                                       |                                                       |                                                               |                                                               |                                                               |                                                               |                                                               |                                                               |                                                       |                                                       |                                                       |                                                       |                                            |                                            |                                                 |                                                 |                                                        |                                                        |                                                        |                                                        |                                                        |                                                        |                                                         |                                                         |                                                         |                                                         |                                                         |                                                         |                                    |                                    |                                           |                                           |                                           |                                           |                                                        |                                                        |                                                        |                                                        |                                                        |                                                        |                                                      |                                                      |                                                      |                                                      |                                       |                                       |                               |                               |                                       |                                       |                                       |                                       |                                       |                                       |                                                    |                                                    |                                                         |                                                         |                                                         |                                                         |                                                         |                                                         |                                             |                                             |                                             |                                             |                                             |                                             |                           |                           |                                             |                                             |                                             |                                             |                                             |                                             |                            |                            |                                    |                                    |                                    |                                    |                                    |                                    |                               |                               |                                                       |                                                       |                                                       |                                                       |                                                       |                                                       |                            |                            |                                                         |                                                         |                                                          |                                                          |                                                          |                                                          |                                                          |                                                          |                                           |                                           |                                           |                                           |                                           |                                           |  |  |
|                                                               |                                                               | Maria Wiktoria Hanowerska ur. 1952                            | Maria Wiktoria Hanowerska ur. 1952                            | Maria Wiktoria Hanowerska ur. 1952                            | Maria Wiktoria Hanowerska ur. 1952                            | Maria Wiktoria Hanowerska ur. 1952                  | Maria Wiktoria Hanowerska ur. 1952                  |                                                      |                                                      | Michał ur. 1943 hrabia Hochberg                                    | Michał ur. 1943 hrabia Hochberg                                    | Michał ur. 1943 hrabia Hochberg                                    | Michał ur. 1943 hrabia Hochberg                                    | Michał ur. 1943 hrabia Hochberg                                    | Michał ur. 1943 hrabia Hochberg                                    |                                                   |                                                   | Chantal Hochuli ur. 1955                              | Chantal Hochuli ur. 1955                              | Chantal Hochuli ur. 1955                              | Chantal Hochuli ur. 1955                              | Chantal Hochuli ur. 1955                              | Chantal Hochuli ur. 1955                              |                                                                 |                                                                 | Ernest August Hanowerski ur. 1954                               | Ernest August Hanowerski ur. 1954                               | Ernest August Hanowerski ur. 1954                               | Ernest August Hanowerski ur. 1954                               | Ernest August Hanowerski ur. 1954    | Ernest August Hanowerski ur. 1954    |                                                             |                                                             | Karolina Grimaldi ur. 1957                                  | Karolina Grimaldi ur. 1957                                  | Karolina Grimaldi ur. 1957                                  | Karolina Grimaldi ur. 1957                                  | Karolina Grimaldi ur. 1957                      | Karolina Grimaldi ur. 1957                      |                                             |                                             | Ludwik Rudolf Hanowerski 1955–1988          | Ludwik Rudolf Hanowerski 1955–1988          | Ludwik Rudolf Hanowerski 1955–1988                    | Ludwik Rudolf Hanowerski 1955–1988                    | Ludwik Rudolf Hanowerski 1955–1988                    | Ludwik Rudolf Hanowerski 1955–1988                    |                                                       |                                                       | Izabela Thurn und Valsassina-Como -Vercelli 1962–1988 | Izabela Thurn und Valsassina-Como -Vercelli 1962–1988 | Izabela Thurn und Valsassina-Como -Vercelli 1962–1988         | Izabela Thurn und Valsassina-Como -Vercelli 1962–1988         | Izabela Thurn und Valsassina-Como -Vercelli 1962–1988         | Izabela Thurn und Valsassina-Como -Vercelli 1962–1988         |                                                               |                                                               | Olga Zofia Hanowerska ur. 1958                        | Olga Zofia Hanowerska ur. 1958                        | Olga Zofia Hanowerska ur. 1958                        | Olga Zofia Hanowerska ur. 1958                        | Olga Zofia Hanowerska ur. 1958             | Olga Zofia Hanowerska ur. 1958             |                                                 |                                                 | Aleksandra Irena Hanowerska ur. 1959                   | Aleksandra Irena Hanowerska ur. 1959                   | Aleksandra Irena Hanowerska ur. 1959                   | Aleksandra Irena Hanowerska ur. 1959                   | Aleksandra Irena Hanowerska ur. 1959                   | Aleksandra Irena Hanowerska ur. 1959                   |                                                         |                                                         | Andrzej ur. 1955 książę Leiningen                       | Andrzej ur. 1955 książę Leiningen                       | Andrzej ur. 1955 książę Leiningen                       | Andrzej ur. 1955 książę Leiningen                       | Andrzej ur. 1955 książę Leiningen  | Andrzej ur. 1955 książę Leiningen  |                                           |                                           | Henryk Juliusz Hanowerski ur. 1961        | Henryk Juliusz Hanowerski ur. 1961        | Henryk Juliusz Hanowerski ur. 1961                     | Henryk Juliusz Hanowerski ur. 1961                     | Henryk Juliusz Hanowerski ur. 1961                     | Henryk Juliusz Hanowerski ur. 1961                     |                                                        |                                                        | Thyra von Westernhagen ur. 1973                      | Thyra von Westernhagen ur. 1973                      | Thyra von Westernhagen ur. 1973                      | Thyra von Westernhagen ur. 1973                      | Thyra von Westernhagen ur. 1973       | Thyra von Westernhagen ur. 1973       |                               |                               | Welf Ernest Hanowerski 1947–1981      | Welf Ernest Hanowerski 1947–1981      | Welf Ernest Hanowerski 1947–1981      | Welf Ernest Hanowerski 1947–1981      | Welf Ernest Hanowerski 1947–1981      | Welf Ernest Hanowerski 1947–1981      |                                                    |                                                    | Wibke van Gunsteren ur. 1948                            | Wibke van Gunsteren ur. 1948                            | Wibke van Gunsteren ur. 1948                            | Wibke van Gunsteren ur. 1948                            | Wibke van Gunsteren ur. 1948                            | Wibke van Gunsteren ur. 1948                            |                                             |                                             | Jerzy Hanowerski ur. 1949                   | Jerzy Hanowerski ur. 1949                   | Jerzy Hanowerski ur. 1949                   | Jerzy Hanowerski ur. 1949                   | Jerzy Hanowerski ur. 1949 | Jerzy Hanowerski ur. 1949 |                                             |                                             | Wiktoria Anna Bee ur. 1951                  | Wiktoria Anna Bee ur. 1951                  | Wiktoria Anna Bee ur. 1951                  | Wiktoria Anna Bee ur. 1951                  | Wiktoria Anna Bee ur. 1951 | Wiktoria Anna Bee ur. 1951 |                                    |                                    | Fryderyka Hanowerska ur. 1954      | Fryderyka Hanowerska ur. 1954      | Fryderyka Hanowerska ur. 1954      | Fryderyka Hanowerska ur. 1954      | Fryderyka Hanowerska ur. 1954 | Fryderyka Hanowerska ur. 1954 |                                                       |                                                       | Jerry Wilhelm Cyr ur. 1951                            | Jerry Wilhelm Cyr ur. 1951                            | Jerry Wilhelm Cyr ur. 1951                            | Jerry Wilhelm Cyr ur. 1951                            | Jerry Wilhelm Cyr ur. 1951 | Jerry Wilhelm Cyr ur. 1951 |                                                         |                                                         | Karolina Hanowerska ur. 1965 Mirella Hanowerska ur. 1971 | Karolina Hanowerska ur. 1965 Mirella Hanowerska ur. 1971 | Karolina Hanowerska ur. 1965 Mirella Hanowerska ur. 1971 | Karolina Hanowerska ur. 1965 Mirella Hanowerska ur. 1971 | Karolina Hanowerska ur. 1965 Mirella Hanowerska ur. 1971 | Karolina Hanowerska ur. 1965 Mirella Hanowerska ur. 1971 |                                           |                                           |                                           |                                           |                                           |                                           |  |  |
|                                                               |                                                               | Maria Wiktoria Hanowerska ur. 1952                            | Maria Wiktoria Hanowerska ur. 1952                            | Maria Wiktoria Hanowerska ur. 1952                            | Maria Wiktoria Hanowerska ur. 1952                            | Maria Wiktoria Hanowerska ur. 1952                  | Maria Wiktoria Hanowerska ur. 1952                  |                                                      |                                                      | Michał ur. 1943 hrabia Hochberg                                    | Michał ur. 1943 hrabia Hochberg                                    | Michał ur. 1943 hrabia Hochberg                                    | Michał ur. 1943 hrabia Hochberg                                    | Michał ur. 1943 hrabia Hochberg                                    | Michał ur. 1943 hrabia Hochberg                                    |                                                   |                                                   | Chantal Hochuli ur. 1955                              | Chantal Hochuli ur. 1955                              | Chantal Hochuli ur. 1955                              | Chantal Hochuli ur. 1955                              | Chantal Hochuli ur. 1955                              | Chantal Hochuli ur. 1955                              |                                                                 |                                                                 | Ernest August Hanowerski ur. 1954                               | Ernest August Hanowerski ur. 1954                               | Ernest August Hanowerski ur. 1954                               | Ernest August Hanowerski ur. 1954                               | Ernest August Hanowerski ur. 1954    | Ernest August Hanowerski ur. 1954    |                                                             |                                                             | Karolina Grimaldi ur. 1957                                  | Karolina Grimaldi ur. 1957                                  | Karolina Grimaldi ur. 1957                                  | Karolina Grimaldi ur. 1957                                  | Karolina Grimaldi ur. 1957                      | Karolina Grimaldi ur. 1957                      |                                             |                                             | Ludwik Rudolf Hanowerski 1955–1988          | Ludwik Rudolf Hanowerski 1955–1988          | Ludwik Rudolf Hanowerski 1955–1988                    | Ludwik Rudolf Hanowerski 1955–1988                    | Ludwik Rudolf Hanowerski 1955–1988                    | Ludwik Rudolf Hanowerski 1955–1988                    |                                                       |                                                       | Izabela Thurn und Valsassina-Como -Vercelli 1962–1988 | Izabela Thurn und Valsassina-Como -Vercelli 1962–1988 | Izabela Thurn und Valsassina-Como -Vercelli 1962–1988         | Izabela Thurn und Valsassina-Como -Vercelli 1962–1988         | Izabela Thurn und Valsassina-Como -Vercelli 1962–1988         | Izabela Thurn und Valsassina-Como -Vercelli 1962–1988         |                                                               |                                                               | Olga Zofia Hanowerska ur. 1958                        | Olga Zofia Hanowerska ur. 1958                        | Olga Zofia Hanowerska ur. 1958                        | Olga Zofia Hanowerska ur. 1958                        | Olga Zofia Hanowerska ur. 1958             | Olga Zofia Hanowerska ur. 1958             |                                                 |                                                 | Aleksandra Irena Hanowerska ur. 1959                   | Aleksandra Irena Hanowerska ur. 1959                   | Aleksandra Irena Hanowerska ur. 1959                   | Aleksandra Irena Hanowerska ur. 1959                   | Aleksandra Irena Hanowerska ur. 1959                   | Aleksandra Irena Hanowerska ur. 1959                   |                                                         |                                                         | Andrzej ur. 1955 książę Leiningen                       | Andrzej ur. 1955 książę Leiningen                       | Andrzej ur. 1955 książę Leiningen                       | Andrzej ur. 1955 książę Leiningen                       | Andrzej ur. 1955 książę Leiningen  | Andrzej ur. 1955 książę Leiningen  |                                           |                                           | Henryk Juliusz Hanowerski ur. 1961        | Henryk Juliusz Hanowerski ur. 1961        | Henryk Juliusz Hanowerski ur. 1961                     | Henryk Juliusz Hanowerski ur. 1961                     | Henryk Juliusz Hanowerski ur. 1961                     | Henryk Juliusz Hanowerski ur. 1961                     |                                                        |                                                        | Thyra von Westernhagen ur. 1973                      | Thyra von Westernhagen ur. 1973                      | Thyra von Westernhagen ur. 1973                      | Thyra von Westernhagen ur. 1973                      | Thyra von Westernhagen ur. 1973       | Thyra von Westernhagen ur. 1973       |                               |                               | Welf Ernest Hanowerski 1947–1981      | Welf Ernest Hanowerski 1947–1981      | Welf Ernest Hanowerski 1947–1981      | Welf Ernest Hanowerski 1947–1981      | Welf Ernest Hanowerski 1947–1981      | Welf Ernest Hanowerski 1947–1981      |                                                    |                                                    | Wibke van Gunsteren ur. 1948                            | Wibke van Gunsteren ur. 1948                            | Wibke van Gunsteren ur. 1948                            | Wibke van Gunsteren ur. 1948                            | Wibke van Gunsteren ur. 1948                            | Wibke van Gunsteren ur. 1948                            |                                             |                                             | Jerzy Hanowerski ur. 1949                   | Jerzy Hanowerski ur. 1949                   | Jerzy Hanowerski ur. 1949                   | Jerzy Hanowerski ur. 1949                   | Jerzy Hanowerski ur. 1949 | Jerzy Hanowerski ur. 1949 |                                             |                                             | Wiktoria Anna Bee ur. 1951                  | Wiktoria Anna Bee ur. 1951                  | Wiktoria Anna Bee ur. 1951                  | Wiktoria Anna Bee ur. 1951                  | Wiktoria Anna Bee ur. 1951 | Wiktoria Anna Bee ur. 1951 |                                    |                                    | Fryderyka Hanowerska ur. 1954      | Fryderyka Hanowerska ur. 1954      | Fryderyka Hanowerska ur. 1954      | Fryderyka Hanowerska ur. 1954      | Fryderyka Hanowerska ur. 1954 | Fryderyka Hanowerska ur. 1954 |                                                       |                                                       | Jerry Wilhelm Cyr ur. 1951                            | Jerry Wilhelm Cyr ur. 1951                            | Jerry Wilhelm Cyr ur. 1951                            | Jerry Wilhelm Cyr ur. 1951                            | Jerry Wilhelm Cyr ur. 1951 | Jerry Wilhelm Cyr ur. 1951 |                                                         |                                                         | Karolina Hanowerska ur. 1965 Mirella Hanowerska ur. 1971 | Karolina Hanowerska ur. 1965 Mirella Hanowerska ur. 1971 | Karolina Hanowerska ur. 1965 Mirella Hanowerska ur. 1971 | Karolina Hanowerska ur. 1965 Mirella Hanowerska ur. 1971 | Karolina Hanowerska ur. 1965 Mirella Hanowerska ur. 1971 | Karolina Hanowerska ur. 1965 Mirella Hanowerska ur. 1971 |                                           |                                           |                                           |                                           |                                           |                                           |  |  |
|                                                               |                                                               |                                                               |                                                               |                                                               |                                                               |                                                     |                                                     |                                                      |                                                      |                                                                    |                                                                    |                                                                    |                                                                    |                                                                    |                                                                    |                                                   |                                                   |                                                       |                                                       |                                                       |                                                       |                                                       |                                                       |                                                                 |                                                                 |                                                                 |                                                                 |                                                                 |                                                                 |                                      |                                      |                                                             |                                                             |                                                             |                                                             |                                                             |                                                             |                                                 |                                                 |                                             |                                             |                                             |                                             |                                                       |                                                       |                                                       |                                                       |                                                       |                                                       |                                                       |                                                       |                                                               |                                                               |                                                               |                                                               |                                                               |                                                               |                                                       |                                                       |                                                       |                                                       |                                            |                                            |                                                 |                                                 |                                                        |                                                        |                                                        |                                                        |                                                        |                                                        |                                                         |                                                         |                                                         |                                                         |                                                         |                                                         |                                    |                                    |                                           |                                           |                                           |                                           |                                                        |                                                        |                                                        |                                                        |                                                        |                                                        |                                                      |                                                      |                                                      |                                                      |                                       |                                       |                               |                               |                                       |                                       |                                       |                                       |                                       |                                       |                                                    |                                                    |                                                         |                                                         |                                                         |                                                         |                                                         |                                                         |                                             |                                             |                                             |                                             |                                             |                                             |                           |                           |                                             |                                             |                                             |                                             |                                             |                                             |                            |                            |                                    |                                    |                                    |                                    |                                    |                                    |                               |                               |                                                       |                                                       |                                                       |                                                       |                                                       |                                                       |                            |                            |                                                         |                                                         |                                                          |                                                          |                                                          |                                                          |                                                          |                                                          |                                           |                                           |                                           |                                           |                                           |                                           |  |  |
|                                                               |                                                               |                                                               |                                                               |                                                               |                                                               |                                                     |                                                     |                                                      |                                                      |                                                                    |                                                                    |                                                                    |                                                                    |                                                                    |                                                                    |                                                   |                                                   |                                                       |                                                       |                                                       |                                                       |                                                       |                                                       |                                                                 |                                                                 |                                                                 |                                                                 |                                                                 |                                                                 |                                      |                                      |                                                             |                                                             |                                                             |                                                             |                                                             |                                                             |                                                 |                                                 |                                             |                                             |                                             |                                             |                                                       |                                                       |                                                       |                                                       |                                                       |                                                       |                                                       |                                                       |                                                               |                                                               |                                                               |                                                               |                                                               |                                                               |                                                       |                                                       |                                                       |                                                       |                                            |                                            |                                                 |                                                 |                                                        |                                                        |                                                        |                                                        |                                                        |                                                        |                                                         |                                                         |                                                         |                                                         |                                                         |                                                         |                                    |                                    |                                           |                                           |                                           |                                           |                                                        |                                                        |                                                        |                                                        |                                                        |                                                        |                                                      |                                                      |                                                      |                                                      |                                       |                                       |                               |                               |                                       |                                       |                                       |                                       |                                       |                                       |                                                    |                                                    |                                                         |                                                         |                                                         |                                                         |                                                         |                                                         |                                             |                                             |                                             |                                             |                                             |                                             |                           |                           |                                             |                                             |                                             |                                             |                                             |                                             |                            |                            |                                    |                                    |                                    |                                    |                                    |                                    |                               |                               |                                                       |                                                       |                                                       |                                                       |                                                       |                                                       |                            |                            |                                                         |                                                         |                                                          |                                                          |                                                          |                                                          |                                                          |                                                          |                                           |                                           |                                           |                                           |                                           |                                           |  |  |
|                                                               |                                                               |                                                               |                                                               |                                                               |                                                               |                                                     |                                                     |                                                      |                                                      | Ernest August Hanowerski ur. 1983                                  | Ernest August Hanowerski ur. 1983                                  | Ernest August Hanowerski ur. 1983                                  | Ernest August Hanowerski ur. 1983                                  | Ernest August Hanowerski ur. 1983                                  | Ernest August Hanowerski ur. 1983                                  |                                                   |                                                   | Chrystian Hanowerski ur. 1985                         | Chrystian Hanowerski ur. 1985                         | Chrystian Hanowerski ur. 1985                         | Chrystian Hanowerski ur. 1985                         | Chrystian Hanowerski ur. 1985                         | Chrystian Hanowerski ur. 1985                         |                                                                 |                                                                 |                                                                 |                                                                 |                                                                 |                                                                 | Aleksandra Hanowerska ur. 1999       | Aleksandra Hanowerska ur. 1999       | Aleksandra Hanowerska ur. 1999                              | Aleksandra Hanowerska ur. 1999                              | Aleksandra Hanowerska ur. 1999                              | Aleksandra Hanowerska ur. 1999                              |                                                             |                                                             |                                                 |                                                 |                                             |                                             |                                             |                                             |                                                       |                                                       | Otto Henryk Hanowerski ur. 1988                       | Otto Henryk Hanowerski ur. 1988                       | Otto Henryk Hanowerski ur. 1988                       | Otto Henryk Hanowerski ur. 1988                       | Otto Henryk Hanowerski ur. 1988                       | Otto Henryk Hanowerski ur. 1988                       |                                                               |                                                               |                                                               |                                                               |                                                               |                                                               |                                                       |                                                       |                                                       |                                                       |                                            |                                            |                                                 |                                                 |                                                        |                                                        |                                                        |                                                        |                                                        |                                                        |                                                         |                                                         |                                                         |                                                         |                                                         |                                                         | Albert Hanowerski ur. 1999         | Albert Hanowerski ur. 1999         | Albert Hanowerski ur. 1999                | Albert Hanowerski ur. 1999                | Albert Hanowerski ur. 1999                | Albert Hanowerski ur. 1999                |                                                        |                                                        | Eugenia Hanowerska ur. 2001                            | Eugenia Hanowerska ur. 2001                            | Eugenia Hanowerska ur. 2001                            | Eugenia Hanowerska ur. 2001                            | Eugenia Hanowerska ur. 2001                          | Eugenia Hanowerska ur. 2001                          |                                                      |                                                      | Juliusz Hanowerski ur. 2006           | Juliusz Hanowerski ur. 2006           | Juliusz Hanowerski ur. 2006   | Juliusz Hanowerski ur. 2006   | Juliusz Hanowerski ur. 2006           | Juliusz Hanowerski ur. 2006           |                                       |                                       | Tatiana Saskia Hanowerska ur. 1970    | Tatiana Saskia Hanowerska ur. 1970    | Tatiana Saskia Hanowerska ur. 1970                 | Tatiana Saskia Hanowerska ur. 1970                 | Tatiana Saskia Hanowerska ur. 1970                      | Tatiana Saskia Hanowerska ur. 1970                      |                                                         |                                                         | Mikołaj Naylor-Leyland ur. 1956                         | Mikołaj Naylor-Leyland ur. 1956                         | Mikołaj Naylor-Leyland ur. 1956             | Mikołaj Naylor-Leyland ur. 1956             | Mikołaj Naylor-Leyland ur. 1956             | Mikołaj Naylor-Leyland ur. 1956             |                                             |                                             | Wera Hanowerska ur. 1976  | Wera Hanowerska ur. 1976  | Wera Hanowerska ur. 1976                    | Wera Hanowerska ur. 1976                    | Wera Hanowerska ur. 1976                    | Wera Hanowerska ur. 1976                    |                                             |                                             | Manuel Dmoch ur. 1977      | Manuel Dmoch ur. 1977      | Manuel Dmoch ur. 1977              | Manuel Dmoch ur. 1977              | Manuel Dmoch ur. 1977              | Manuel Dmoch ur. 1977              |                                    |                                    | Nora Hanowerska ur. 1979      | Nora Hanowerska ur. 1979      | Nora Hanowerska ur. 1979                              | Nora Hanowerska ur. 1979                              | Nora Hanowerska ur. 1979                              | Nora Hanowerska ur. 1979                              |                                                       |                                                       | Chrystian Falk             | Chrystian Falk             | Chrystian Falk                                          | Chrystian Falk                                          | Chrystian Falk                                           | Chrystian Falk                                           |                                                          |                                                          |                                                          |                                                          |                                           |                                           |                                           |                                           |                                           |                                           |  |  |
|                                                               |                                                               |                                                               |                                                               |                                                               |                                                               |                                                     |                                                     |                                                      |                                                      | Ernest August Hanowerski ur. 1983                                  | Ernest August Hanowerski ur. 1983                                  | Ernest August Hanowerski ur. 1983                                  | Ernest August Hanowerski ur. 1983                                  | Ernest August Hanowerski ur. 1983                                  | Ernest August Hanowerski ur. 1983                                  |                                                   |                                                   | Chrystian Hanowerski ur. 1985                         | Chrystian Hanowerski ur. 1985                         | Chrystian Hanowerski ur. 1985                         | Chrystian Hanowerski ur. 1985                         | Chrystian Hanowerski ur. 1985                         | Chrystian Hanowerski ur. 1985                         |                                                                 |                                                                 |                                                                 |                                                                 |                                                                 |                                                                 | Aleksandra Hanowerska ur. 1999       | Aleksandra Hanowerska ur. 1999       | Aleksandra Hanowerska ur. 1999                              | Aleksandra Hanowerska ur. 1999                              | Aleksandra Hanowerska ur. 1999                              | Aleksandra Hanowerska ur. 1999                              |                                                             |                                                             |                                                 |                                                 |                                             |                                             |                                             |                                             |                                                       |                                                       | Otto Henryk Hanowerski ur. 1988                       | Otto Henryk Hanowerski ur. 1988                       | Otto Henryk Hanowerski ur. 1988                       | Otto Henryk Hanowerski ur. 1988                       | Otto Henryk Hanowerski ur. 1988                       | Otto Henryk Hanowerski ur. 1988                       |                                                               |                                                               |                                                               |                                                               |                                                               |                                                               |                                                       |                                                       |                                                       |                                                       |                                            |                                            |                                                 |                                                 |                                                        |                                                        |                                                        |                                                        |                                                        |                                                        |                                                         |                                                         |                                                         |                                                         |                                                         |                                                         | Albert Hanowerski ur. 1999         | Albert Hanowerski ur. 1999         | Albert Hanowerski ur. 1999                | Albert Hanowerski ur. 1999                | Albert Hanowerski ur. 1999                | Albert Hanowerski ur. 1999                |                                                        |                                                        | Eugenia Hanowerska ur. 2001                            | Eugenia Hanowerska ur. 2001                            | Eugenia Hanowerska ur. 2001                            | Eugenia Hanowerska ur. 2001                            | Eugenia Hanowerska ur. 2001                          | Eugenia Hanowerska ur. 2001                          |                                                      |                                                      | Juliusz Hanowerski ur. 2006           | Juliusz Hanowerski ur. 2006           | Juliusz Hanowerski ur. 2006   | Juliusz Hanowerski ur. 2006   | Juliusz Hanowerski ur. 2006           | Juliusz Hanowerski ur. 2006           |                                       |                                       | Tatiana Saskia Hanowerska ur. 1970    | Tatiana Saskia Hanowerska ur. 1970    | Tatiana Saskia Hanowerska ur. 1970                 | Tatiana Saskia Hanowerska ur. 1970                 | Tatiana Saskia Hanowerska ur. 1970                      | Tatiana Saskia Hanowerska ur. 1970                      |                                                         |                                                         | Mikołaj Naylor-Leyland ur. 1956                         | Mikołaj Naylor-Leyland ur. 1956                         | Mikołaj Naylor-Leyland ur. 1956             | Mikołaj Naylor-Leyland ur. 1956             | Mikołaj Naylor-Leyland ur. 1956             | Mikołaj Naylor-Leyland ur. 1956             |                                             |                                             | Wera Hanowerska ur. 1976  | Wera Hanowerska ur. 1976  | Wera Hanowerska ur. 1976                    | Wera Hanowerska ur. 1976                    | Wera Hanowerska ur. 1976                    | Wera Hanowerska ur. 1976                    |                                             |                                             | Manuel Dmoch ur. 1977      | Manuel Dmoch ur. 1977      | Manuel Dmoch ur. 1977              | Manuel Dmoch ur. 1977              | Manuel Dmoch ur. 1977              | Manuel Dmoch ur. 1977              |                                    |                                    | Nora Hanowerska ur. 1979      | Nora Hanowerska ur. 1979      | Nora Hanowerska ur. 1979                              | Nora Hanowerska ur. 1979                              | Nora Hanowerska ur. 1979                              | Nora Hanowerska ur. 1979                              |                                                       |                                                       | Chrystian Falk             | Chrystian Falk             | Chrystian Falk                                          | Chrystian Falk                                          | Chrystian Falk                                           | Chrystian Falk                                           |                                                          |                                                          |                                                          |                                                          |                                           |                                           |                                           |                                           |                                           |                                           |  |  |

### Książęta Brunszwiku od XV do XVII wieku
|                         |                         |                         |                         |                         |                         | Klara Maria Pomorska 1574–1623 | Klara Maria Pomorska 1574–1623 | Klara Maria Pomorska 1574–1623                         | Klara Maria Pomorska 1574–1623                         | Klara Maria Pomorska 1574–1623                         | Klara Maria Pomorska 1574–1623                         |                                                        |                                                        | August II 1579–1666 książę Brunszwiku | August II 1579–1666 książę Brunszwiku | August II 1579–1666 książę Brunszwiku  | August II 1579–1666 książę Brunszwiku  | August II 1579–1666 książę Brunszwiku  | August II 1579–1666 książę Brunszwiku  |                                        |                                        | Dorota z Anhaltu-Zerbst 1607–1634 | Dorota z Anhaltu-Zerbst 1607–1634 | Dorota z Anhaltu-Zerbst 1607–1634                   | Dorota z Anhaltu-Zerbst 1607–1634                   | Dorota z Anhaltu-Zerbst 1607–1634                   | Dorota z Anhaltu-Zerbst 1607–1634                   |                                                     |                                                     | Elżbieta Zofia Mekelburska 1613–1676 | Elżbieta Zofia Mekelburska 1613–1676 | Elżbieta Zofia Mekelburska 1613–1676                      | Elżbieta Zofia Mekelburska 1613–1676                      | Elżbieta Zofia Mekelburska 1613–1676                      | Elżbieta Zofia Mekelburska 1613–1676                      |                                                           |                                                           |  |  |                                              |                                              |                                              |                                              |                                              |                                              |  |  |                                                      |                                                      |                                                      |                                                      |                                                      |                                                      |  |  |                                                       |                                                       |                                                       |                                                       |                                                       |                                                       |  |  |                                                               |                                                               |                                                               |                                                               |                                                               |                                                               |  |  |                                                |                                                |                                                |                                                |                                                |                                                |                             |                             |                                                 |                                                 |                                                 |                                                 |                                                 |                                                 |                                               |                                               |                                               |                                               |                          |                          |                             |                             |                             |                             |                             |                             |                      |                      |                                     |                                     |                                     |                                     |                                                        |                                                        |                                                        |                                                        |                                                        |                                                        |                           |                           |                                    |                                    |                                    |                                    |                                                          |                                                          |                                                          |                                                          |                                                          |                                                          |
|                         |                         |                         |                         |                         |                         | Klara Maria Pomorska 1574–1623 | Klara Maria Pomorska 1574–1623 | Klara Maria Pomorska 1574–1623                         | Klara Maria Pomorska 1574–1623                         | Klara Maria Pomorska 1574–1623                         | Klara Maria Pomorska 1574–1623                         |                                                        |                                                        | August II 1579–1666 książę Brunszwiku | August II 1579–1666 książę Brunszwiku | August II 1579–1666 książę Brunszwiku  | August II 1579–1666 książę Brunszwiku  | August II 1579–1666 książę Brunszwiku  | August II 1579–1666 książę Brunszwiku  |                                        |                                        | Dorota z Anhaltu-Zerbst 1607–1634 | Dorota z Anhaltu-Zerbst 1607–1634 | Dorota z Anhaltu-Zerbst 1607–1634                   | Dorota z Anhaltu-Zerbst 1607–1634                   | Dorota z Anhaltu-Zerbst 1607–1634                   | Dorota z Anhaltu-Zerbst 1607–1634                   |                                                     |                                                     | Elżbieta Zofia Mekelburska 1613–1676 | Elżbieta Zofia Mekelburska 1613–1676 | Elżbieta Zofia Mekelburska 1613–1676                      | Elżbieta Zofia Mekelburska 1613–1676                      | Elżbieta Zofia Mekelburska 1613–1676                      | Elżbieta Zofia Mekelburska 1613–1676                      |                                                           |                                                           |  |  |                                              |                                              |                                              |                                              |                                              |                                              |  |  |                                                      |                                                      |                                                      |                                                      |                                                      |                                                      |  |  |                                                       |                                                       |                                                       |                                                       |                                                       |                                                       |  |  |                                                               |                                                               |                                                               |                                                               |                                                               |                                                               |  |  |                                                |                                                |                                                |                                                |                                                |                                                |                             |                             |                                                 |                                                 |                                                 |                                                 |                                                 |                                                 |                                               |                                               |                                               |                                               |                          |                          |                             |                             |                             |                             |                             |                             |                      |                      |                                     |                                     |                                     |                                     |                                                        |                                                        |                                                        |                                                        |                                                        |                                                        |                           |                           |                                    |                                    |                                    |                                    |                                                          |                                                          |                                                          |                                                          |                                                          |                                                          |
|                         |                         |                         |                         |                         |                         |                                |                                |                                                        |                                                        |                                                        |                                                        |                                                        |                                                        |                                       |                                       |                                        |                                        |                                        |                                        |                                        |                                        |                                   |                                   |                                                     |                                                     |                                                     |                                                     |                                                     |                                                     |                                      |                                      |                                                           |                                                           |                                                           |                                                           |                                                           |                                                           |  |  |                                              |                                              |                                              |                                              |                                              |                                              |  |  |                                                      |                                                      |                                                      |                                                      |                                                      |                                                      |  |  |                                                       |                                                       |                                                       |                                                       |                                                       |                                                       |  |  |                                                               |                                                               |                                                               |                                                               |                                                               |                                                               |  |  |                                                |                                                |                                                |                                                |                                                |                                                |                             |                             |                                                 |                                                 |                                                 |                                                 |                                                 |                                                 |                                               |                                               |                                               |                                               |                          |                          |                             |                             |                             |                             |                             |                             |                      |                      |                                     |                                     |                                     |                                     |                                                        |                                                        |                                                        |                                                        |                                                        |                                                        |                           |                           |                                    |                                    |                                    |                                    |                                                          |                                                          |                                                          |                                                          |                                                          |                                                          |
|                         |                         |                         |                         |                         |                         |                                |                                |                                                        |                                                        |                                                        |                                                        |                                                        |                                                        |                                       |                                       |                                        |                                        |                                        |                                        |                                        |                                        |                                   |                                   |                                                     |                                                     |                                                     |                                                     |                                                     |                                                     |                                      |                                      |                                                           |                                                           |                                                           |                                                           |                                                           |                                                           |  |  |                                              |                                              |                                              |                                              |                                              |                                              |  |  |                                                      |                                                      |                                                      |                                                      |                                                      |                                                      |  |  |                                                       |                                                       |                                                       |                                                       |                                                       |                                                       |  |  |                                                               |                                                               |                                                               |                                                               |                                                               |                                                               |  |  |                                                |                                                |                                                |                                                |                                                |                                                |                             |                             |                                                 |                                                 |                                                 |                                                 |                                                 |                                                 |                                               |                                               |                                               |                                               |                          |                          |                             |                             |                             |                             |                             |                             |                      |                      |                                     |                                     |                                     |                                     |                                                        |                                                        |                                                        |                                                        |                                                        |                                                        |                           |                           |                                    |                                    |                                    |                                    |                                                          |                                                          |                                                          |                                                          |                                                          |                                                          |
|                         |                         |                         |                         |                         |                         |                                |                                |                                                        |                                                        |                                                        |                                                        |                                                        |                                                        |                                       |                                       |                                        |                                        |                                        |                                        |                                        |                                        |                                   |                                   |                                                     |                                                     |                                                     |                                                     |                                                     |                                                     |                                      |                                      |                                                           |                                                           |                                                           |                                                           |                                                           |                                                           |  |  |                                              |                                              |                                              |                                              |                                              |                                              |  |  |                                                      |                                                      |                                                      |                                                      |                                                      |                                                      |  |  |                                                       |                                                       |                                                       |                                                       |                                                       |                                                       |  |  |                                                               |                                                               |                                                               |                                                               |                                                               |                                                               |  |  |                                                |                                                |                                                |                                                |                                                |                                                |                             |                             |                                                 |                                                 |                                                 |                                                 |                                                 |                                                 |                                               |                                               |                                               |                                               |                          |                          |                             |                             |                             |                             |                             |                             |                      |                      |                                     |                                     |                                     |                                     |                                                        |                                                        |                                                        |                                                        |                                                        |                                                        |                           |                           |                                    |                                    |                                    |                                    |                                                          |                                                          |                                                          |                                                          |                                                          |                                                          |
|                         |                         |                         |                         |                         |                         |                                |                                |                                                        |                                                        |                                                        |                                                        |                                                        |                                                        |                                       |                                       |                                        |                                        |                                        |                                        |                                        |                                        |                                   |                                   |                                                     |                                                     |                                                     |                                                     |                                                     |                                                     |                                      |                                      |                                                           |                                                           |                                                           |                                                           |                                                           |                                                           |  |  |                                              |                                              |                                              |                                              |                                              |                                              |  |  |                                                      |                                                      |                                                      |                                                      |                                                      |                                                      |  |  |                                                       |                                                       |                                                       |                                                       |                                                       |                                                       |  |  |                                                               |                                                               |                                                               |                                                               |                                                               |                                                               |  |  |                                                |                                                |                                                |                                                |                                                |                                                |                             |                             |                                                 |                                                 |                                                 |                                                 |                                                 |                                                 |                                               |                                               |                                               |                                               |                          |                          |                             |                             |                             |                             |                             |                             |                      |                      |                                     |                                     |                                     |                                     |                                                        |                                                        |                                                        |                                                        |                                                        |                                                        |                           |                           |                                    |                                    |                                    |                                    |                                                          |                                                          |                                                          |                                                          |                                                          |                                                          |
| Henryk Rudolf 1625–1627 | Henryk Rudolf 1625–1627 | Henryk Rudolf 1625–1627 | Henryk Rudolf 1625–1627 | Henryk Rudolf 1625–1627 | Henryk Rudolf 1625–1627 |                                |                                | Rudolf August 1627–1704 książę Brunszwiku-Wolfenbüttel | Rudolf August 1627–1704 książę Brunszwiku-Wolfenbüttel | Rudolf August 1627–1704 książę Brunszwiku-Wolfenbüttel | Rudolf August 1627–1704 książę Brunszwiku-Wolfenbüttel | Rudolf August 1627–1704 książę Brunszwiku-Wolfenbüttel | Rudolf August 1627–1704 książę Brunszwiku-Wolfenbüttel |                                       |                                       | Krystiana Elżbieta von Barby 1634–1681 | Krystiana Elżbieta von Barby 1634–1681 | Krystiana Elżbieta von Barby 1634–1681 | Krystiana Elżbieta von Barby 1634–1681 | Krystiana Elżbieta von Barby 1634–1681 | Krystiana Elżbieta von Barby 1634–1681 |                                   |                                   | Sybilla Urszula 1629–1671                           | Sybilla Urszula 1629–1671                           | Sybilla Urszula 1629–1671                           | Sybilla Urszula 1629–1671                           | Sybilla Urszula 1629–1671                           | Sybilla Urszula 1629–1671                           |                                      |                                      | Chrystian 1627–1698 książę Szlezwika-Holsztynu-Glücksburg | Chrystian 1627–1698 książę Szlezwika-Holsztynu-Glücksburg | Chrystian 1627–1698 książę Szlezwika-Holsztynu-Glücksburg | Chrystian 1627–1698 książę Szlezwika-Holsztynu-Glücksburg | Chrystian 1627–1698 książę Szlezwika-Holsztynu-Glücksburg | Chrystian 1627–1698 książę Szlezwika-Holsztynu-Glücksburg |  |  | Klara Augusta 1632–1700                      | Klara Augusta 1632–1700                      | Klara Augusta 1632–1700                      | Klara Augusta 1632–1700                      | Klara Augusta 1632–1700                      | Klara Augusta 1632–1700                      |  |  | Fryderyk II 1615–1682 książę Wirtembergii-Neuenstadt | Fryderyk II 1615–1682 książę Wirtembergii-Neuenstadt | Fryderyk II 1615–1682 książę Wirtembergii-Neuenstadt | Fryderyk II 1615–1682 książę Wirtembergii-Neuenstadt | Fryderyk II 1615–1682 książę Wirtembergii-Neuenstadt | Fryderyk II 1615–1682 książę Wirtembergii-Neuenstadt |  |  | Antoni Ulryk 1633–1714 książę Brunszwiku-Wolfenbüttel | Antoni Ulryk 1633–1714 książę Brunszwiku-Wolfenbüttel | Antoni Ulryk 1633–1714 książę Brunszwiku-Wolfenbüttel | Antoni Ulryk 1633–1714 książę Brunszwiku-Wolfenbüttel | Antoni Ulryk 1633–1714 książę Brunszwiku-Wolfenbüttel | Antoni Ulryk 1633–1714 książę Brunszwiku-Wolfenbüttel |  |  | Elżbieta Juliana ze Szlezwika-Holsztynu- Sønderborg 1634–1704 | Elżbieta Juliana ze Szlezwika-Holsztynu- Sønderborg 1634–1704 | Elżbieta Juliana ze Szlezwika-Holsztynu- Sønderborg 1634–1704 | Elżbieta Juliana ze Szlezwika-Holsztynu- Sønderborg 1634–1704 | Elżbieta Juliana ze Szlezwika-Holsztynu- Sønderborg 1634–1704 | Elżbieta Juliana ze Szlezwika-Holsztynu- Sønderborg 1634–1704 |  |  | Ród z Brunszwiku-Bevern                        | Ród z Brunszwiku-Bevern                        | Ród z Brunszwiku-Bevern                        | Ród z Brunszwiku-Bevern                        | Ród z Brunszwiku-Bevern                        | Ród z Brunszwiku-Bevern                        |                             |                             |                                                 |                                                 |                                                 |                                                 |                                                 |                                                 |                                               |                                               |                                               |                                               |                          |                          |                             |                             |                             |                             |                             |                             |                      |                      |                                     |                                     |                                     |                                     |                                                        |                                                        |                                                        |                                                        |                                                        |                                                        |                           |                           |                                    |                                    |                                    |                                    |                                                          |                                                          |                                                          |                                                          |                                                          |                                                          |
| Henryk Rudolf 1625–1627 | Henryk Rudolf 1625–1627 | Henryk Rudolf 1625–1627 | Henryk Rudolf 1625–1627 | Henryk Rudolf 1625–1627 | Henryk Rudolf 1625–1627 |                                |                                | Rudolf August 1627–1704 książę Brunszwiku-Wolfenbüttel | Rudolf August 1627–1704 książę Brunszwiku-Wolfenbüttel | Rudolf August 1627–1704 książę Brunszwiku-Wolfenbüttel | Rudolf August 1627–1704 książę Brunszwiku-Wolfenbüttel | Rudolf August 1627–1704 książę Brunszwiku-Wolfenbüttel | Rudolf August 1627–1704 książę Brunszwiku-Wolfenbüttel |                                       |                                       | Krystiana Elżbieta von Barby 1634–1681 | Krystiana Elżbieta von Barby 1634–1681 | Krystiana Elżbieta von Barby 1634–1681 | Krystiana Elżbieta von Barby 1634–1681 | Krystiana Elżbieta von Barby 1634–1681 | Krystiana Elżbieta von Barby 1634–1681 |                                   |                                   | Sybilla Urszula 1629–1671                           | Sybilla Urszula 1629–1671                           | Sybilla Urszula 1629–1671                           | Sybilla Urszula 1629–1671                           | Sybilla Urszula 1629–1671                           | Sybilla Urszula 1629–1671                           |                                      |                                      | Chrystian 1627–1698 książę Szlezwika-Holsztynu-Glücksburg | Chrystian 1627–1698 książę Szlezwika-Holsztynu-Glücksburg | Chrystian 1627–1698 książę Szlezwika-Holsztynu-Glücksburg | Chrystian 1627–1698 książę Szlezwika-Holsztynu-Glücksburg | Chrystian 1627–1698 książę Szlezwika-Holsztynu-Glücksburg | Chrystian 1627–1698 książę Szlezwika-Holsztynu-Glücksburg |  |  | Klara Augusta 1632–1700                      | Klara Augusta 1632–1700                      | Klara Augusta 1632–1700                      | Klara Augusta 1632–1700                      | Klara Augusta 1632–1700                      | Klara Augusta 1632–1700                      |  |  | Fryderyk II 1615–1682 książę Wirtembergii-Neuenstadt | Fryderyk II 1615–1682 książę Wirtembergii-Neuenstadt | Fryderyk II 1615–1682 książę Wirtembergii-Neuenstadt | Fryderyk II 1615–1682 książę Wirtembergii-Neuenstadt | Fryderyk II 1615–1682 książę Wirtembergii-Neuenstadt | Fryderyk II 1615–1682 książę Wirtembergii-Neuenstadt |  |  | Antoni Ulryk 1633–1714 książę Brunszwiku-Wolfenbüttel | Antoni Ulryk 1633–1714 książę Brunszwiku-Wolfenbüttel | Antoni Ulryk 1633–1714 książę Brunszwiku-Wolfenbüttel | Antoni Ulryk 1633–1714 książę Brunszwiku-Wolfenbüttel | Antoni Ulryk 1633–1714 książę Brunszwiku-Wolfenbüttel | Antoni Ulryk 1633–1714 książę Brunszwiku-Wolfenbüttel |  |  | Elżbieta Juliana ze Szlezwika-Holsztynu- Sønderborg 1634–1704 | Elżbieta Juliana ze Szlezwika-Holsztynu- Sønderborg 1634–1704 | Elżbieta Juliana ze Szlezwika-Holsztynu- Sønderborg 1634–1704 | Elżbieta Juliana ze Szlezwika-Holsztynu- Sønderborg 1634–1704 | Elżbieta Juliana ze Szlezwika-Holsztynu- Sønderborg 1634–1704 | Elżbieta Juliana ze Szlezwika-Holsztynu- Sønderborg 1634–1704 |  |  | Ród z Brunszwiku-Bevern                        | Ród z Brunszwiku-Bevern                        | Ród z Brunszwiku-Bevern                        | Ród z Brunszwiku-Bevern                        | Ród z Brunszwiku-Bevern                        | Ród z Brunszwiku-Bevern                        |                             |                             |                                                 |                                                 |                                                 |                                                 |                                                 |                                                 |                                               |                                               |                                               |                                               |                          |                          |                             |                             |                             |                             |                             |                             |                      |                      |                                     |                                     |                                     |                                     |                                                        |                                                        |                                                        |                                                        |                                                        |                                                        |                           |                           |                                    |                                    |                                    |                                    |                                                          |                                                          |                                                          |                                                          |                                                          |                                                          |
|                         |                         |                         |                         |                         |                         |                                |                                |                                                        |                                                        |                                                        |                                                        |                                                        |                                                        |                                       |                                       |                                        |                                        |                                        |                                        |                                        |                                        |                                   |                                   |                                                     |                                                     |                                                     |                                                     |                                                     |                                                     |                                      |                                      |                                                           |                                                           |                                                           |                                                           |                                                           |                                                           |  |  |                                              |                                              |                                              |                                              |                                              |                                              |  |  |                                                      |                                                      |                                                      |                                                      |                                                      |                                                      |  |  |                                                       |                                                       |                                                       |                                                       |                                                       |                                                       |  |  |                                                               |                                                               |                                                               |                                                               |                                                               |                                                               |  |  |                                                |                                                |                                                |                                                |                                                |                                                |                             |                             |                                                 |                                                 |                                                 |                                                 |                                                 |                                                 |                                               |                                               |                                               |                                               |                          |                          |                             |                             |                             |                             |                             |                             |                      |                      |                                     |                                     |                                     |                                     |                                                        |                                                        |                                                        |                                                        |                                                        |                                                        |                           |                           |                                    |                                    |                                    |                                    |                                                          |                                                          |                                                          |                                                          |                                                          |                                                          |
|                         |                         |                         |                         |                         |                         |                                |                                |                                                        |                                                        |                                                        |                                                        |                                                        |                                                        |                                       |                                       |                                        |                                        |                                        |                                        |                                        |                                        |                                   |                                   |                                                     |                                                     |                                                     |                                                     |                                                     |                                                     |                                      |                                      |                                                           |                                                           |                                                           |                                                           |                                                           |                                                           |  |  |                                              |                                              |                                              |                                              |                                              |                                              |  |  |                                                      |                                                      |                                                      |                                                      |                                                      |                                                      |  |  |                                                       |                                                       |                                                       |                                                       |                                                       |                                                       |  |  |                                                               |                                                               |                                                               |                                                               |                                                               |                                                               |  |  |                                                |                                                |                                                |                                                |                                                |                                                |                             |                             |                                                 |                                                 |                                                 |                                                 |                                                 |                                                 |                                               |                                               |                                               |                                               |                          |                          |                             |                             |                             |                             |                             |                             |                      |                      |                                     |                                     |                                     |                                     |                                                        |                                                        |                                                        |                                                        |                                                        |                                                        |                           |                           |                                    |                                    |                                    |                                    |                                                          |                                                          |                                                          |                                                          |                                                          |                                                          |
|                         |                         |                         |                         |                         |                         |                                |                                |                                                        |                                                        |                                                        |                                                        |                                                        |                                                        |                                       |                                       |                                        |                                        |                                        |                                        |                                        |                                        |                                   |                                   |                                                     |                                                     |                                                     |                                                     |                                                     |                                                     |                                      |                                      |                                                           |                                                           |                                                           |                                                           |                                                           |                                                           |  |  |                                              |                                              |                                              |                                              |                                              |                                              |  |  |                                                      |                                                      |                                                      |                                                      |                                                      |                                                      |  |  |                                                       |                                                       |                                                       |                                                       |                                                       |                                                       |  |  |                                                               |                                                               |                                                               |                                                               |                                                               |                                                               |  |  |                                                |                                                |                                                |                                                |                                                |                                                |                             |                             |                                                 |                                                 |                                                 |                                                 |                                                 |                                                 |                                               |                                               |                                               |                                               |                          |                          |                             |                             |                             |                             |                             |                             |                      |                      |                                     |                                     |                                     |                                     |                                                        |                                                        |                                                        |                                                        |                                                        |                                                        |                           |                           |                                    |                                    |                                    |                                    |                                                          |                                                          |                                                          |                                                          |                                                          |                                                          |
|                         |                         |                         |                         |                         |                         |                                |                                |                                                        |                                                        |                                                        |                                                        |                                                        |                                                        |                                       |                                       |                                        |                                        |                                        |                                        |                                        |                                        |                                   |                                   |                                                     |                                                     |                                                     |                                                     |                                                     |                                                     |                                      |                                      |                                                           |                                                           |                                                           |                                                           |                                                           |                                                           |  |  |                                              |                                              |                                              |                                              |                                              |                                              |  |  |                                                      |                                                      |                                                      |                                                      |                                                      |                                                      |  |  |                                                       |                                                       |                                                       |                                                       |                                                       |                                                       |  |  |                                                               |                                                               |                                                               |                                                               |                                                               |                                                               |  |  |                                                |                                                |                                                |                                                |                                                |                                                |                             |                             |                                                 |                                                 |                                                 |                                                 |                                                 |                                                 |                                               |                                               |                                               |                                               |                          |                          |                             |                             |                             |                             |                             |                             |                      |                      |                                     |                                     |                                     |                                     |                                                        |                                                        |                                                        |                                                        |                                                        |                                                        |                           |                           |                                    |                                    |                                    |                                    |                                                          |                                                          |                                                          |                                                          |                                                          |                                                          |
| Dorota Zofia 1653–1722  | Dorota Zofia 1653–1722  | Dorota Zofia 1653–1722  | Dorota Zofia 1653–1722  | Dorota Zofia 1653–1722  | Dorota Zofia 1653–1722  |                                |                                | Jan Adolf 1634–1704 książę Szlezwika-Holsztynu-Plön    | Jan Adolf 1634–1704 książę Szlezwika-Holsztynu-Plön    | Jan Adolf 1634–1704 książę Szlezwika-Holsztynu-Plön    | Jan Adolf 1634–1704 książę Szlezwika-Holsztynu-Plön    | Jan Adolf 1634–1704 książę Szlezwika-Holsztynu-Plön    | Jan Adolf 1634–1704 książę Szlezwika-Holsztynu-Plön    |                                       |                                       | Krystyna Zofia 1654–1695               | Krystyna Zofia 1654–1695               | Krystyna Zofia 1654–1695               | Krystyna Zofia 1654–1695               | Krystyna Zofia 1654–1695               | Krystyna Zofia 1654–1695               |                                   |                                   | August Wilhelm 1662–1731 książę Brunszwiku-Lüneburg | August Wilhelm 1662–1731 książę Brunszwiku-Lüneburg | August Wilhelm 1662–1731 książę Brunszwiku-Lüneburg | August Wilhelm 1662–1731 książę Brunszwiku-Lüneburg | August Wilhelm 1662–1731 książę Brunszwiku-Lüneburg | August Wilhelm 1662–1731 książę Brunszwiku-Lüneburg |                                      |                                      | Eleonora Zofia 1655–1656                                  | Eleonora Zofia 1655–1656                                  | Eleonora Zofia 1655–1656                                  | Eleonora Zofia 1655–1656                                  | Eleonora Zofia 1655–1656                                  | Eleonora Zofia 1655–1656                                  |  |  | Jan Jerzy 1629–1675 książę Mecklenburg-Mirow | Jan Jerzy 1629–1675 książę Mecklenburg-Mirow | Jan Jerzy 1629–1675 książę Mecklenburg-Mirow | Jan Jerzy 1629–1675 książę Mecklenburg-Mirow | Jan Jerzy 1629–1675 książę Mecklenburg-Mirow | Jan Jerzy 1629–1675 książę Mecklenburg-Mirow |  |  | Elżbieta Eleonora Zofia 1658–1729                    | Elżbieta Eleonora Zofia 1658–1729                    | Elżbieta Eleonora Zofia 1658–1729                    | Elżbieta Eleonora Zofia 1658–1729                    | Elżbieta Eleonora Zofia 1658–1729                    | Elżbieta Eleonora Zofia 1658–1729                    |  |  | Bernhard I 1649–1706 książę Saksonii-Meiningen        | Bernhard I 1649–1706 książę Saksonii-Meiningen        | Bernhard I 1649–1706 książę Saksonii-Meiningen        | Bernhard I 1649–1706 książę Saksonii-Meiningen        | Bernhard I 1649–1706 książę Saksonii-Meiningen        | Bernhard I 1649–1706 książę Saksonii-Meiningen        |  |  | Anna Zofia 1659–1742                                          | Anna Zofia 1659–1742                                          | Anna Zofia 1659–1742                                          | Anna Zofia 1659–1742                                          | Anna Zofia 1659–1742                                          | Anna Zofia 1659–1742                                          |  |  | Karol Gustaw 1648–1703 margrabia Baden-Durlach | Karol Gustaw 1648–1703 margrabia Baden-Durlach | Karol Gustaw 1648–1703 margrabia Baden-Durlach | Karol Gustaw 1648–1703 margrabia Baden-Durlach | Karol Gustaw 1648–1703 margrabia Baden-Durlach | Karol Gustaw 1648–1703 margrabia Baden-Durlach |                             |                             | Henrietta Krystyna 1699–1753 ksieni Gandersheim | Henrietta Krystyna 1699–1753 ksieni Gandersheim | Henrietta Krystyna 1699–1753 ksieni Gandersheim | Henrietta Krystyna 1699–1753 ksieni Gandersheim | Henrietta Krystyna 1699–1753 ksieni Gandersheim | Henrietta Krystyna 1699–1753 ksieni Gandersheim |                                               |                                               | Augusta Dorota 1666–1751                      | Augusta Dorota 1666–1751                      | Augusta Dorota 1666–1751 | Augusta Dorota 1666–1751 | Augusta Dorota 1666–1751    | Augusta Dorota 1666–1751    |                             |                             | Anna Zofia 1659–1742        | Anna Zofia 1659–1742        | Anna Zofia 1659–1742 | Anna Zofia 1659–1742 | Anna Zofia 1659–1742                | Anna Zofia 1659–1742                |                                     |                                     | Ludwik Rudolf 1671–1735 książę Brunszwiku-Wolfenbüttel | Ludwik Rudolf 1671–1735 książę Brunszwiku-Wolfenbüttel | Ludwik Rudolf 1671–1735 książę Brunszwiku-Wolfenbüttel | Ludwik Rudolf 1671–1735 książę Brunszwiku-Wolfenbüttel | Ludwik Rudolf 1671–1735 książę Brunszwiku-Wolfenbüttel | Ludwik Rudolf 1671–1735 książę Brunszwiku-Wolfenbüttel |                           |                           | Krystyna Luiza Oettingen 1671–1747 | Krystyna Luiza Oettingen 1671–1747 | Krystyna Luiza Oettingen 1671–1747 | Krystyna Luiza Oettingen 1671–1747 | Krystyna Luiza Oettingen 1671–1747                       | Krystyna Luiza Oettingen 1671–1747                       |                                                          |                                                          |                                                          |                                                          |
| Dorota Zofia 1653–1722  | Dorota Zofia 1653–1722  | Dorota Zofia 1653–1722  | Dorota Zofia 1653–1722  | Dorota Zofia 1653–1722  | Dorota Zofia 1653–1722  |                                |                                | Jan Adolf 1634–1704 książę Szlezwika-Holsztynu-Plön    | Jan Adolf 1634–1704 książę Szlezwika-Holsztynu-Plön    | Jan Adolf 1634–1704 książę Szlezwika-Holsztynu-Plön    | Jan Adolf 1634–1704 książę Szlezwika-Holsztynu-Plön    | Jan Adolf 1634–1704 książę Szlezwika-Holsztynu-Plön    | Jan Adolf 1634–1704 książę Szlezwika-Holsztynu-Plön    |                                       |                                       | Krystyna Zofia 1654–1695               | Krystyna Zofia 1654–1695               | Krystyna Zofia 1654–1695               | Krystyna Zofia 1654–1695               | Krystyna Zofia 1654–1695               | Krystyna Zofia 1654–1695               |                                   |                                   | August Wilhelm 1662–1731 książę Brunszwiku-Lüneburg | August Wilhelm 1662–1731 książę Brunszwiku-Lüneburg | August Wilhelm 1662–1731 książę Brunszwiku-Lüneburg | August Wilhelm 1662–1731 książę Brunszwiku-Lüneburg | August Wilhelm 1662–1731 książę Brunszwiku-Lüneburg | August Wilhelm 1662–1731 książę Brunszwiku-Lüneburg |                                      |                                      | Eleonora Zofia 1655–1656                                  | Eleonora Zofia 1655–1656                                  | Eleonora Zofia 1655–1656                                  | Eleonora Zofia 1655–1656                                  | Eleonora Zofia 1655–1656                                  | Eleonora Zofia 1655–1656                                  |  |  | Jan Jerzy 1629–1675 książę Mecklenburg-Mirow | Jan Jerzy 1629–1675 książę Mecklenburg-Mirow | Jan Jerzy 1629–1675 książę Mecklenburg-Mirow | Jan Jerzy 1629–1675 książę Mecklenburg-Mirow | Jan Jerzy 1629–1675 książę Mecklenburg-Mirow | Jan Jerzy 1629–1675 książę Mecklenburg-Mirow |  |  | Elżbieta Eleonora Zofia 1658–1729                    | Elżbieta Eleonora Zofia 1658–1729                    | Elżbieta Eleonora Zofia 1658–1729                    | Elżbieta Eleonora Zofia 1658–1729                    | Elżbieta Eleonora Zofia 1658–1729                    | Elżbieta Eleonora Zofia 1658–1729                    |  |  | Bernhard I 1649–1706 książę Saksonii-Meiningen        | Bernhard I 1649–1706 książę Saksonii-Meiningen        | Bernhard I 1649–1706 książę Saksonii-Meiningen        | Bernhard I 1649–1706 książę Saksonii-Meiningen        | Bernhard I 1649–1706 książę Saksonii-Meiningen        | Bernhard I 1649–1706 książę Saksonii-Meiningen        |  |  | Anna Zofia 1659–1742                                          | Anna Zofia 1659–1742                                          | Anna Zofia 1659–1742                                          | Anna Zofia 1659–1742                                          | Anna Zofia 1659–1742                                          | Anna Zofia 1659–1742                                          |  |  | Karol Gustaw 1648–1703 margrabia Baden-Durlach | Karol Gustaw 1648–1703 margrabia Baden-Durlach | Karol Gustaw 1648–1703 margrabia Baden-Durlach | Karol Gustaw 1648–1703 margrabia Baden-Durlach | Karol Gustaw 1648–1703 margrabia Baden-Durlach | Karol Gustaw 1648–1703 margrabia Baden-Durlach |                             |                             | Henrietta Krystyna 1699–1753 ksieni Gandersheim | Henrietta Krystyna 1699–1753 ksieni Gandersheim | Henrietta Krystyna 1699–1753 ksieni Gandersheim | Henrietta Krystyna 1699–1753 ksieni Gandersheim | Henrietta Krystyna 1699–1753 ksieni Gandersheim | Henrietta Krystyna 1699–1753 ksieni Gandersheim |                                               |                                               | Augusta Dorota 1666–1751                      | Augusta Dorota 1666–1751                      | Augusta Dorota 1666–1751 | Augusta Dorota 1666–1751 | Augusta Dorota 1666–1751    | Augusta Dorota 1666–1751    |                             |                             | Anna Zofia 1659–1742        | Anna Zofia 1659–1742        | Anna Zofia 1659–1742 | Anna Zofia 1659–1742 | Anna Zofia 1659–1742                | Anna Zofia 1659–1742                |                                     |                                     | Ludwik Rudolf 1671–1735 książę Brunszwiku-Wolfenbüttel | Ludwik Rudolf 1671–1735 książę Brunszwiku-Wolfenbüttel | Ludwik Rudolf 1671–1735 książę Brunszwiku-Wolfenbüttel | Ludwik Rudolf 1671–1735 książę Brunszwiku-Wolfenbüttel | Ludwik Rudolf 1671–1735 książę Brunszwiku-Wolfenbüttel | Ludwik Rudolf 1671–1735 książę Brunszwiku-Wolfenbüttel |                           |                           | Krystyna Luiza Oettingen 1671–1747 | Krystyna Luiza Oettingen 1671–1747 | Krystyna Luiza Oettingen 1671–1747 | Krystyna Luiza Oettingen 1671–1747 | Krystyna Luiza Oettingen 1671–1747                       | Krystyna Luiza Oettingen 1671–1747                       |                                                          |                                                          |                                                          |                                                          |
|                         |                         |                         |                         |                         |                         |                                |                                |                                                        |                                                        |                                                        |                                                        |                                                        |                                                        |                                       |                                       |                                        |                                        |                                        |                                        |                                        |                                        |                                   |                                   |                                                     |                                                     |                                                     |                                                     |                                                     |                                                     |                                      |                                      |                                                           |                                                           |                                                           |                                                           |                                                           |                                                           |  |  |                                              |                                              |                                              |                                              |                                              |                                              |  |  |                                                      |                                                      |                                                      |                                                      |                                                      |                                                      |  |  |                                                       |                                                       |                                                       |                                                       |                                                       |                                                       |  |  |                                                               |                                                               |                                                               |                                                               |                                                               |                                                               |  |  |                                                |                                                |                                                |                                                |                                                |                                                |                             |                             |                                                 |                                                 |                                                 |                                                 |                                                 |                                                 |                                               |                                               |                                               |                                               |                          |                          |                             |                             |                             |                             |                             |                             |                      |                      |                                     |                                     |                                     |                                     |                                                        |                                                        |                                                        |                                                        |                                                        |                                                        |                           |                           |                                    |                                    |                                    |                                    |                                                          |                                                          |                                                          |                                                          |                                                          |                                                          |
|                         |                         |                         |                         |                         |                         |                                |                                |                                                        |                                                        |                                                        |                                                        |                                                        |                                                        |                                       |                                       |                                        |                                        |                                        |                                        |                                        |                                        |                                   |                                   |                                                     |                                                     |                                                     |                                                     |                                                     |                                                     |                                      |                                      |                                                           |                                                           |                                                           |                                                           |                                                           |                                                           |  |  |                                              |                                              |                                              |                                              |                                              |                                              |  |  |                                                      |                                                      |                                                      |                                                      |                                                      |                                                      |  |  |                                                       |                                                       |                                                       |                                                       |                                                       |                                                       |  |  |                                                               |                                                               |                                                               |                                                               |                                                               |                                                               |  |  |                                                |                                                |                                                |                                                |                                                |                                                |                             |                             |                                                 |                                                 |                                                 |                                                 |                                                 |                                                 |                                               |                                               |                                               |                                               |                          |                          |                             |                             |                             |                             |                             |                             |                      |                      |                                     |                                     |                                     |                                     |                                                        |                                                        |                                                        |                                                        |                                                        |                                                        |                           |                           |                                    |                                    |                                    |                                    |                                                          |                                                          |                                                          |                                                          |                                                          |                                                          |
|                         |                         |                         |                         |                         |                         |                                |                                |                                                        |                                                        |                                                        |                                                        |                                                        |                                                        |                                       |                                       |                                        |                                        |                                        |                                        |                                        |                                        |                                   |                                   |                                                     |                                                     |                                                     |                                                     |                                                     |                                                     |                                      |                                      |                                                           |                                                           |                                                           |                                                           |                                                           |                                                           |  |  |                                              |                                              |                                              |                                              |                                              |                                              |  |  |                                                      |                                                      |                                                      |                                                      |                                                      |                                                      |  |  |                                                       |                                                       |                                                       |                                                       |                                                       |                                                       |  |  |                                                               |                                                               |                                                               |                                                               |                                                               |                                                               |  |  |                                                |                                                |                                                |                                                | Elżbieta Krystyna 1691–1750                    | Elżbieta Krystyna 1691–1750                    | Elżbieta Krystyna 1691–1750 | Elżbieta Krystyna 1691–1750 | Elżbieta Krystyna 1691–1750                     | Elżbieta Krystyna 1691–1750                     |                                                 |                                                 | Karol VI 1685–1740 cesarz król Węgier i Czech   | Karol VI 1685–1740 cesarz król Węgier i Czech   | Karol VI 1685–1740 cesarz król Węgier i Czech | Karol VI 1685–1740 cesarz król Węgier i Czech | Karol VI 1685–1740 cesarz król Węgier i Czech | Karol VI 1685–1740 cesarz król Węgier i Czech |                          |                          | Szarlota Krystyna 1694–1715 | Szarlota Krystyna 1694–1715 | Szarlota Krystyna 1694–1715 | Szarlota Krystyna 1694–1715 | Szarlota Krystyna 1694–1715 | Szarlota Krystyna 1694–1715 |                      |                      | Aleksy Piotrowicz Romanow 1690–1718 | Aleksy Piotrowicz Romanow 1690–1718 | Aleksy Piotrowicz Romanow 1690–1718 | Aleksy Piotrowicz Romanow 1690–1718 | Aleksy Piotrowicz Romanow 1690–1718                    | Aleksy Piotrowicz Romanow 1690–1718                    |                                                        |                                                        | Antonina Amalia 1696–1762                              | Antonina Amalia 1696–1762                              | Antonina Amalia 1696–1762 | Antonina Amalia 1696–1762 | Antonina Amalia 1696–1762          | Antonina Amalia 1696–1762          |                                    |                                    | Ferdynand Albert II 1680–1735 książę Brunszwiku-Lüneburg | Ferdynand Albert II 1680–1735 książę Brunszwiku-Lüneburg | Ferdynand Albert II 1680–1735 książę Brunszwiku-Lüneburg | Ferdynand Albert II 1680–1735 książę Brunszwiku-Lüneburg | Ferdynand Albert II 1680–1735 książę Brunszwiku-Lüneburg | Ferdynand Albert II 1680–1735 książę Brunszwiku-Lüneburg |
|                         |                         |                         |                         |                         |                         |                                |                                |                                                        |                                                        |                                                        |                                                        |                                                        |                                                        |                                       |                                       |                                        |                                        |                                        |                                        |                                        |                                        |                                   |                                   |                                                     |                                                     |                                                     |                                                     |                                                     |                                                     |                                      |                                      |                                                           |                                                           |                                                           |                                                           |                                                           |                                                           |  |  |                                              |                                              |                                              |                                              |                                              |                                              |  |  |                                                      |                                                      |                                                      |                                                      |                                                      |                                                      |  |  |                                                       |                                                       |                                                       |                                                       |                                                       |                                                       |  |  |                                                               |                                                               |                                                               |                                                               |                                                               |                                                               |  |  |                                                |                                                |                                                |                                                | Elżbieta Krystyna 1691–1750                    | Elżbieta Krystyna 1691–1750                    | Elżbieta Krystyna 1691–1750 | Elżbieta Krystyna 1691–1750 | Elżbieta Krystyna 1691–1750                     | Elżbieta Krystyna 1691–1750                     |                                                 |                                                 | Karol VI 1685–1740 cesarz król Węgier i Czech   | Karol VI 1685–1740 cesarz król Węgier i Czech   | Karol VI 1685–1740 cesarz król Węgier i Czech | Karol VI 1685–1740 cesarz król Węgier i Czech | Karol VI 1685–1740 cesarz król Węgier i Czech | Karol VI 1685–1740 cesarz król Węgier i Czech |                          |                          | Szarlota Krystyna 1694–1715 | Szarlota Krystyna 1694–1715 | Szarlota Krystyna 1694–1715 | Szarlota Krystyna 1694–1715 | Szarlota Krystyna 1694–1715 | Szarlota Krystyna 1694–1715 |                      |                      | Aleksy Piotrowicz Romanow 1690–1718 | Aleksy Piotrowicz Romanow 1690–1718 | Aleksy Piotrowicz Romanow 1690–1718 | Aleksy Piotrowicz Romanow 1690–1718 | Aleksy Piotrowicz Romanow 1690–1718                    | Aleksy Piotrowicz Romanow 1690–1718                    |                                                        |                                                        | Antonina Amalia 1696–1762                              | Antonina Amalia 1696–1762                              | Antonina Amalia 1696–1762 | Antonina Amalia 1696–1762 | Antonina Amalia 1696–1762          | Antonina Amalia 1696–1762          |                                    |                                    | Ferdynand Albert II 1680–1735 książę Brunszwiku-Lüneburg | Ferdynand Albert II 1680–1735 książę Brunszwiku-Lüneburg | Ferdynand Albert II 1680–1735 książę Brunszwiku-Lüneburg | Ferdynand Albert II 1680–1735 książę Brunszwiku-Lüneburg | Ferdynand Albert II 1680–1735 książę Brunszwiku-Lüneburg | Ferdynand Albert II 1680–1735 książę Brunszwiku-Lüneburg |